# Gustave Moreau
Pour les articles homonymes, voir Moreau.
Gustave Moreau, né le 6 avril 1826 à Paris et mort dans la même ville le 18 avril 1898, est un peintre, graveur, dessinateur et sculpteur français.
Encouragé par son père architecte, il bénéficie d'une éducation classique et s'initie dès l'enfance aux arts graphiques. Ses années de formation sont marquées par les enseignements de François-Édouard Picot et sa rencontre avec le style de Théodore Chassériau, qui le pousse vers une approche non académique de la peinture d'histoire. En 1852, il expose pour la première fois au Salon et emménage dans le quartier de la Nouvelle Athènes. La mort de Chassériau le pousse à s'interroger sur son art et à effectuer un second voyage en Italie en compagnie d'Alexandre-Frédéric Charlot de Courcy et d'Edgar Degas, après un premier effectué à l'âge de 15 ans. Il apprend à copier les maîtres de la Renaissance dans plusieurs villes italiennes, imitant avec ferveur Michel-Ange à Rome, mais ne réalise alors presque pas d’œuvres originales. À la fin des années 1850, il se lance dans des projets monumentaux qu'il laisse inachevés et entame une liaison avec Alexandrine Dureux. Sa carrière débute véritablement avec Œdipe et le Sphinx, exposée en 1864, ainsi que les Salons de 1865 et 1869. Il apparaît progressivement comme un rénovateur de la tradition grâce à son approche irréaliste des sujets mythologiques. Son activité diminue dans les années 1870, quoiqu'il développe une activité d'aquarelliste. Il reçoit une consécration officielle en recevant la légion d'honneur. Son goût pour la sculpture, nourri par son second voyage italien, l'inspire essentiellement pour son œuvre peinte.
Il est l'un des principaux représentants en peinture du courant symboliste, imprégné de mysticisme. Son style se caractérise par son goût du détail ornemental, imprégné de motifs antiques et exotiques.
La plupart de ses œuvres sont conservées au musée Gustave-Moreau à Paris.

## Biographie

### Enfance
Gustave Moreau est né le 6 avril 1826 à Paris, au 7, rue des Saints-Pères. Il est le fils de Louis Moreau, architecte de la Ville de Paris (1790-1862) et de Pauline Desmoutiers (1802-1884), fille du maire de Douai en 1795-1797 et 1815. Par sa mère, il est apparenté à de puissantes familles terriennes implantées en Flandre, les Brasme, les Le François, les des Rotours. La famille Moreau s'installe en 1827 à Vesoul, Louis Moreau étant alors architecte du département de la Haute-Saône. Les Moreau retournent en 1830 à Paris, au 48, rue Saint-Nicolas d'Antin, puis au 16, rue des Trois-Frères.
De santé fragile, le jeune Gustave dessine depuis l'âge de six ans, encouragé par son père qui lui inculque une culture classique. Il entre au collège Rollin en 1837 où il reste interne pendant deux ans et remporte un prix de dessin le 20 août 1839. Sa sœur Camille (née en 1827) meurt en 1840. Tous les espoirs des parents Moreau se reportent alors sur leur unique fils qui poursuit ses études à domicile.

#### Son père
Louis Moreau a étudié à l'École des Beaux-Arts à partir de 1810, il était élève de Charles Percier. C'était un admirateur de l'architecture romaine ainsi que des Encyclopédistes du XVIIIe siècle. Les réalisations architecturales dont il est l'auteur sont du plus pur goût néo-classique. Constatant le manque de formation intellectuelle des artistes de son temps, il eut à cœur de donner à son fils une éducation poussée notamment en ce qui concerne les humanités. Cela passe par une riche bibliothèque familiale dans laquelle on trouve tous les classiques tels Ovide, Dante ou Winckelmann. En dépit de son goût prononcé pour le néo-classicisme, Louis Moreau n'a jamais imposé à son fils aucune de ses idées, il le laissait libre de ses choix.

### Études et formation

#### Premier voyage en Italie
En 1841, le jeune Gustave, alors âgé de 15 ans, effectue un premier voyage en Italie avec sa mère, sa tante et son oncle. Son père lui confie avant son départ un carnet de dessins qu'il remplit de paysages et de vues de paysans croqués sur le vif conservé au musée Gustave-Moreau,.

#### L'enseignement de François Édouard Picot
Après l'obtention de son baccalauréat, Gustave Moreau est autorisé par son père à suivre une formation de peintre. Louis Moreau avait soumis un tableau de son fils (Phryné devant ses juges) à Pierre-Joseph Dedreux-Dorcy et c'est l'opinion favorable de ce dernier qui a décidé Louis Moreau à autoriser son fils à étudier la peinture. En 1844, il devient élève du peintre néo-classique François Édouard Picot. L'enseignement de Picot est préparatoire au concours d'entrée à l'École des beaux-arts, il consiste à travailler d'après le modèle vivant le matin et à copier des œuvres du musée du Louvre l'après-midi. Grâce à ses enseignements, il intègre les Beaux-Arts en 1846. Mais, las de ses deux échecs successifs au prix de Rome, il quitte cette institution en 1849.

#### Théodore Chassériau

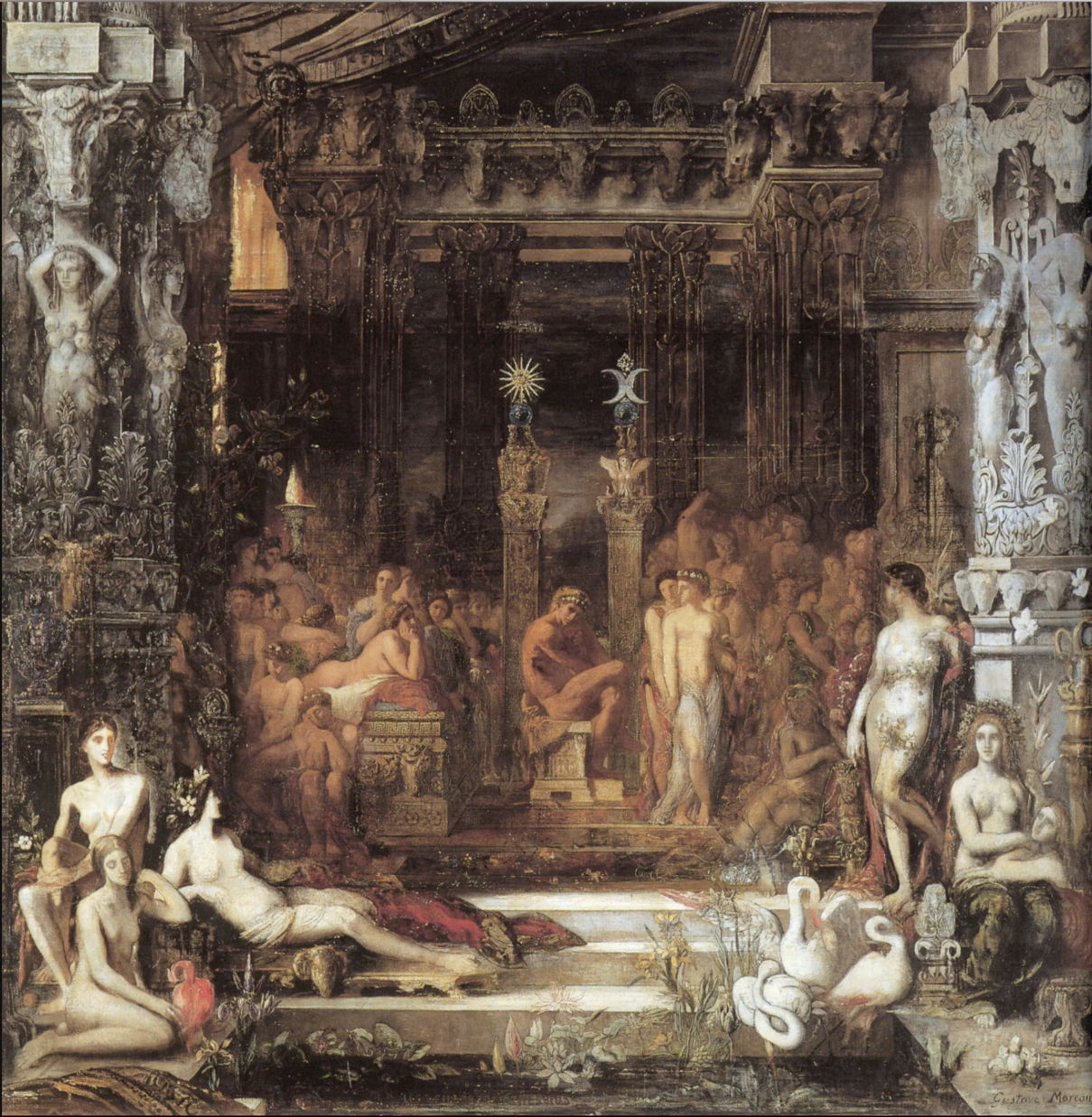
Gustave Moreau, Les Filles de Thespius (1853-1882), Paris, musée Gustave-Moreau.

Après avoir quitté les Beaux-Arts, Gustave Moreau est amené par son père devant les peintures de la Cour des comptes. Au sein de cet édifice, Chassériau a réalisé les peintures de l'escalier d'honneur de 1844 à 1848,. Ces peintures suscitent l'enthousiasme de Gustave Moreau qui dit à son père « Je rêve de créer un art épique qui ne soit pas un art d'école ». C'est à partir de cette époque que Gustave Moreau se lance dans des compositions ambitieuses relevant de la peinture d'histoire qu'il retravaille souvent sans toutefois les achever. On retrouve parmi ces grandes compositions inachevées Les Filles de Thespius commencée en 1853, agrandie en 1882 mais demeurée « En voie d'exécution ». Cette toile porte la trace de l'influence de Chassériau, notamment pour la partie centrale qui s'inspire du Tepidarium présenté la même année (1853). Gustave Moreau se lie d'amitié avec Chassériau en 1850 et prend un atelier dans la même rue que lui,. Il voit en lui un véritable mentor et calque même son existence sur la sienne en devenant un jeune homme élégant fréquentant les salons de la Nouvelle Athènes et en assistant aux représentations d'opéra. Il est très probable que Chassériau ait aidé Moreau à se perfectionner en dessin, notamment pour ce qui concerne les portraits. La plupart des portraits dessinés par Moreau datent d'ailleurs des années 1852-1853 et Moreau possédait des dessins que Chassériau lui avait offerts.

#### La rencontre d'Eugène Delacroix
Perdu après ses années d'études dont il trouvait l'enseignement insuffisant, Gustave Moreau est allé au domicile d'Eugène Delacroix pour solliciter son aide. Celui-ci ne pouvait pas prendre de nouvel élève dans son atelier. Cependant il comprit son désarroi et lui dit « Que voulez-vous qu'ils vous apprennent, ils ne savent rien ». L'influence de Delacroix est décisive pour le travail du jeune peintre et se constate dès sa première toile au Salon de 1852. On sait également que Delacroix appréciait Gustave Moreau.

### Les débuts en tant qu'artiste

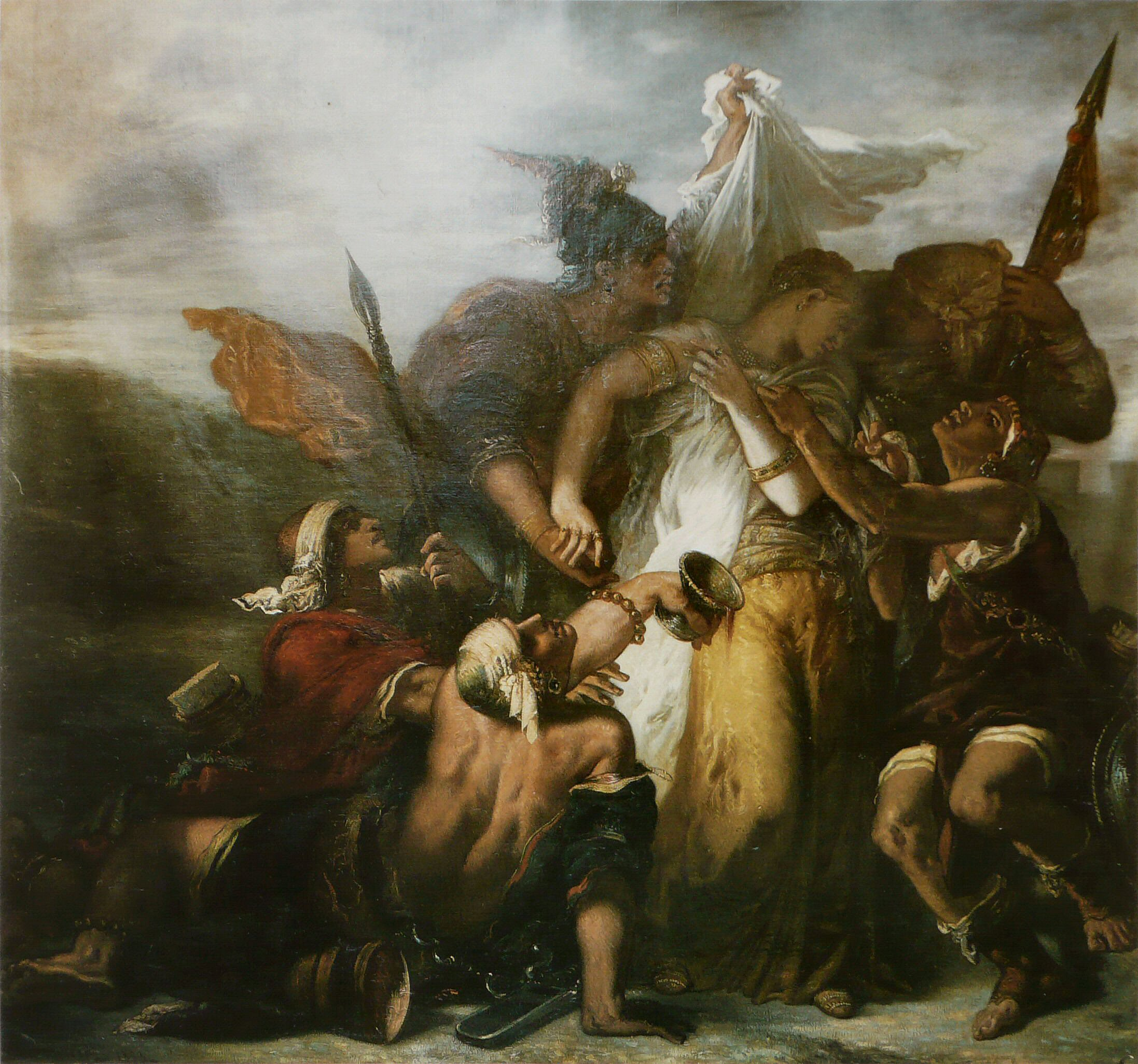
Gustave Moreau, Le Cantique des cantiques (1853), huile sur toile,, Dijon, musée des Beaux-Arts.

Depuis 1848, Moreau travaille sur une Pietà avec pour source d'inspiration la Pietà de Delacroix de Saint-Denys-du-Saint-Sacrement,. La Pietà de Moreau est achetée en 1851 par l'État grâce aux relations de son père mais pour la modique somme de 600 francs soit l'équivalent du prix d'une copie. Il l'expose en 1852 au Salon où elle passe inaperçu, sauf pour Théophile Gautier qui s'étonne de voir une toile si proche de Delacroix chez un élève de Picot. La même année, ses parents lui achètent une maison-atelier — devenue le musée Gustave-Moreau — au cœur de la Nouvelle Athènes où toute la famille Moreau s'installe. Il présente  au Salon de 1853 Darius après la bataille d'Arbelles ainsi que Le Cantique des cantiques, toutes deux fortement inspirées de Théodore Chassériau. Vers 1854, il peint le Cavalier écossais, peinture pleine d'une fougue romantique qu'il ne présente à aucun public, elle fait partie de ces œuvres qu'il ne destine qu'à lui-même,. Il peint des sujets religieux ou tirés de l'Antiquité et de la mythologie, comme Moïse, en vue de la Terre Promise ôte ses sandales (1854), ou encore Les Athéniens livrés au Minotaure dans le labyrinthe de Crète (commandée par l'État) qui est exposée à l'Exposition universelle de 1855, sans rencontrer de succès, puis envoyée à Bourg-en-Bresse.

#### Mort de Chassériau
La mort de Chassériau survenue en 1856 est une véritable remise en cause pour Gustave Moreau et son art. Il entreprend alors cette année-là Le Jeune Homme et la mort en hommage à son ami Chassériau. Constatant les limites de son art et peinant à finir le tableau Hercule et Omphale commandé par Benoît Fould, il se décide à repartir en Italie. Pour financer ce Grand Tour, son père Louis Moreau fait louer les différents étages de la maison-atelier, dont l'atelier de Gustave qui est alors occupé par son ami Eugène Fromentin en son absence. Son départ est assez précipité à cause d'une histoire sentimentale, ce qui fait qu'il part sans sa mère ni son ami Narcisse Berchère.

### Second voyage en Italie
En septembre 1857, Gustave Moreau commence son voyage italien en compagnie d'Alexandre-Frédéric Charlot de Courcy (Rome, Florence, Milan, Pise, Sienne, Naples, Venise); un voyage qui dure deux ans.

#### Rome

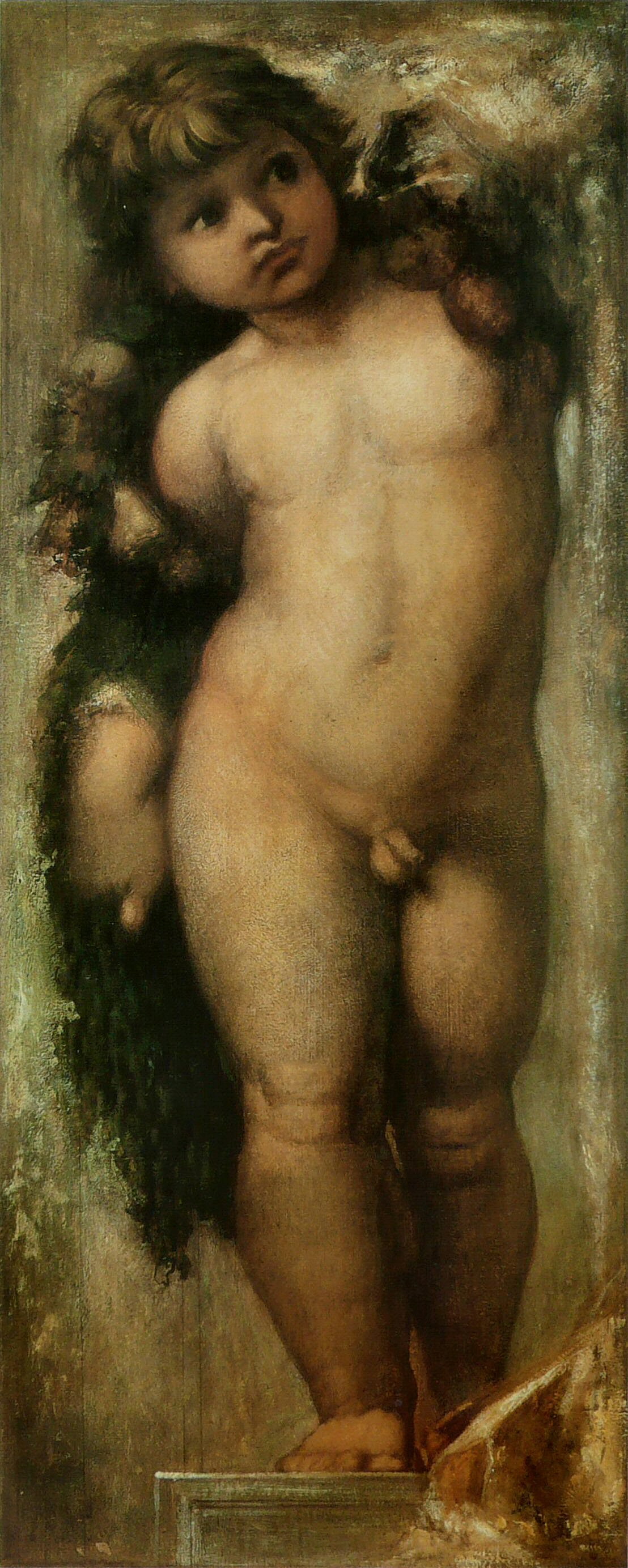
Gustave Moreau, Putto d'après Raphaël (1858), Paris, musée Gustave-Moreau.

Gustave Moreau arrive à Rome le 22 octobre 1857. Il s'installe à proximité de la villa Médicis et s'inscrit au cours du soir dispensés dans ladite villa où il étudie le modèle vivant. Cela le met au contact de pensionnaires comme Jules-Élie Delaunay et Henri Chapu mais aussi Léon Bonnat et Edgar Degas. Sa vaste culture et son talent lui valent l'admiration de ses camarades d'étude qui font de lui un mentor. Gustave Moreau est aussi à proximité de la villa Farnesina, de l'Accademia di San Luca et de la chapelle Sixtine, et il occupe ses journées à un travail très studieux de copiste. Ce qui l'intéresse en premier lieu ce sont les grands maîtres du XVIe siècle et leurs immédiats successeurs (Michel-Ange, Raphaël, Le Corrège, Le Sodoma et Peruzzi). Sa démarche ne relève pas de la simple étude visuelle. En copiant les œuvres des peintres qu'il admire, il entend se pénétrer expérimentalement de leur façon de peindre. Son premier travail est une copie d'un fragment de la fresque des Noces d'Alexandre et de Roxane du Sodoma dans la villa Farnesina dont il retient le « ton mat et l'aspect doux de la fresque ». Mais Gustave Moreau est un fervent admirateur de Michel-Ange, il se rend donc à la chapelle Sixtine où il copie pendant deux mois les fresques de Michel-Ange dont il retient « la coloration merveilleusement savante et harmonieuse de ces pendentifs ». Il se rend ensuite à l'Accademia di San Luca et reproduit le Putto de Raphaël qu'il qualifie de « plus beau morceau de peinture ». Cet intérêt exclusif pour l'art de la Renaissance italienne suscite un rappel à l'ordre de son père — passionné par la Rome antique — qui le somme de s'intéresser à l'art antique. Il étudie ainsi les proportions des statues antiques en compagnie de Chapu.

Gustave Moreau retourne à Rome d'avril à juillet 1859. Les troubles politiques liés à la guerre d'Italie de 1859 inquiètent Gustave Moreau qui n'est pas sûr de pouvoir se rendre à Naples. Lors de ce second séjour, il réalise une copie de La Mort de Germanicus de Nicolas Poussin au palais Barberini avec le souci de se rapprocher le plus possible de l'original jusque dans les dimensions du tableau,.

Œuvres de Gustave Moreau réalisées à Rome
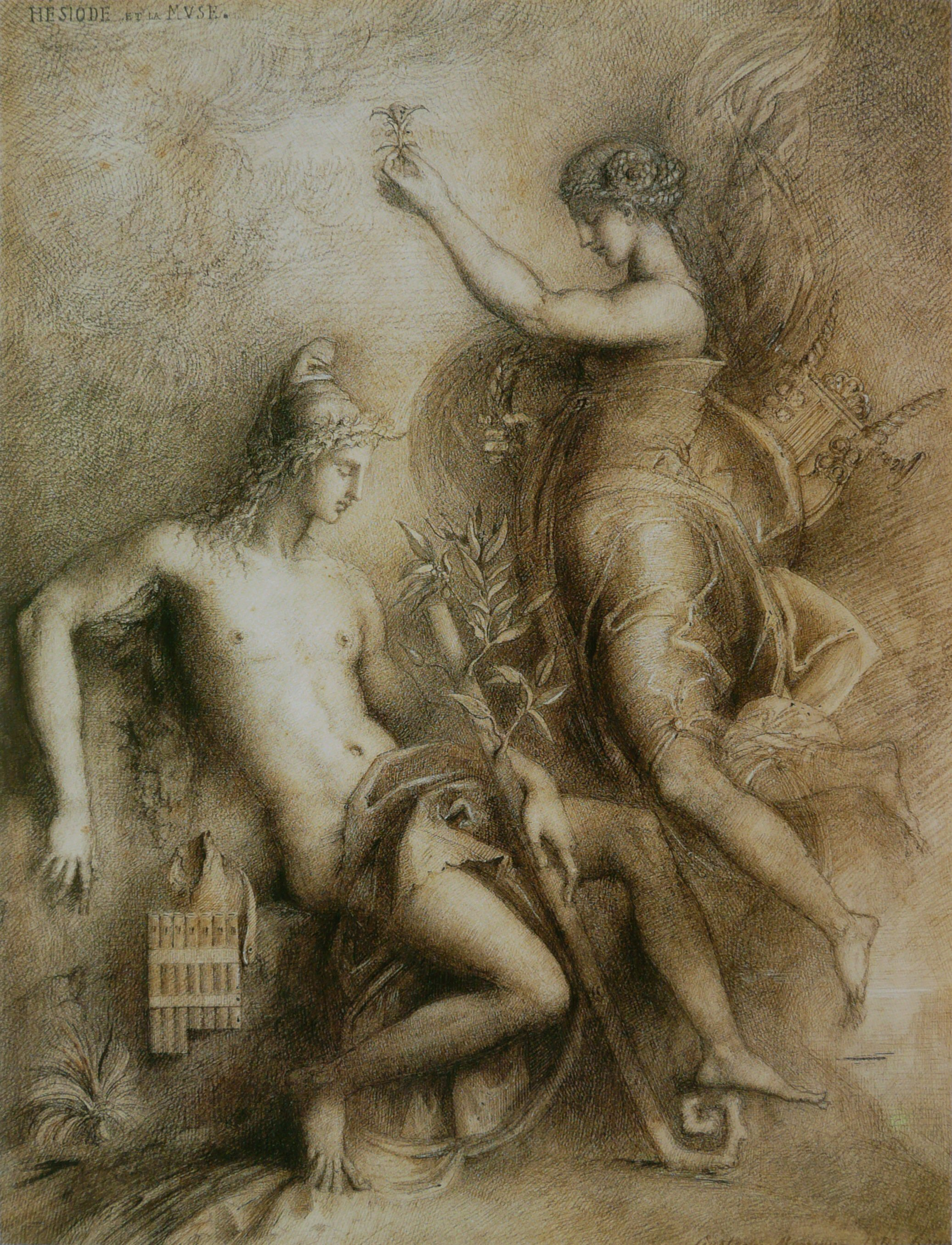
Hésiode et la Muse (1857), Cambridge, Fogg Art Museum.
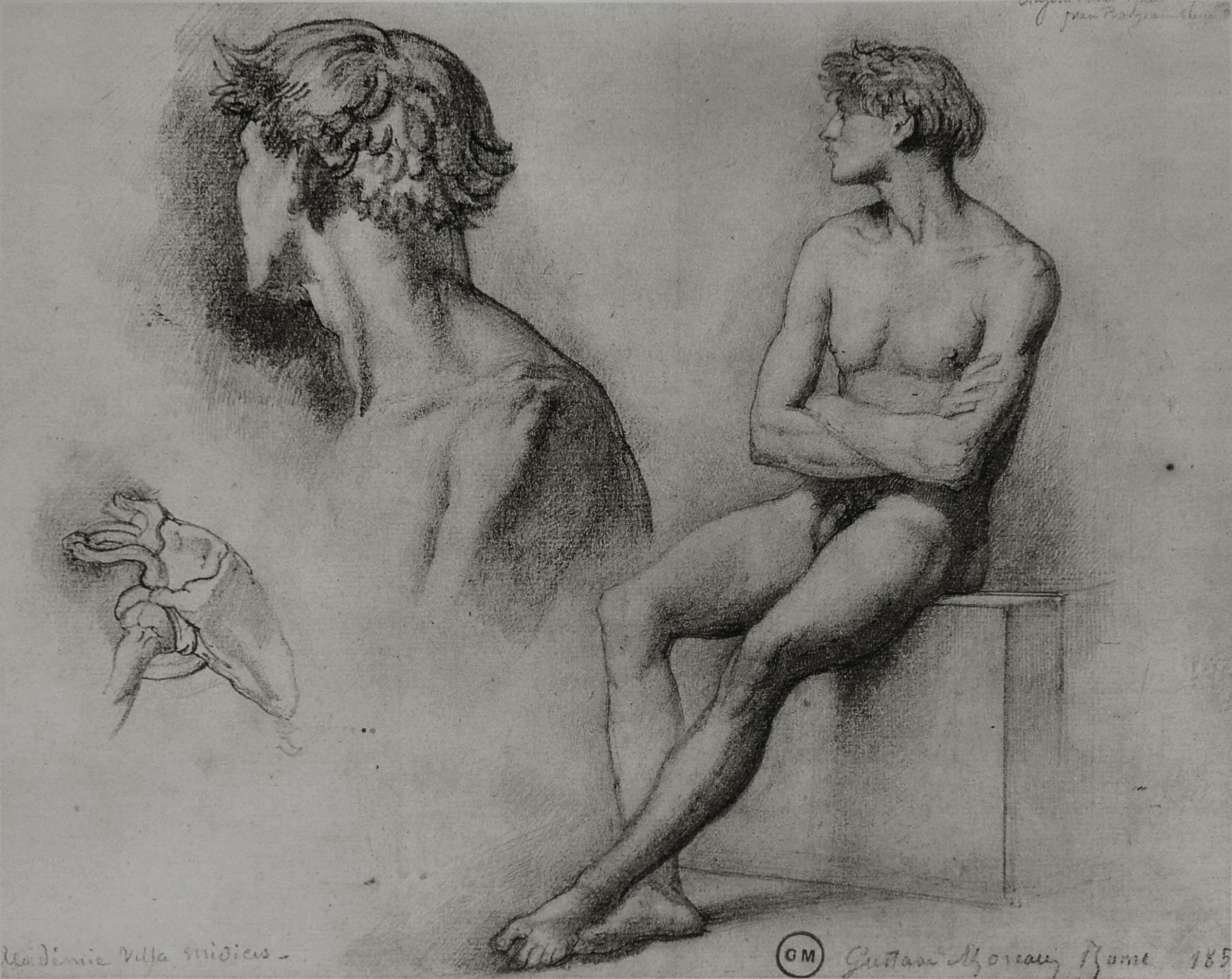
Académie d'homme et autres études (1858), Paris, musée Gustave-Moreau.
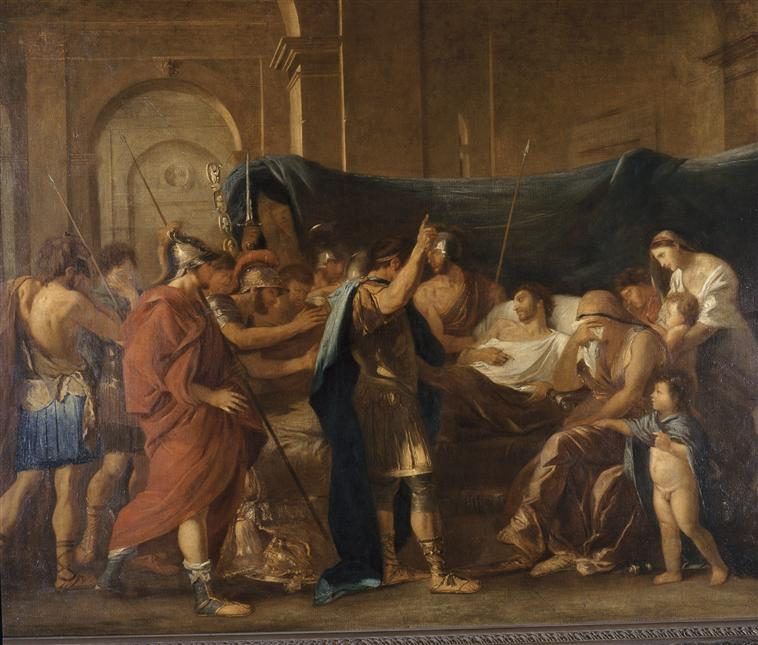
La Mort de Germanicus d'après Nicolas Poussin (1859), Paris, musée Gustave-Moreau.
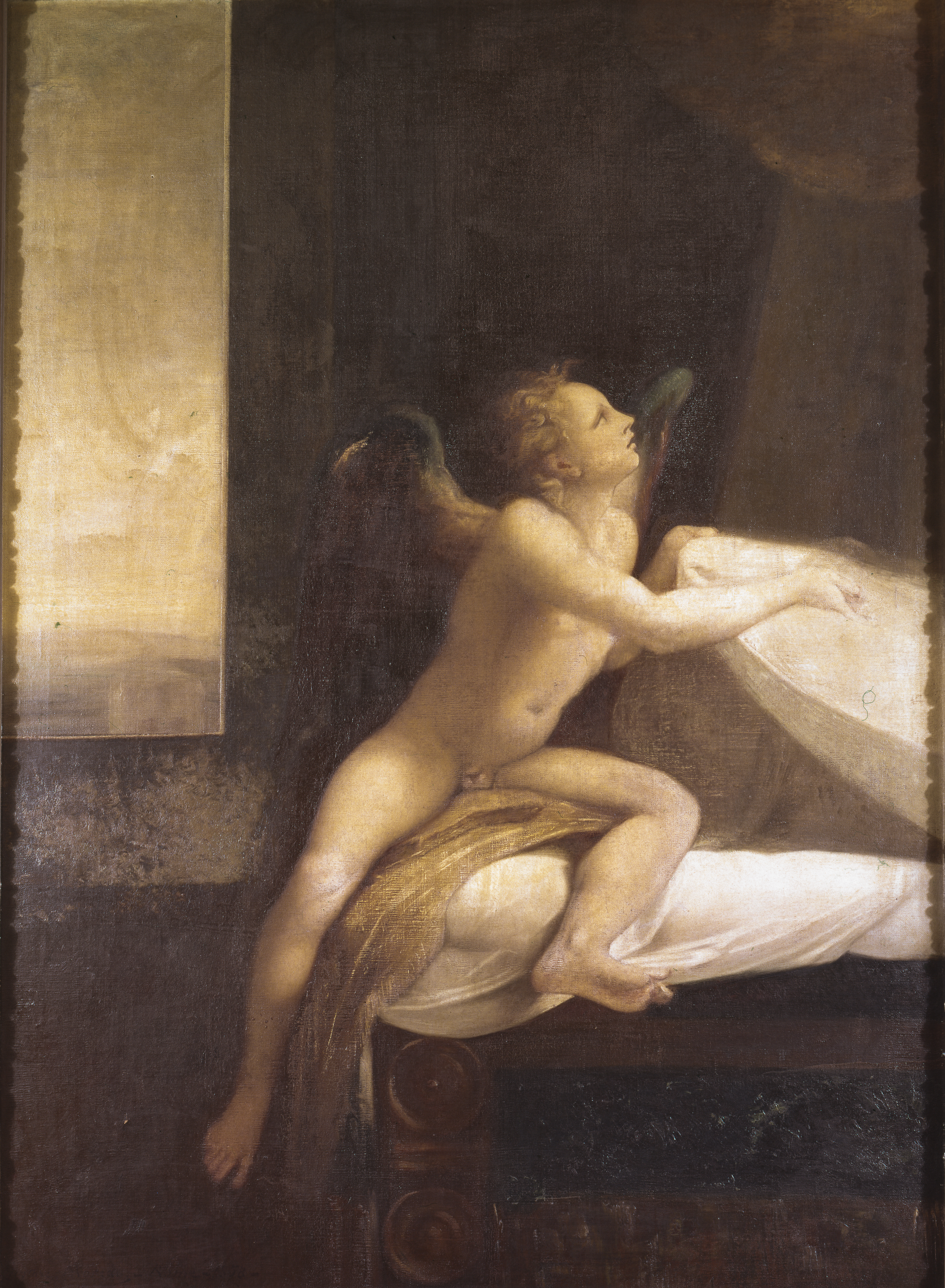
Danaé, d'après Le Corrège (1858), Paris, musée Gustave-Moreau.
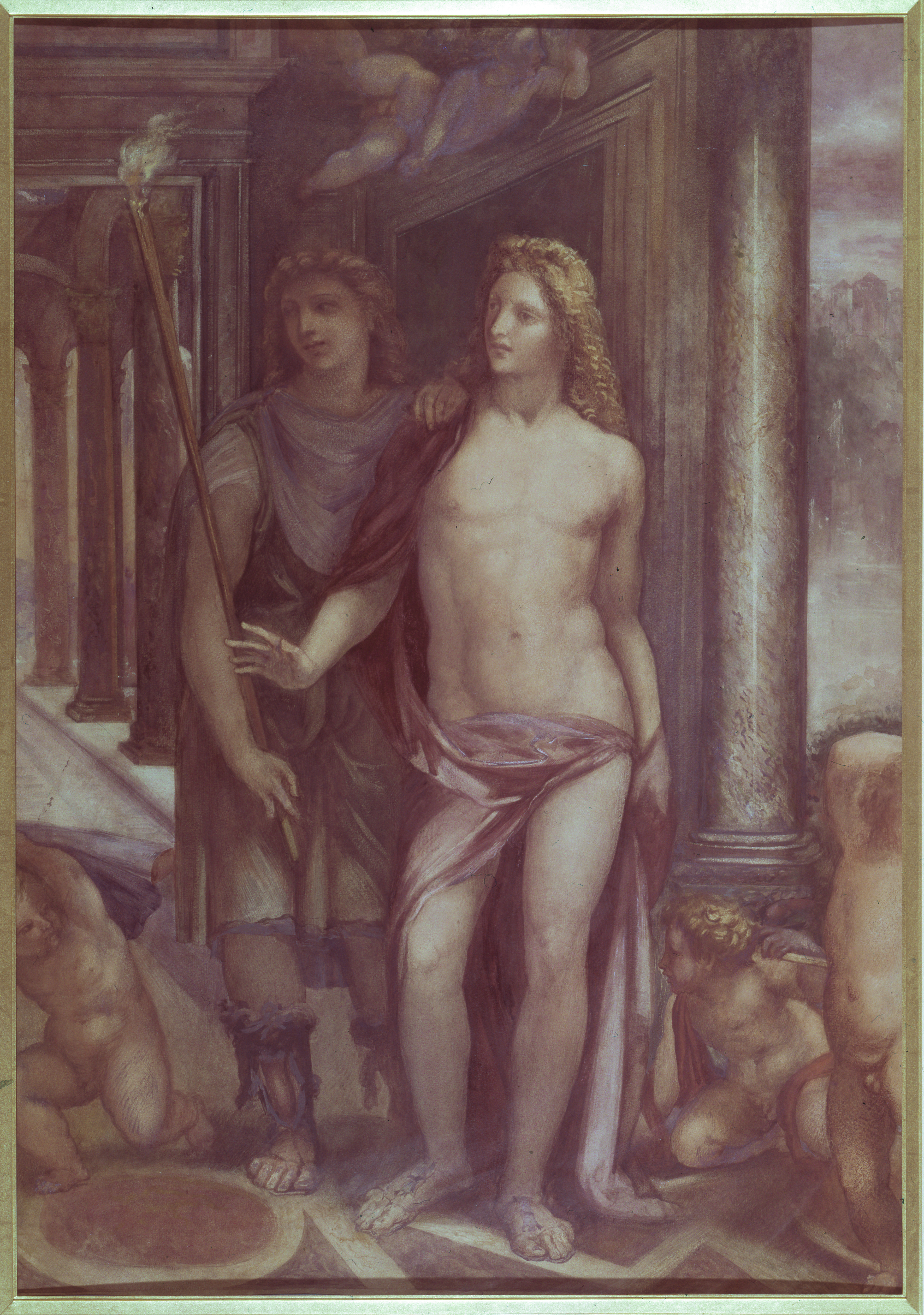
Les Noces d'Alexandre et de Roxane, d'après Le Sodoma (1857-1858), Paris, musée Gustave-Moreau.

#### Florence
Gustave Moreau arrive à Florence le 9 juin 1858 et retrouve là-bas Élie Delaunay. Il réalise des études d'après des œuvres des Offices, du palais Pitti ou de Santa Maria Novella. Aux Offices, Moreau se prend de passion pour une copie de La Bataille de Cadore qu'il prend pour une esquisse originale du Titien. L'œuvre originale a été détruite dans l'incendie du palais des Doges de 1577. Pour l'aider dans son travail de copie, le tableau est descendu et mis sur chevalet, à sa portée. Moreau réalise aussi une copie de du Baptême du Christ de Verrochio mais ne reproduit que l'ange. En effet, selon Vasari, cet ange est réalisé par Léonard de Vinci à un moment où il dépasse son maître. À partir du mois d'août, il est rejoint par Degas et ensemble ils visitent les églises pour étudier Andrea del Sarto, Pontormo, Bronzino et Bellini.

En décembre 1858, Gustave Moreau réalise un second séjour florentin avec sa famille. Degas, qui l'attendait depuis son précédent séjour tint à lui faire découvrir Botticelli. Moreau fait à cette occasion une copie de La Naissance de Vénus. Cette copie de l'ensemble du tableau montre déjà une dissociation entre le trait et la couleur qu'il reprendra dans ses œuvres ultérieures. Moreau réalise aussi une copie du Portrait équestre de Charles Quint par Antoon Van Dyck et une autre du Portrait équestre de Philippe IV d'Espagne par Vélasquez. Ici encore, bien qu'étant à Florence, Moreau ne manifeste pas plus d'intérêt pour les peintres florentins.

Œuvres de Gustave Moreau réalisées à Florence
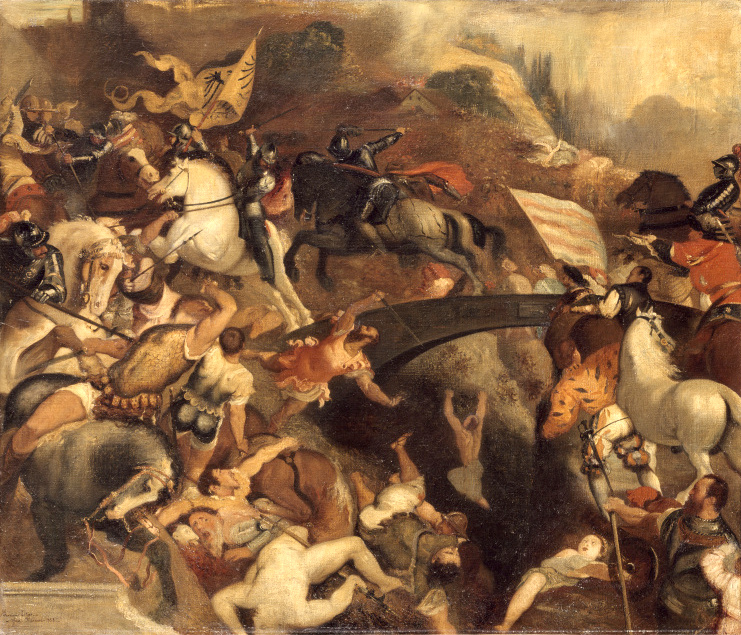
La Bataille de Cadore, copie d'après une copie de l'œuvre du Titien (1858), Paris, musée Gustave-Moreau.
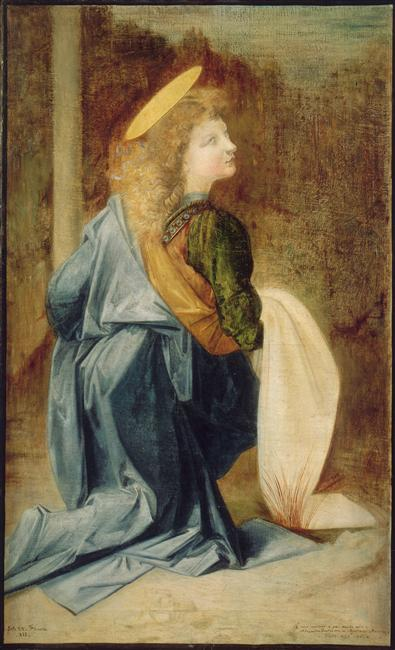
Copie de l'Ange de Léonard de Vinci dans “Le Baptême du Christ” d'Andréa del Verrocchio à Florence (1858), Paris, musée Gustave-Moreau.
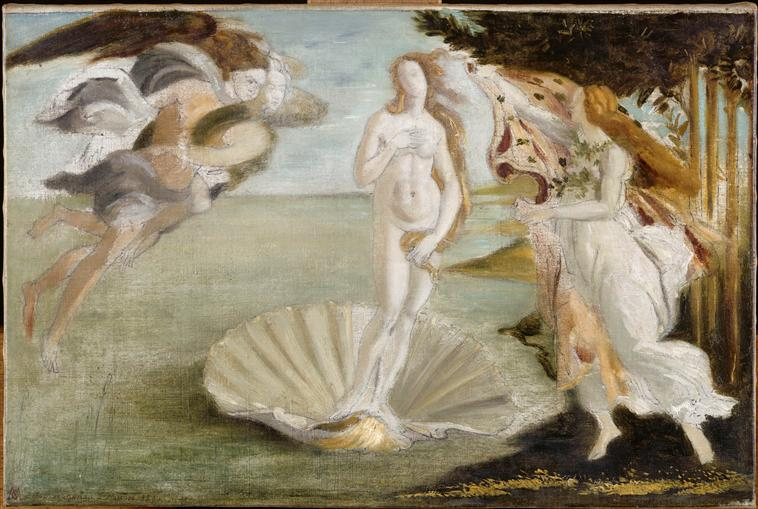
Naissance de Vénus, copie d'après Botticelli (1859), Paris, musée Gustave-Moreau.
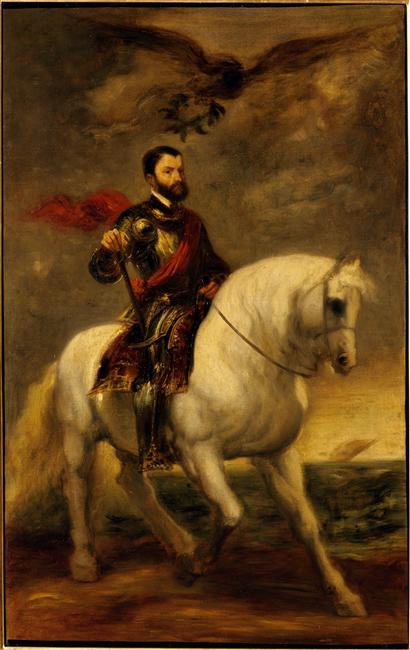
Portrait équestre de Charles Quint, copie d'après Van Dyck (1859), Paris, musée Gustave-Moreau.
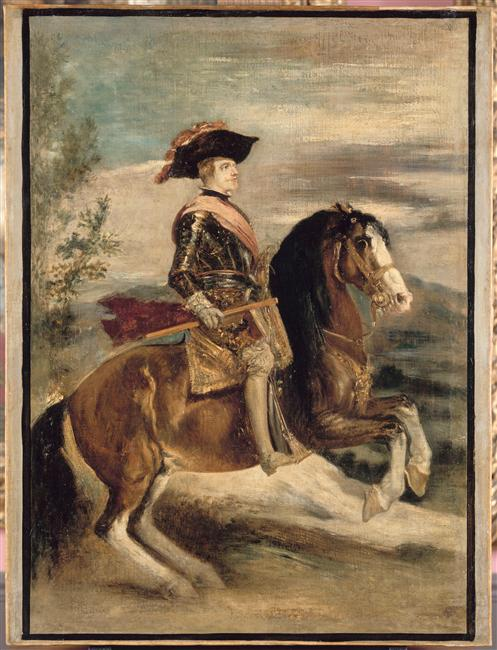
Portrait équestre de Philippe IV d'Espagne, copie d'après Vélasquez (1859), Paris, musée Gustave-Moreau.
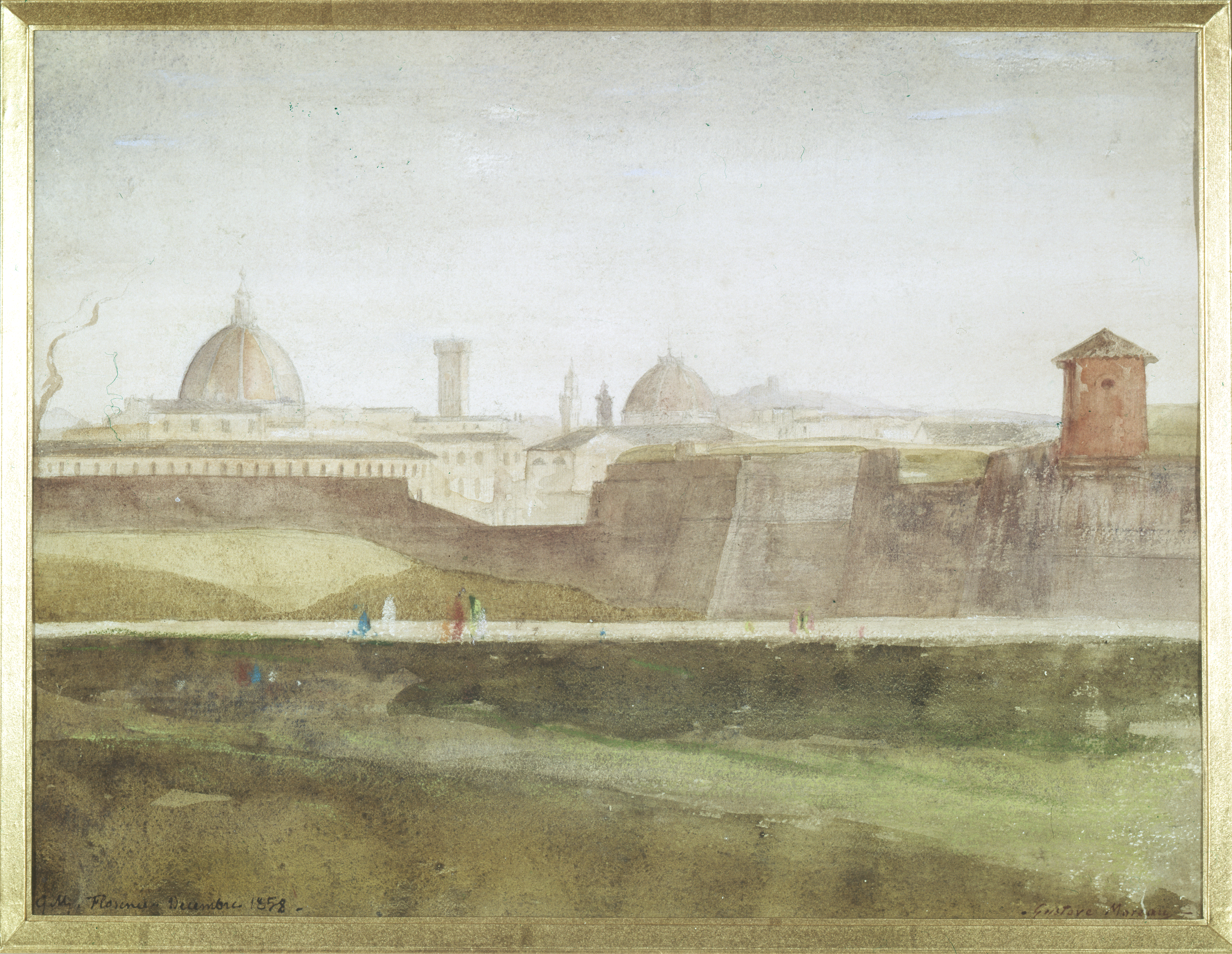
Vue de Florence (1858), Paris, musée Gustave-Moreau.

#### Milan
Gustave Moreau retrouve ses parents en août 1858 à Lugano et la famille se dirige vers Milan. Durant le séjour à Milan, son père qui est passionné par Palladio le contraint à s'intéresser à l'architecture.

#### Venise
Le 18 septembre 1858, la famille Moreau arrive à Venise. Gustave Moreau en profite pour étudier Carpaccio qui ne peut s'étudier que dans cette ville. Il avait probablement eu connaissance de ce peintre en raison d'une lettre que Degas lui avait adressée sur les conseils d'un amateur d'art de passage. Il entreprend donc de copier les œuvres de Carpaccio comme La Légende de sainte Ursule ou Saint Georges terrassant le dragon qu'il reproduit grandeur nature,.

Œuvre de Gustave Moreau réalisée à Venise
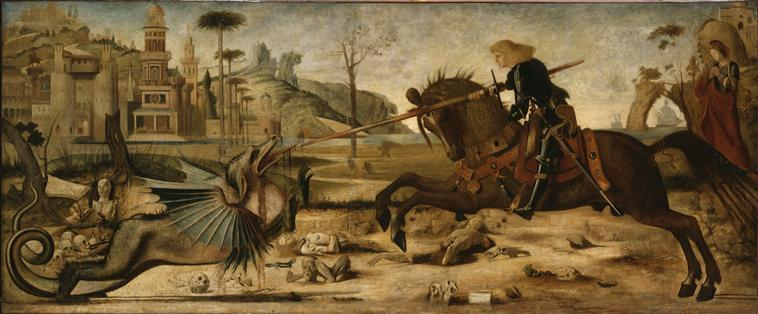
Saint Georges terrassant le dragon, d'après Carpaccio (1858), Paris, musée Gustave-Moreau.

#### Pise et Sienne
Moreau et Degas passent un court séjour à Pise et à Sienne pendant lequel Moreau réalise quelques esquisses et aquarelles d'après les fresques du Camposanto de Pise. Il réalise notamment quelques copies à l'aquarelle du Triomphe de la mort du Camposanto.

#### Naples
Moreau réussit finalement à gagner Naples le 13 juillet 1859 et passe deux mois au musée Borbonico,. Là-bas, il s'intéresse enfin à l'art antique et fait un travail très prolifique de copie de fresques de Pompéi et Herculanum. Il retrouve là son sujet de prédilection : la peinture d'histoire à sujet mythologique. Parmi ses copies on compte Le Départ de Briséis, Achille et le Centaure Chiron et Jupiter couronné par la victoire. Il retrouve ses amis Bonnat et Chapu en août et entreprend avec eux une ascension du Vésuve.

Copies réalisées lors du séjour napolitain
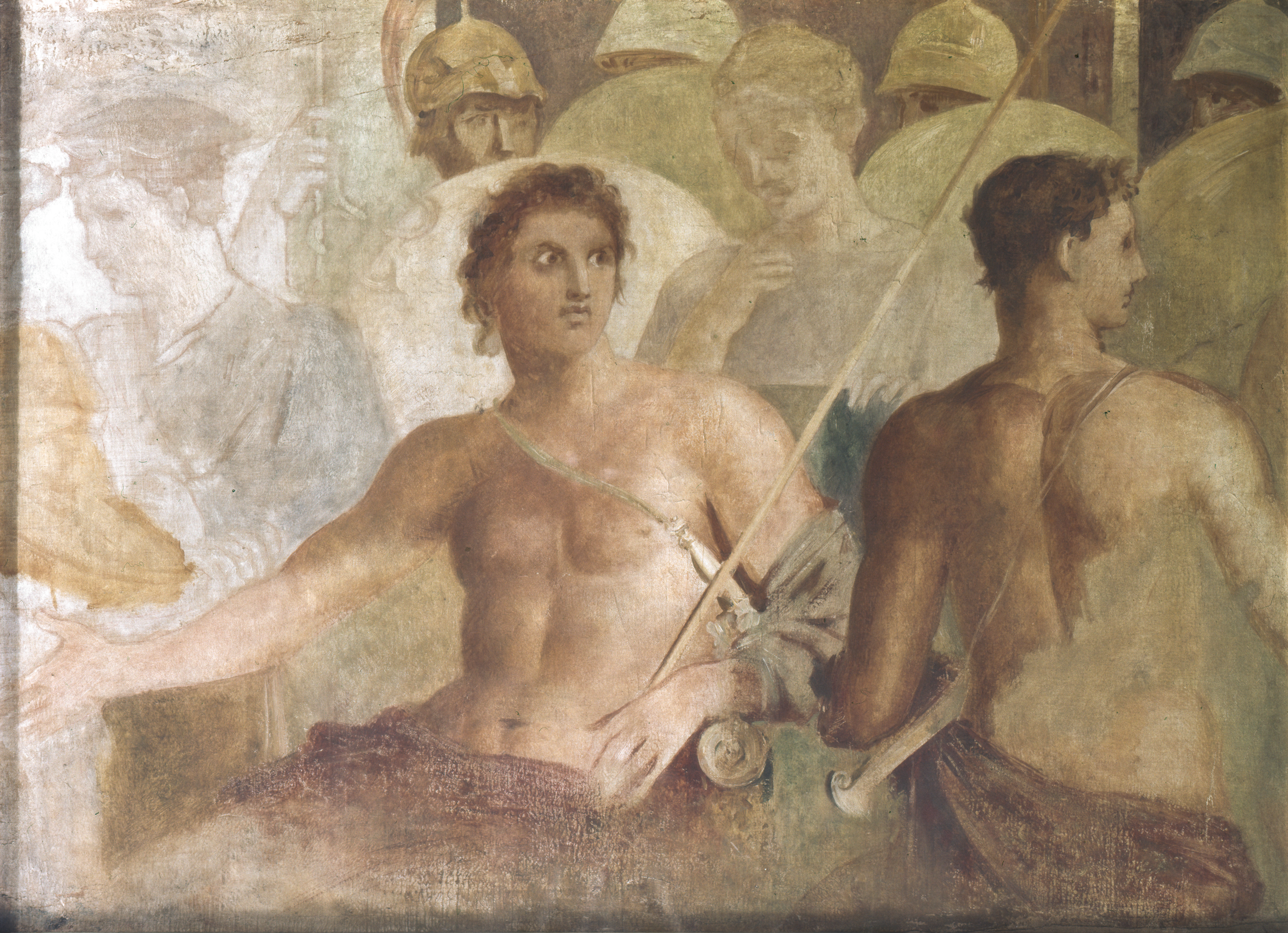
Le Départ de Briséis, copie d'après une fresque antique (1859), Paris, musée Gustave-Moreau.
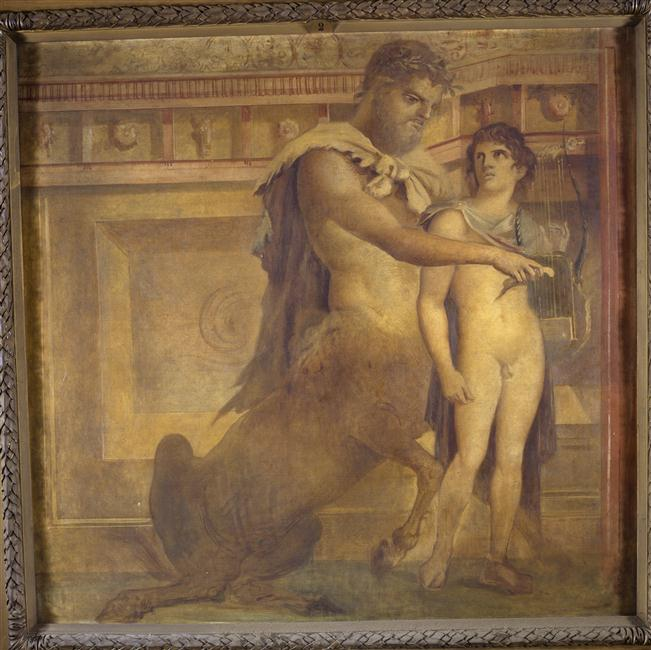
Achille et le Centaure Chiron, copie d'après une fresque antique (1859), Paris, musée Gustave-Moreau.

### L'attente du triomphe
Gustave Moreau n'a pas produit d'œuvres originales pendant son séjour italien, hormis Hésiode et la Muse qu'il réalise dès son premier séjour à Rome ainsi qu'un Apollon et Marsyas resté très proche des modèles qu'il a pu admirer dans les musées,. De retour d'Italie, il reste fixé sur son ambition de devenir peintre d'histoire en faisant un « art épique qui ne soit pas un art d'école » et se consacre donc à des projets monumentaux qu'il ne finit pas comme les Filles de Thespius (évoquées précédemment) commencé en 1853, mais aussi Les Prétendants (commencé après 1858,), Les Rois Mages et Tyrtée chantant pendant le combat, tous deux commencés en 1860. Les compositions inachevées de Gustave Moreau sont consignées dès 1860 dans un carnet de notes offert par son ami Alexandre Destouches. En fait, dès la première page, il fait une liste de 60 « compositions Antiques ou Bibliques » au sein de laquelle on retrouve les œuvres commencées avant le séjour italien ainsi que d'autres à venir. La raison de sa lenteur à réaliser ces projets inachevés et fréquemment interrompus s'explique par le souci qu'il avait de faire des œuvres extrêmement documentées. De plus il souhaitait toujours enrichir ses œuvres de sens nouveaux et allait même jusqu'à indiquer dans des notices des détails qui ne peuvent se représenter par la peinture comme des odeurs ou des sons. C'est ainsi qu'il indique dans sa notice des Filles de Thespius « Au loin, des jardins odorants, des senteurs puissantes d'orangers, de citronniers, de myrtes, se répandent et enivrent ». Toutes ces recherches ne menant à rien de véritablement achevé, Gustave Moreau n'expose aucune œuvre avant 1864. Son père qui s'impatiente un peu lui écrit alors : « Certes je ne veux pas dire, et tu en es bien persuadé, que tu doives suspendre des études que tu fais avec tant de conscience ; mais dans un an lorsqu'elles seront finies, donne-nous un de ces ouvrages qui portent tout d'un coup leur auteur dans les premiers rangs. Ne faut-il pas enfin que ton bon père jouisse du triomphe sur lequel il compte et qu'il attend ! ».

#### La rencontre d'Alexandrine Dureux

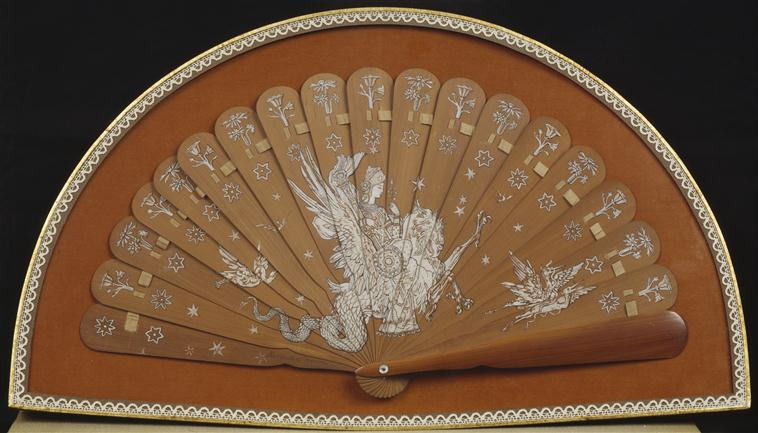
Gustave Moreau, La Péri (éventail) (vers 1882),, Paris, musée Gustave-Moreau.

Entre 1859 et 1860, Gustave Moreau rencontre Alexandrine Dureux, une institutrice qui habitait à proximité de la maison de Gustave Moreau. Sa liaison avec Alexandrine Dureux était très discrète et bien qu'ils furent très intimes, elle resta sa « meilleure et unique amie ». En effet Moreau ne souhaitait pas fonder de famille, affirmant que « le mariage éteint l'artiste », conformément à un avis répandu à l'époque dans le milieu artistique et littéraire. Il a dessiné plusieurs fois son portrait, lui a donné des cours de dessin et a conçu pour elle une douzaine de peintures, d'aquarelles et d'éventails aujourd'hui conservés au musée Gustave-Moreau,. L'éventail La Péri faisait partie de la collection personnelle d'Alexandrine Dureux.

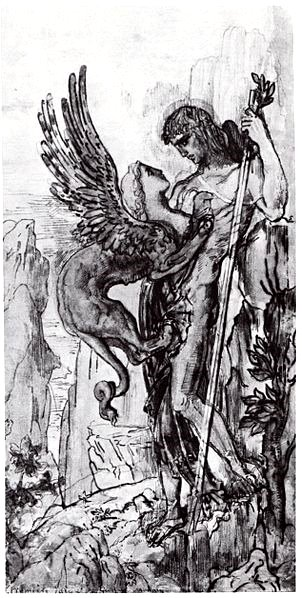
Gustave Moreau, Œdipe et le Sphinx (1861), Paris, musée Gustave-Moreau.

#### Mort de Louis Moreau
Le 17 février 1862, Louis Moreau s'éteint. Il n'a donc pas connu le « triomphe sur lequel il compte et qu'il attend ! ». Ce triomphe pourtant est en préparation, c'est Œdipe et le Sphinx. Gustave Moreau travaille sur cette œuvre depuis 1860 mais son souci du perfectionnement allonge le temps nécessaire à la réalisation du tableau. En octobre 1862 il confie à son ami Fromentin : « J'ai pris un carton grandeur d'exécution, achevé le plus possible d'après nature et, pour la millionième fois de ma vie, je me promets (mais soyez sûr qu'il n'en sera rien) de ne pas commencer avant que tout, jusqu'au moindre brin d'herbe, ne soit définitivement arrêté ».

#### Le chemin de Croix de Decazeville

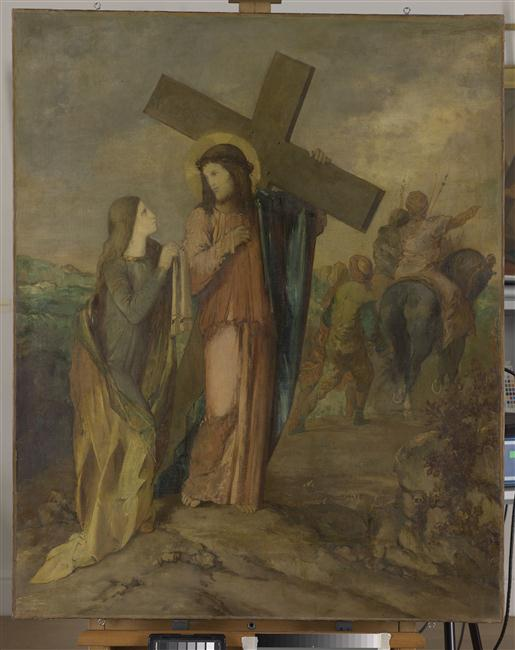
Gustave Moreau, Véronique essuie le visage de Jésus (1862), chemin de croix de Decazeville, huile sur toile,, Decazeville, église Notre-Dame.

En 1862, Gustave Moreau reçoit la commande d'un chemin de croix par Élie Cabrol pour l'église Notre-Dame de Decazeville, par l'intermédiaire d'un de ses amis, le peintre Eugène Fromentin, qui avait initialement refusé ce travail. Il accepte cette commande sans grand enthousiasme car c'est un travail laissant peu de place à la créativité de l'artiste. C'est en effet un type de commande que l'on confie habituellement à des artistes et ateliers spécialisé dans le mobilier d'église. Léon Perrault, peintre spécialisé dans la peinture religieuse et élève de Picot tout comme lui, a fait en cette même année 1862 un chemin de croix pour l'église Sainte-Radegonde de Poitiers, il est repris tel quel dans plusieurs églises, ce qui montre que l'originalité n'est pas de mise. Moreau réalise ses différentes stations de juin 1862 à février 1863 dans le plus parfait anonymat et refuse de signer ses toiles pour ne pas être confondu avec les peintres de sujets religieux,. Il se rêve peintre d'histoire et il attend le Salon de 1864 pour signer de son nom une œuvre qui lui apportera cette notoriété. Les toiles ont été très rapidement exécutées, entre trois et quatre jours pour chaque toile. Ces stations sont marquées par une forte sobriété, ce qui contraste avec la tendance habituelle de Gustave Moreau à multiplier les détails. Le chemin de croix marque une étape importante dans le travail de Moreau puisque c'est la première réalisation qu'il mène à son terme depuis son voyage en Italie. De plus elle est annonciatrice de son Œdipe et le Sphinx puisque sur la station 6, Véronique a la même attitude que le sphinx et le Christ, la même attitude que l'Œdipe. Jusque dans les années 1960 les toiles — puisqu'elles ne sont pas signées — ont longtemps été attribuées à l'un de ses élèves,.

### Les années Salons
La période allant de 1864 à 1869 marque le réel début de carrière de Gustave Moreau. Ses anciens essais malheureux aux Salons sont pour ainsi dire oubliés et c'est désormais le peintre d'histoire qu'on acclame. Les tableaux qu'il produit durant cette période ont ce format moyen mais très allongé qui les caractérise. Pour trouver cette proportion, Moreau avait mesuré avec sa canne la Vierge aux rochers de Léonard de Vinci.

#### Œdipe et le Sphinx

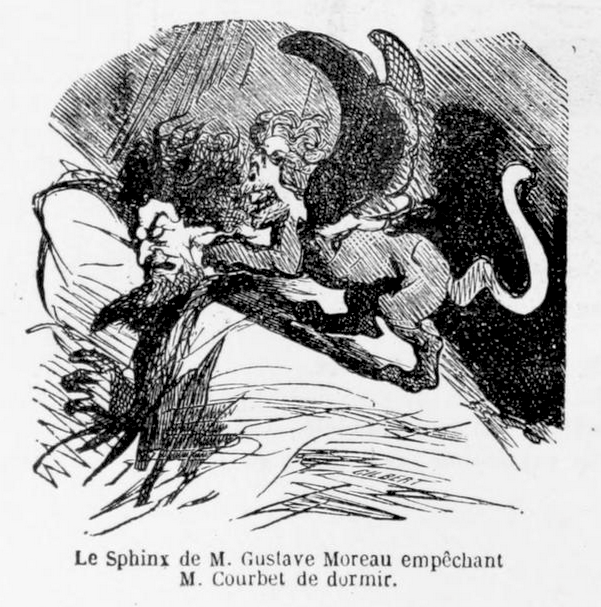
« Le Sphinx de M. Gustave Moreau empêchant M. Courbet de dormir », caricature de Cham publiée dans Le Charivari du 15 mai 1864.

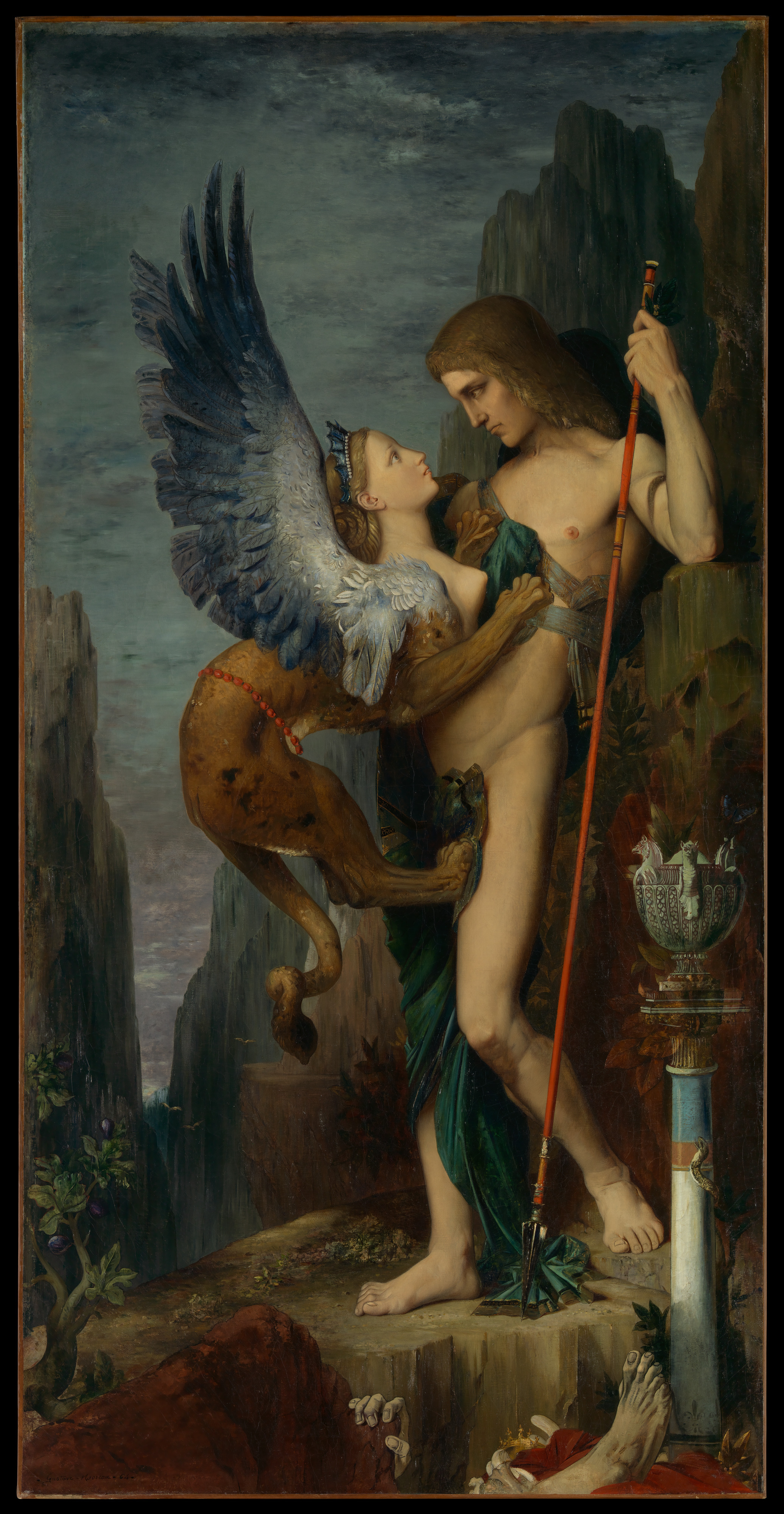
Œdipe et le Sphinx (1864), New York, Metropolitan Museum of Art.

En 1864, Moreau accède à la notoriété lorsqu'il expose au Salon sa toile Œdipe et le Sphinx, qui est achetée 8 000 francs par le prince Jérôme Napoléon. Avec Œdipe et le Sphinx, Moreau entend donner un nouveau souffle à la peinture d'histoire. En effet, la peinture qui attire sur elle les admirations et les critiques du Salon de 1863, c'est la Naissance de Vénus de Cabanel,. Mais, au Salon des refusés c'est Manet qui triomphe avec son Déjeuner sur l'herbe et attire à lui les jeunes peintres naturalistes. Le Salon de 1864 montre que la mort annoncée de la peinture d'histoire était prématurée et Cham se plaît à montrer le sphinx de Moreau empêchant Courbet de dormir. L'œuvre, saluée par la critique est qualifiée de « coup de tonnerre qui a éclaté en plein palais de l’Industrie ». La critique remarque la ressemblance avec l'Œdipe explique l'énigme du sphinx d'Ingres et pour cause, Moreau connaissait le tableau d'Ingres et s'en est inspiré pour l'apparence de son sphinx. Cependant Moreau se distingue de l'œuvre d'Ingres par la façon irréaliste avec laquelle le sphinx s'agrippe à Œdipe. En effet il y a là quelque chose de moral qui attire l'attention de la critique, ce qui fait dire à Théophile Gautier qu'il s'agit d'un « Hamlet grec ». Gustave Moreau donne le message de l'œuvre dans cette citation :

« Voyageur à l'heure sévère et mystérieuse de la vie, l'homme rencontre l'énigme éternelle qui le presse et le meurtrit. Mais l'âme forte défie les atteintes enivrantes et brutales de la matière et, l'œil fixé sur l'idéal, il marche confiant vers son but après l'avoir foulée aux pieds. »

#### Le«Benvenuto Cellini de la peinture»

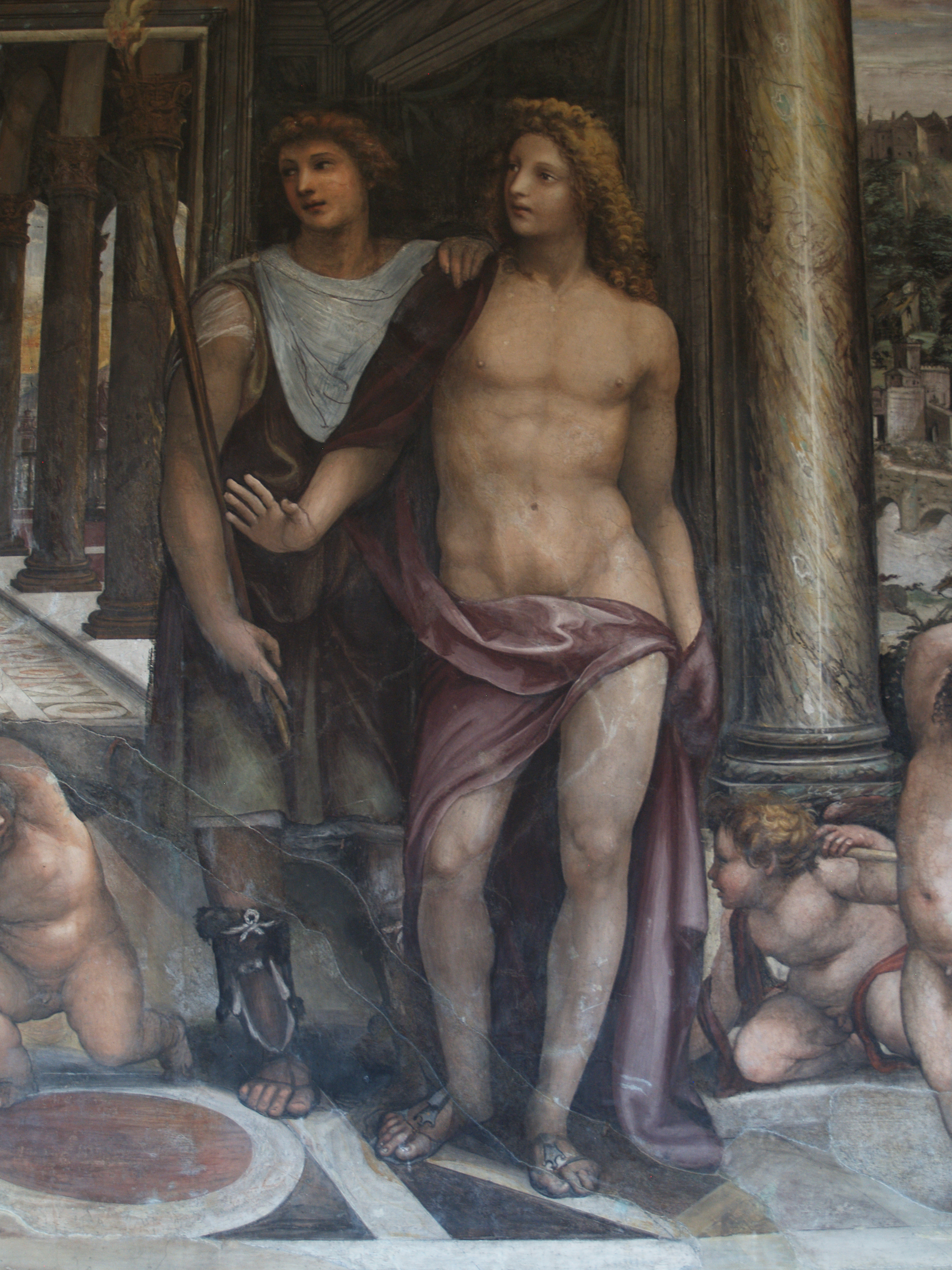
Le Sodoma, Noces d'Alexandre et de Roxane (1516-1517), Rome, villa Farnesina.

Au Salon de 1865, Manet créé à nouveau le scandale, cette fois-ci avec son Olympia dont la nudité, parce qu'elle ne se rapporte pas à la peinture d'histoire, choque. Moreau présente deux tableaux à ce Salon : Jason et Le Jeune Homme et la mort, d'une facture minutieuse proche de l'Œdipe de l'année passée. Mais justement, ces toiles ne surprennent plus après l'Œdipe et le succès est donc bien moindre. Pis encore, ce souci du détail provoque les railleries de certains critiques qui le qualifient ironiquement de « Benvenuto Cellini de la peinture ».

##### Jason et Médée
Le sujet du tableau est tiré des Métamorphoses d'Ovide dont Moreau possédait une édition française de 1660. On y voit Médée tenant le philtre enchanteur et la main qu'elle pose sur l'épaule de Jason s'inspire du fragment de fresque Noces d'Alexandre et de Roxane que Moreau avait copié à la villa Farnésine lors de son séjour romain. Jason quant à lui est le symbole de la jeunesse chez Moreau et se retrouve dans des toiles ultérieures. Alors qu'on sait que Moreau connaissait la Médée de Delacroix, il choisit de montrer ici un couple apaisé et victorieux. Cependant, bien que Jason soit effectivement au premier plan, c'est bien Médée qui domine, par sa tête placée plus haut et son regard mystérieux et inquiétant,. La critique émet des réserves et c'est ainsi que Maxime Du Camp lui conseille d'éviter « cette espèce d'orfèvrerie mignonne et gracieuse qui est plutôt de l'ornementation que de la peinture ».

##### Le Jeune Homme et la mort
Le Jeune Homme et la mort est un hommage rendu à Chassériau. Chassériau y est représenté sous des traits juvéniles et son corps idéalisé est inspiré de la copie d'un écorché vu au musée Borbonico. L'œuvre avait été commencée en 1856, après la mort de l'artiste et Gautier reconnaît dans ce tableau le visage de Chassériau jeune, quoique idéalisé. La mort quant à elle est personnifiée sous les traits d'Atropos, flottante, avec un sablier et une épée qui coupera inexorablement le fil de la vie.
Malgré cette réception quelque peu critique, le succès de Moreau en tant que rénovateur de la tradition classique n'en est pas moins réel. C'est ainsi qu'il est invité au château de Compiègne par l'empereur et l'impératrice pendant une semaine à partir du 14 novembre 1865. Le peintre se dit à la fois flatté et très embêté et c'est pourquoi il demande des conseils à son ami Fromentin, invité un an plus tôt,.

#### À la recherche d'une iconographie nouvelle
| alternative1                                         |  | alternative2 |
| Caricatures de Cham du Salon de 1866 (Le Charivari). |  |              |

| alternative3                                               |  | alternative4 |
| Caricatures de Bertall du Salon de 1869 (Journal amusant). |  |              |

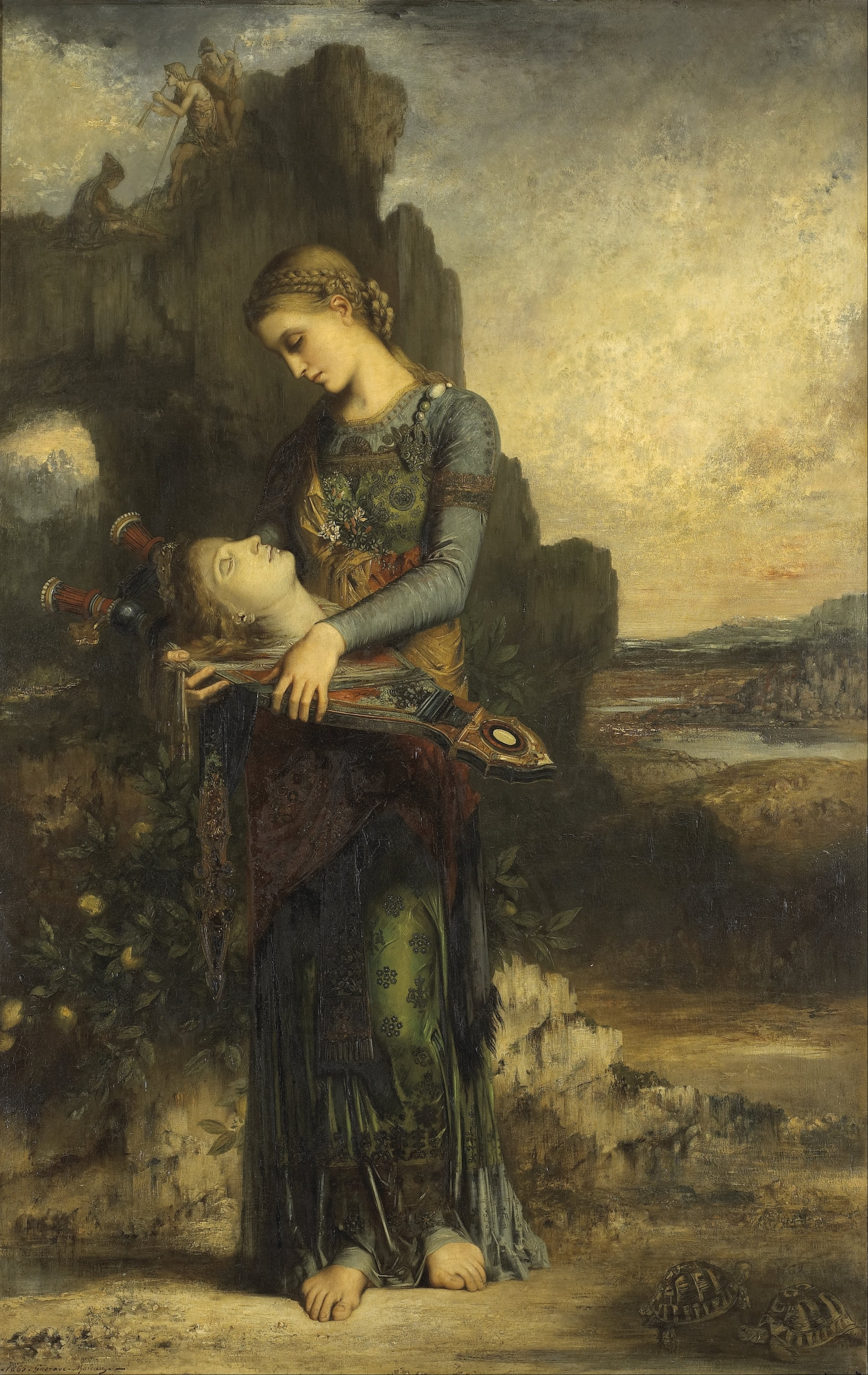
Gustave Moreau, Jeune fille thrace portant la tête d'Orphée (1865), huile sur bois, Paris, musée d'Orsay.

Au Salon de 1866, Moreau présente Jeune Fille thrace portant la tête d'Orphée et Diomède dévoré par ses chevaux. Ce dernier tableau choque les visiteurs par sa cruauté et détonne dans la production de Moreau dont on sait qu'il préférait l'homme rêvant à l'homme agissant,,. Quant à l'autre tableau, Jeune Fille thrace portant la tête d'Orphée, il rencontre un certain succès puisqu'il est acheté par l'État à l'issue du Salon et accroché l'année suivant au musée du Luxembourg. Sur cette huile sur bois, on voit une jeune fille recueillant la tête d'Orphée sur une lyre, « comme celle de saint Jean-Baptiste sur un plat d'argent aux mains d'Hérodiade » précise Théophile Gautier,. La spécificité de ce tableau par rapport à la peinture d'histoire qui avait cours jusqu'alors, c'est que l'épisode représenté n'existe pas,. C'est Moreau lui-même qui a inventé cet épisode. Cette œuvre est donc la première manifestation de son symbolisme, avant même que le concept ne soit défini par le manifeste de Moréas ; l'artiste plonge en lui-même pour y trouver les visions à représenter dans ses œuvres.
Le Salon de 1869 constitue un formidable paradoxe. Les œuvres qui y sont présentées, Prométhée et Jupiter et Europe, sont très finies et ont été pensées en vue de leur exposition au Salon. Le jury est d'ailleurs très favorable et décerne à Moreau sa troisième médaille consécutive qui l'empêche désormais d'en avoir davantage,. De Jupiter et Europe, Gautier, enthousiaste, remarque à juste titre que le Jupiter s'inspire des taureaux androcéphales assyriens ; et de Prométhée, il décèle une analogie entre son sacrifice et celui du Christ,.
Toute la critique n'est donc pas négative mais tout de même, les œuvres que Moreau présente à ce Salon de 1869, comme au Salon de 1866, sont fortement critiquées et caricaturées,. Cham, qui naguère se riait de Courbet avec le Sphinx de Moreau s'amuse dorénavant de l’Orphée de Moreau avec ces mots : « Il n'y a pas qu'Orphée pour avoir perdu la tête, et ce pauvre Moreau donc ! Espérons qu'on la lui retrouvera aussi ». Touchant son Jupiter et Europe, les amateurs sont choqués par le fanon du taureau qu'ils jugent disproportionné et Bertall caricature les deux envois du Salon de 1869,. Face à ces critiques, il cesse d'exposer jusqu'en 1876. De plus, au cours de ces deux Salons, ce sont d'autres noms qui marquent les visiteurs : Courbet avec La Remise de chevreuils et La Femme au perroquet, Manet avec Le Balcon et Le Déjeuner dans l'atelier, Renoir avec En été ou encore La Peste à Rome de son ami Delaunay,. Moreau à cette époque — l'Orphée mis à part — est plus un illustrateur qu'un créateur de mythes,.

Œuvres exposées aux Salons de 1866 à 1869
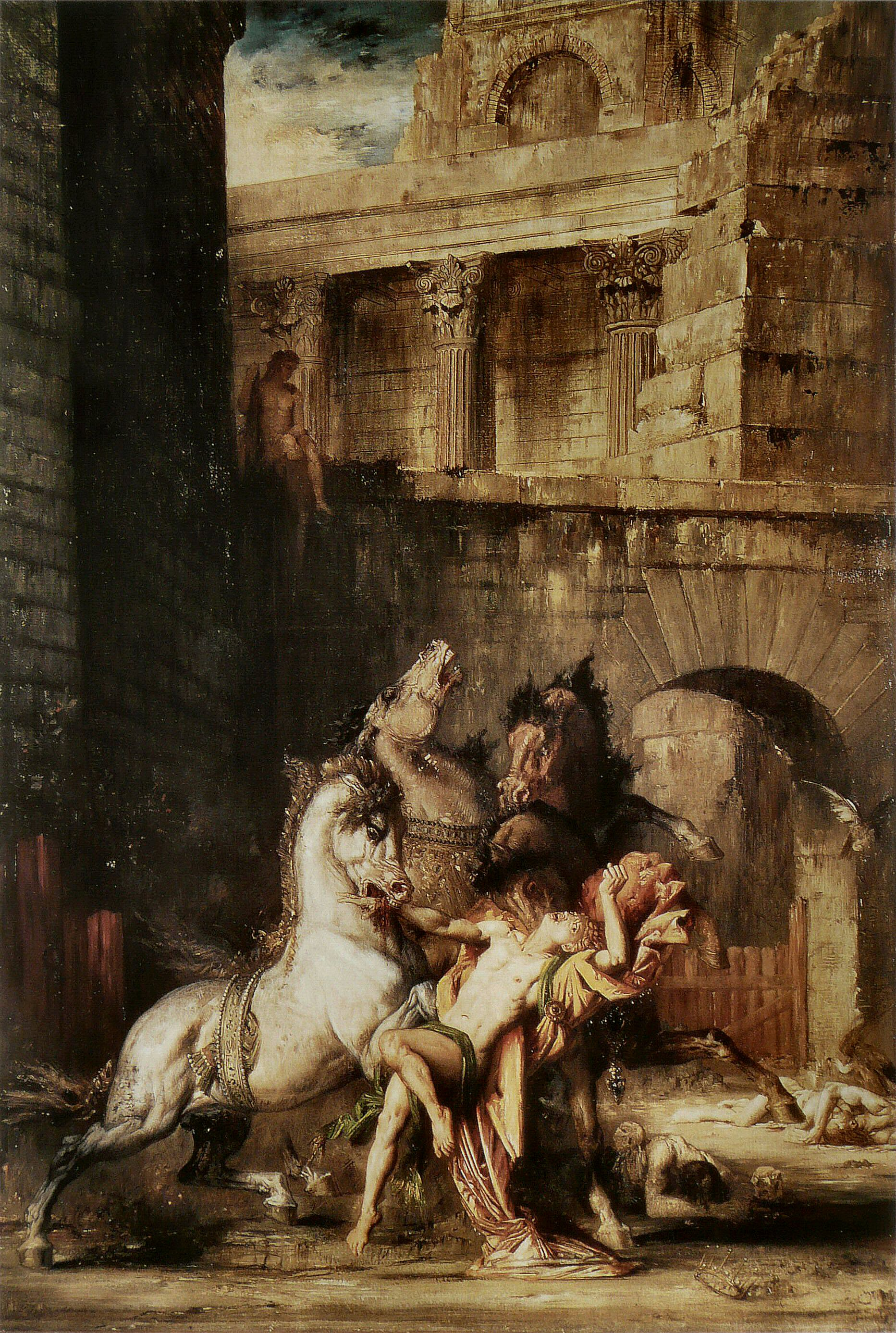
Diomède dévoré par ses chevaux (1865), huile sur toile, Rouen, musée des Beaux-Arts.
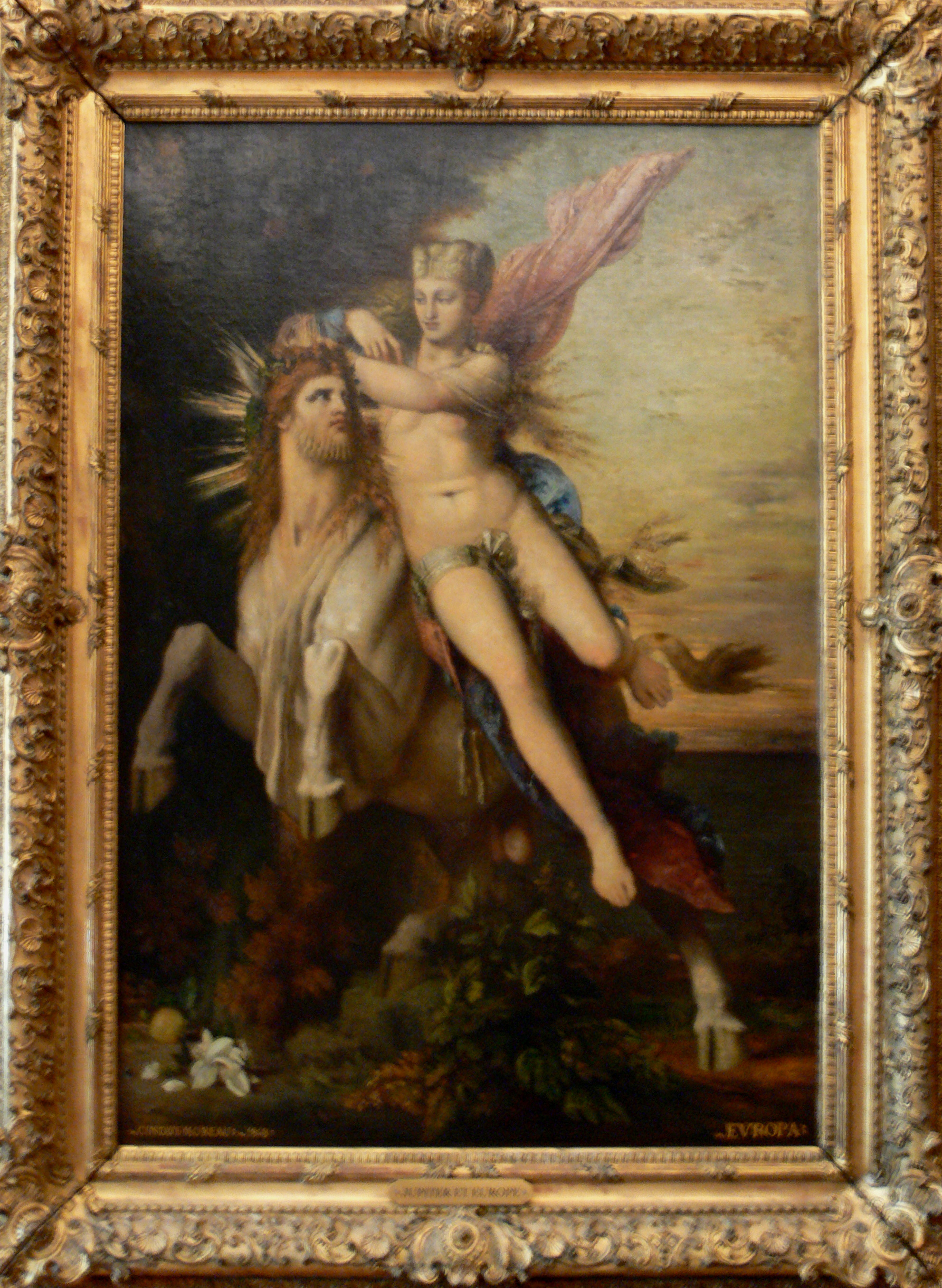
Jupiter et Europe (1868), huile sur toile, Paris, musée Gustave-Moreau.
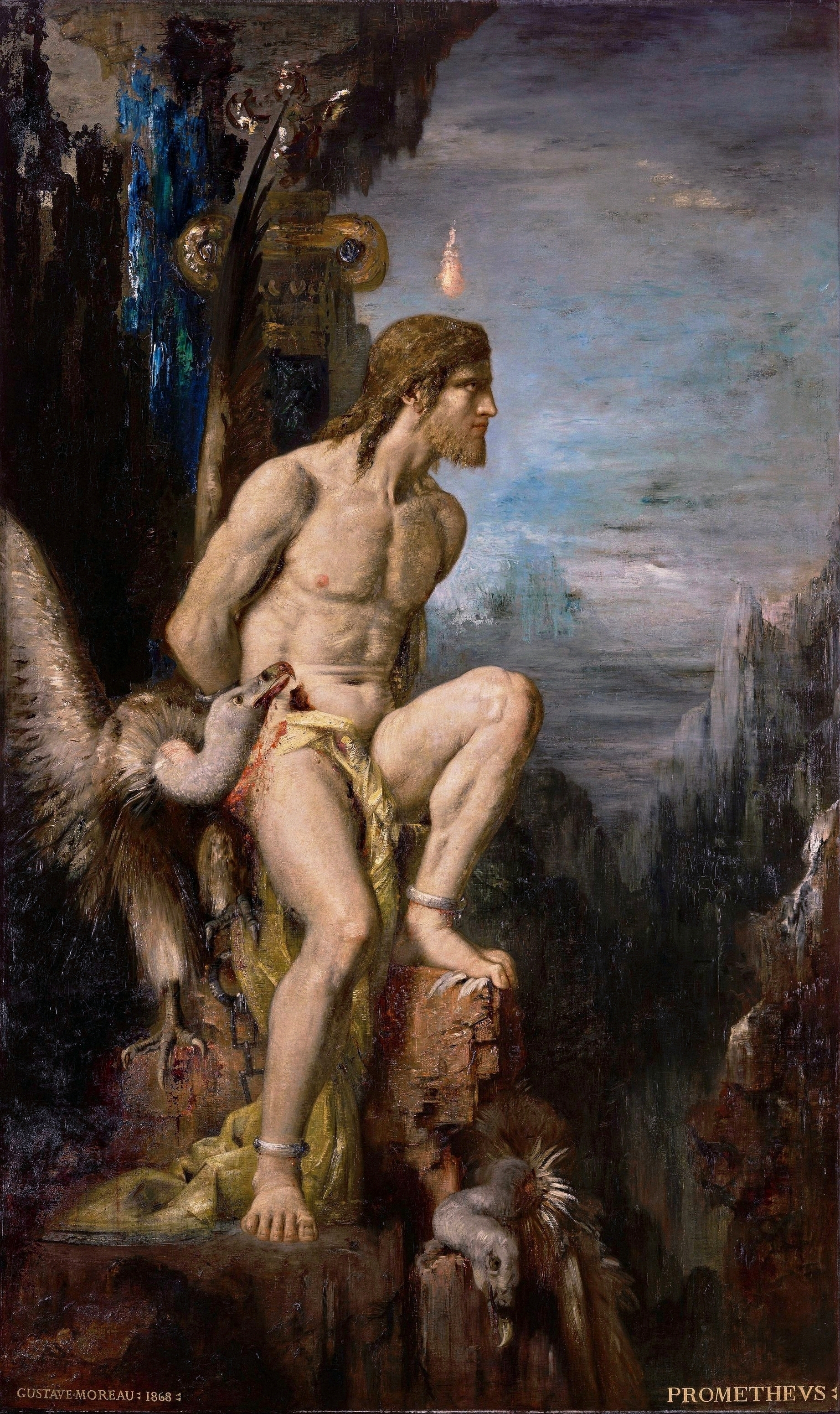
Prométhée (1868), huile sur toile, Paris, musée Gustave-Moreau.

##### Les troubles parisiens
Quoiqu'il ait déserté les Salons, Moreau ne déserte ni sa ville ni son pays, il décide de rester dans un Paris assiégé et de plus en plus affamé. Il s'engage dans la garde nationale en août 1870 et défend la ville jusqu'à ce qu'une crise de rhumatisme l'empêche d'utiliser son épaule et son bras gauche en novembre,. Durant cette année 1870, il projette de faire un monument mi-peint, mi-sculpté « à la mémoire de nos sublimes vaincus et à la campagne héroïque de 1870 ». Mais une fois l'exaltation passée, il abandonne le projet. Il ne garde pas non plus un bon souvenir de la Commune de Paris qui donne lieu à l'incendie de la Cour des Comptes, ce lieu dont la découverte des peintures de Chassériau l'avait enthousiasmé vingt ans plus tôt.

### Triomphe du symbolisme
L'Inspiration du peintre semble s'être tarie après ces troubles parisiens. Il peint peu et refuse même des opportunités. En raison de son aversion pour le Prussien contractée au moment du siège de Paris, il refuse de participer à l'Exposition universelle de 1873 à Vienne, ne voulant pas prêter son Jeune Homme et la Mort à un pays germanique,,. En 1874, il refuse l'offre de Chennevières qui lui proposait de peindre le décor de la chapelle de la Vierge dans l'église Sainte-Geneviève et refuse six ans plus tard de décorer la Sorbonne : « je me crois plus utile à une autre tâche ; je veux rester peintre de tableaux »,. Il reçoit les insignes de chevalier de la Légion d'honneur le 4 août 1875, ce qui atteste sa reconnaissance officielle et il en est très flatté,. Dans son discours, Henri Wallon, dit « Que nous prépare-t-il maintenant ? C'est le secret du Sphinx, qu'un autre Œdipe pourrait interroger » et c'est justement au Salon suivant, en 1876, qu'il fait un retour remarqué,.

#### Salon de 1876: naissance du symbolisme
C'est avec trois œuvres importantes que Moreau se présente au Salon de 1876 : Hercule et l'Hydre de Lerne, Salomé dansant devant Hérode et L'Apparition ; il expose aussi un Saint Sébastien,. L'Apparition possède une caractéristique particulière : c'est une aquarelle, une technique picturale qui fera sa popularité auprès des amateurs,. Bien que Moreau se présente comme peintre d'histoire, ce que note la critique c'est surtout l'étrangeté avec laquelle l'artiste traite ces sujets. Celui qui avait théorisé la richesse nécessaire est ici accusé de « richesse gaspillée ». Mais celui qui comprend le mieux la spécificité de l'art de Gustave Moreau, en le dénigrant, c'est Émile Zola :

« Ce retour à l'imagination a pris, chez Gustave Moreau, un caractère particulièrement curieux. Il ne s'est pas jeté de nouveau dans le romantisme, comme on aurait pu s'y attendre ; il a dédaigné la fièvre romantique, les effets faciles des couleurs, les débordements d'un pinceau en quête d'inspiration pour couvrir la toile de contrastes d'ombre et de lumière à en avoir mal aux yeux. Non ! Gustave Moreau s'adonne au symbolisme. […] Son talent consiste à prendre des sujets déjà traités par d'autres peintres et à les représenter d'une autre manière, beaucoup plus adroitement. Il peint ces rêveries – mais pas ces rêveries simples et bienveillantes comme nous faisons tous, pécheurs que nous sommes – mais des rêveries subtiles, compliquées, énigmatiques, dont on n'arrive pas tout de suite à démêler le sens. Quel est, à notre époque, le sens d'une telle peinture ? – il est difficile de répondre à cette question. J'y vois, je le répète, une simple réaction contre le monde contemporain. Elle ne représente pas un bien grand danger pour la science. On passe devant en haussant les épaules et c'est tout »

— Émile Zola, Le Salon de 1876

Le mot est lâché : symbolisme. Voilà que 10 ans avant le Manifeste du Symbolisme de Jean Moréas, Zola nommait malgré lui le mouvement dont Moreau allait devenir le chef de file,.

Œuvres présentées au Salon de 1876
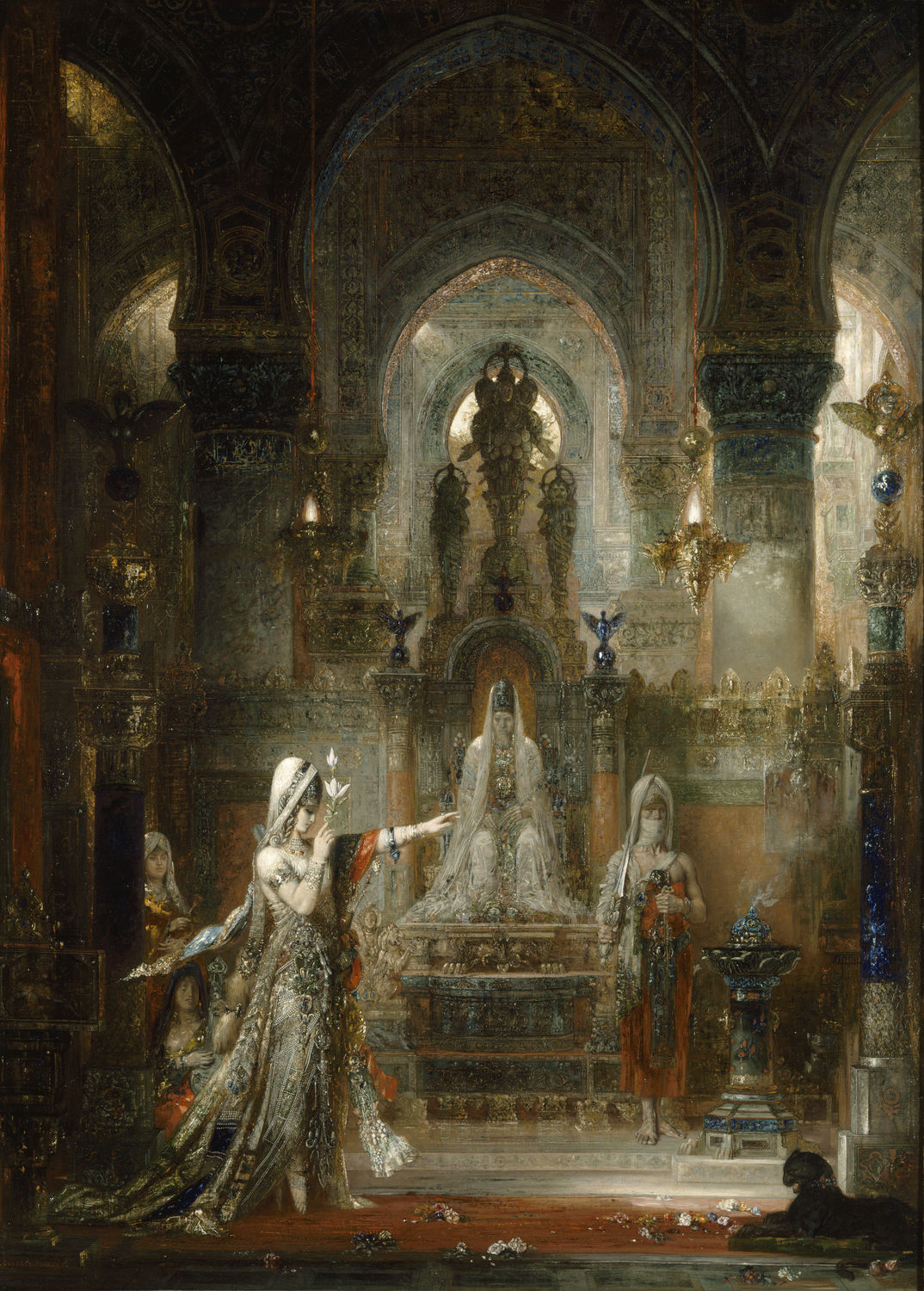
Salomé (dansant devant Hérode), 1876, huile sur toile, Los Angeles, musée Hammer.
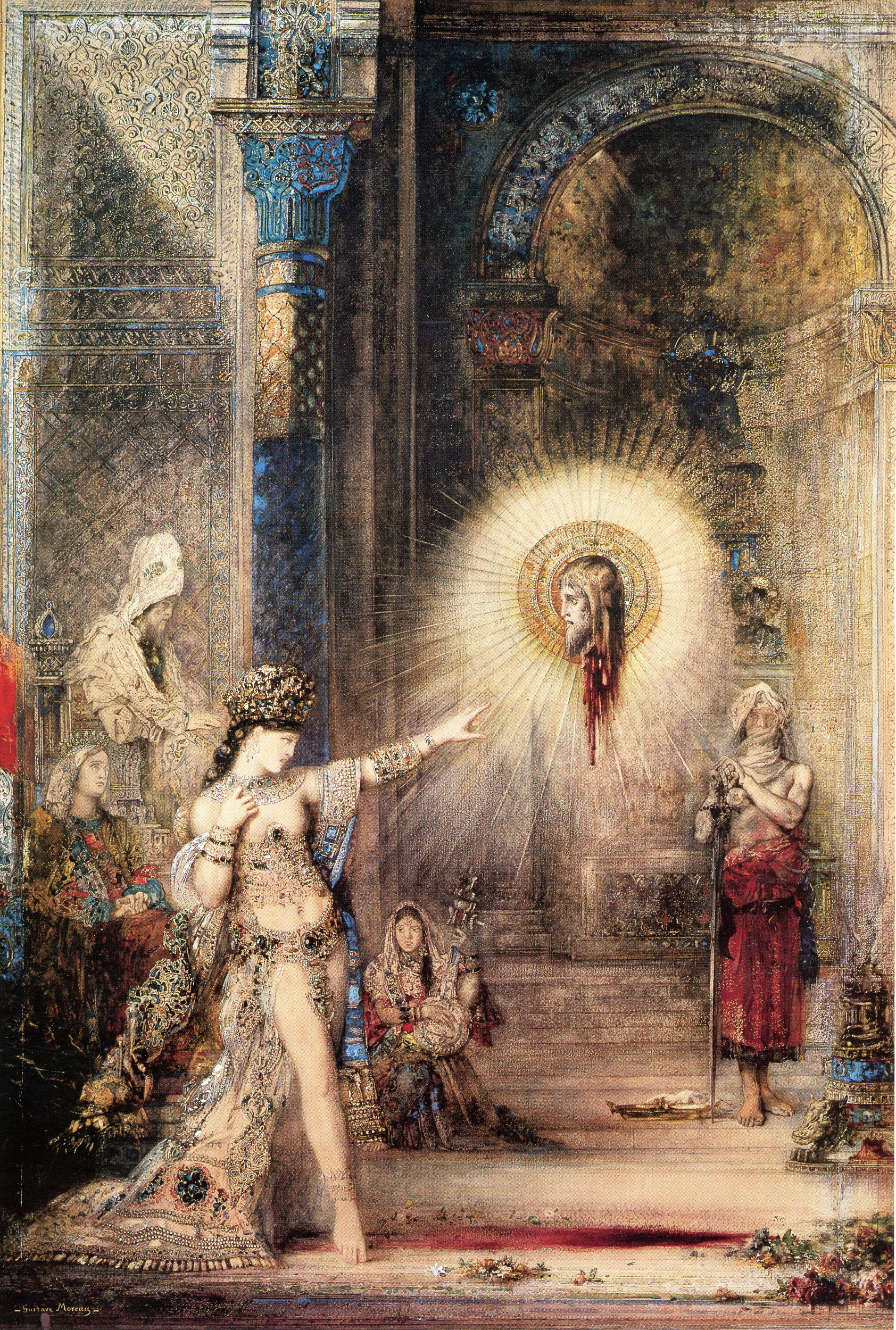
L'Apparition, 1876, aquarelle, Paris, musée d'Orsay.
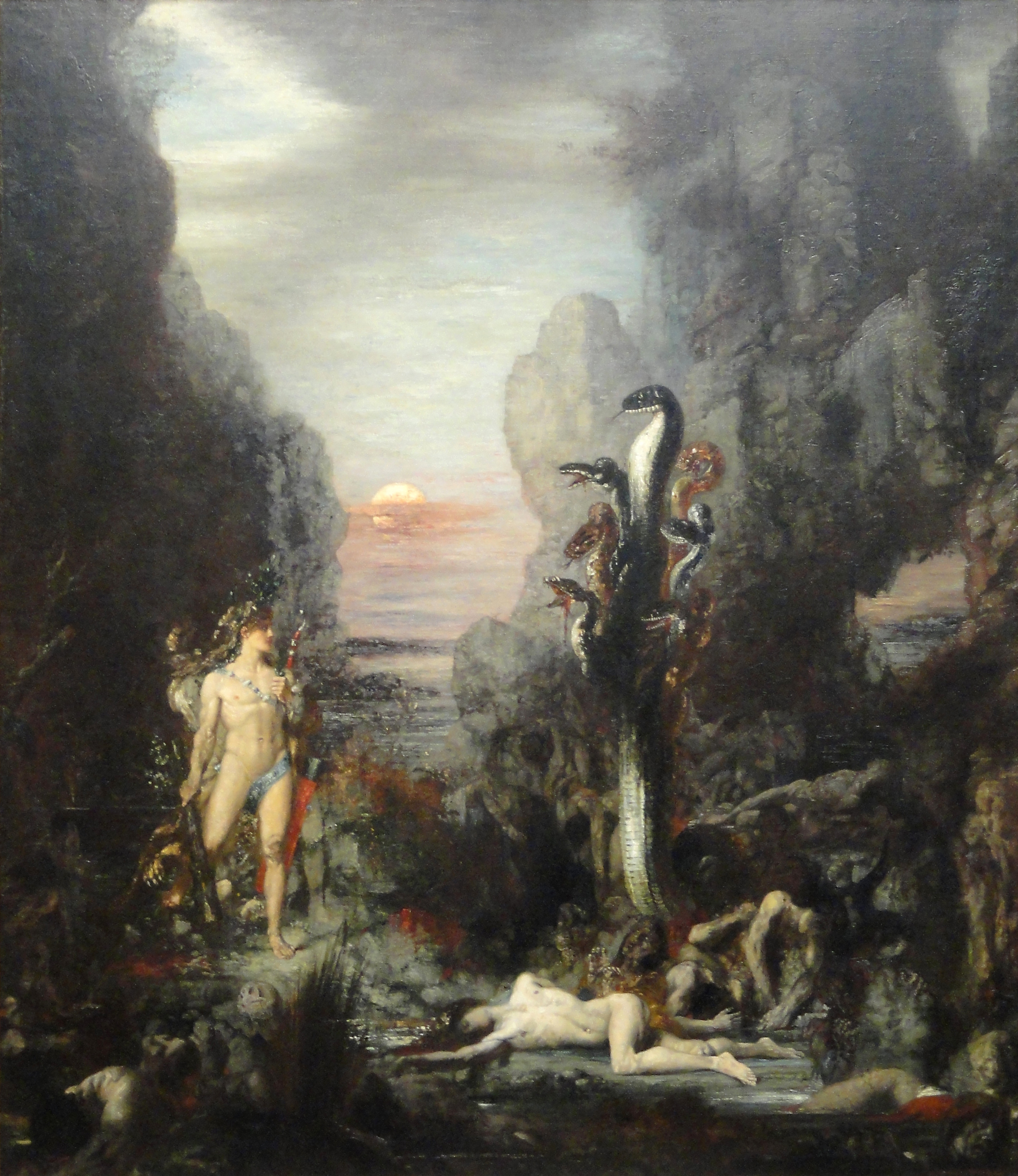
Hercule et l'Hydre de Lerne, 1876, huile sur toile, Chicago, Art Institute.
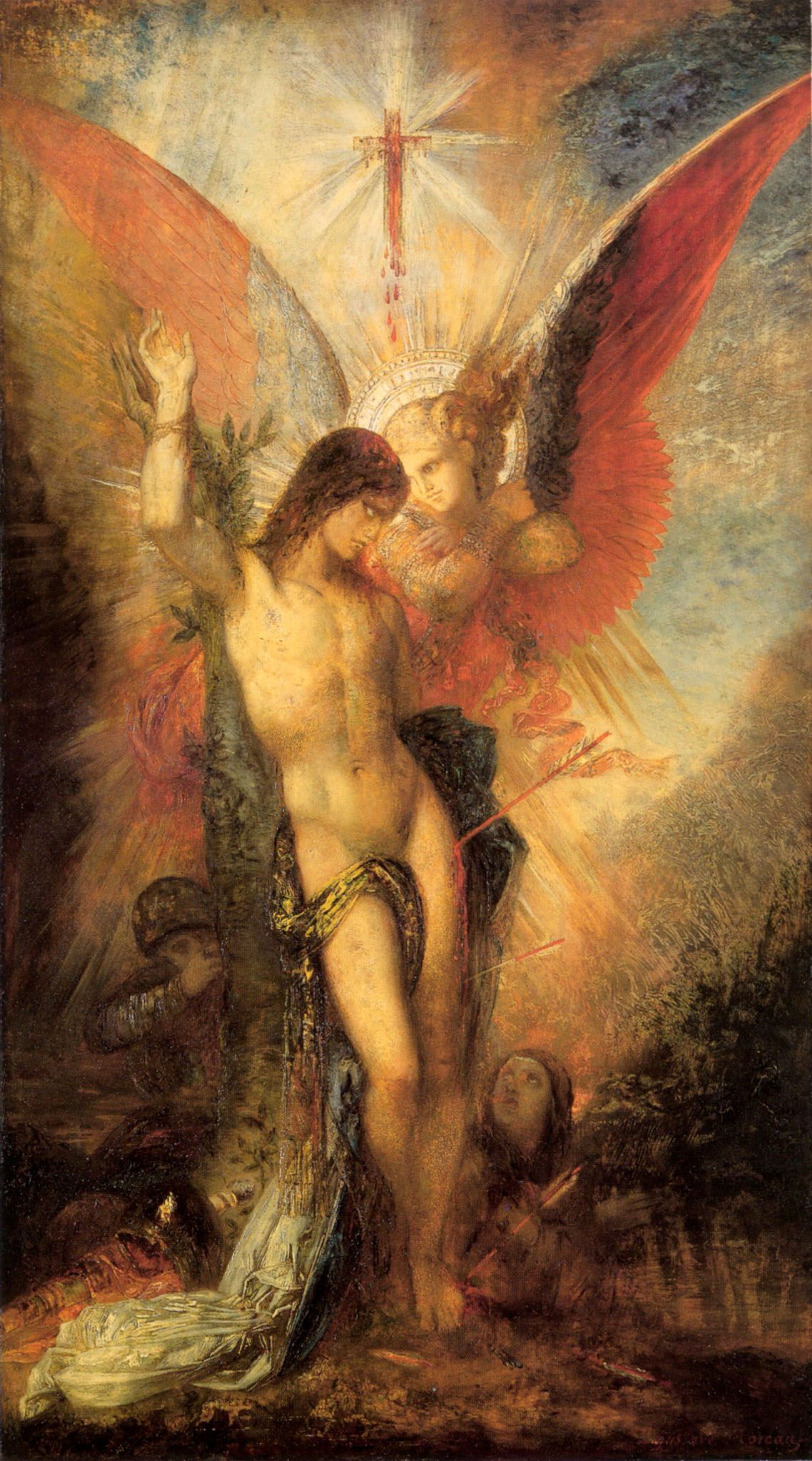
Saint Sébastien (baptisé martyr), 1876, huile sur bois, Cambridge, Fogg Art Museum.

#### L'Exposition universelle de 1878
L'Exposition universelle de 1878, censée redorer le blason d'une France défaite en 1870, est organisée par Chennevières, celui-là même qui avait proposé à Moreau la décoration de l'église Sainte-Geneviève. Cet homme amateur du « grand style » décida de privilégier la peinture d'histoire au détriment du paysage dont l'intérêt croissait auprès du public. Ainsi l'impressionnisme y était tout à fait absent et Courbet ne fut autorisé à présenter qu'une œuvre en raison de sa participation à la Commune de Paris. Cela laissait le champ libre à Moreau qui présenta pas moins de 11 œuvres à cette exposition (six peintures et cinq aquarelles) avec parmi elles, certaines déjà connues,. Les sujets bibliques sont davantage représentés et Moreau, qui avait gardé un souvenir horrifié de la Commune de Paris, cache derrière eux un discours tout politique sur son époque « Le Jacob serait l'ange de la France l'arrêtant dans sa course idiote vers la matière. Le Moïse, l'espérance dans une nouvelle loi représentée par ce mignon d'enfant innocent et poussé par Dieu. Le David, la sombre mélancolie de l'âge passé de la tradition si chère aux grands esprits pleurant sur la grande décomposition moderne, l'ange à ses pieds prêt à rendre l'inspiration si on consent à écouter Dieu ». Zola, agacé de ne pas voir l'impressionnisme représenté à cette exposition ne cache néanmoins pas combien Le Sphinx deviné le trouble. Pour lui Moreau n'a rien à voir avec les autres artistes présents ici, il est inclassable. La présence de Gustave Moreau à cette exposition universelle marque durablement de nombreux peintres et poètes que l'on dira symbolistes. Parmi eux, le jeune Odilon Redon admire les œuvres du maître, « L'excellente qualité de son esprit et le raffinement qu'il met dans la pratique de l'art de peindre, le placent à part dans le monde des beaux-arts contemporains »,.

Œuvres présentées à l'Exposition universelle de 1878
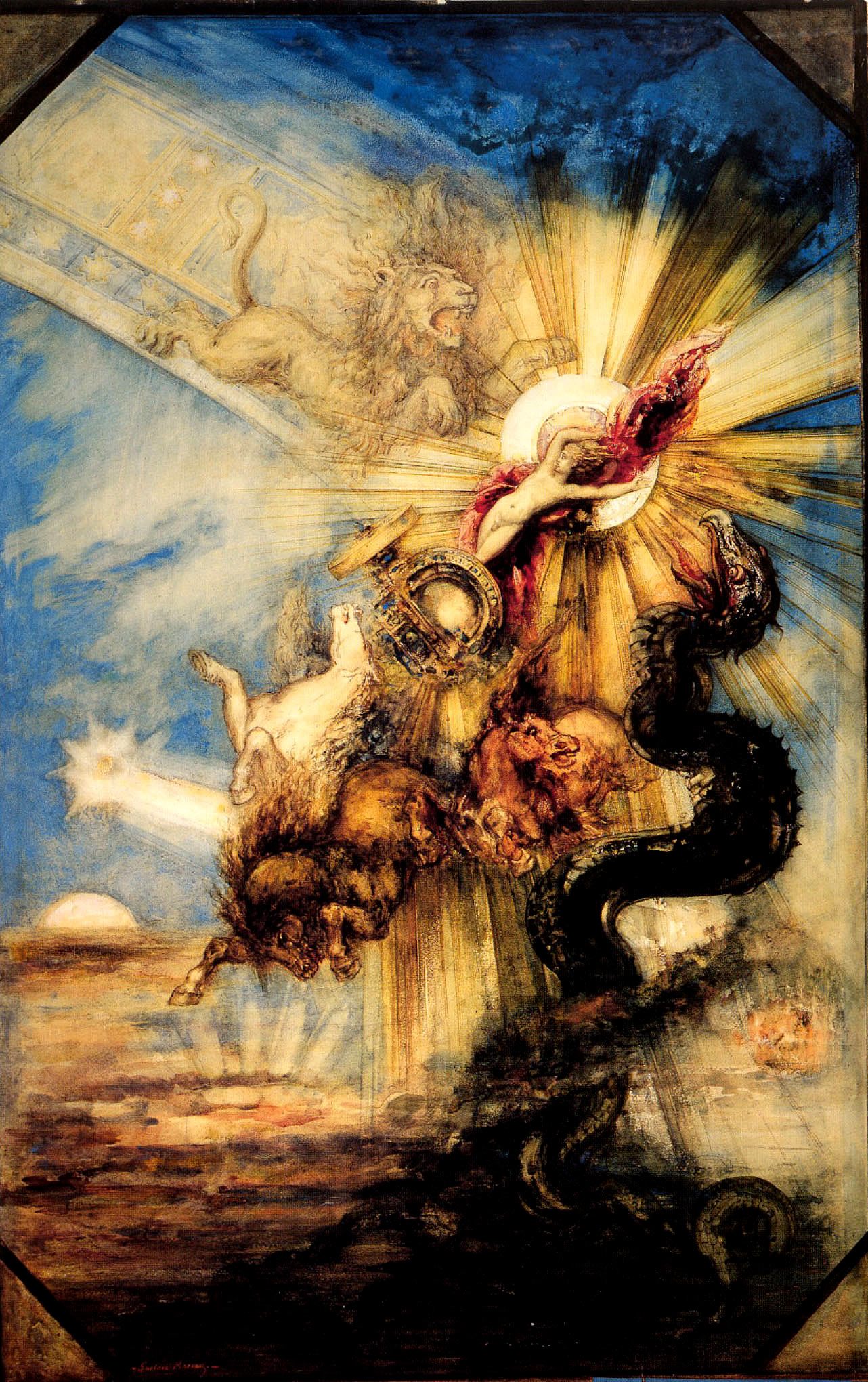
Phaéton, projet de plafond (1878), aquarelle, Paris, musée du Louvre.
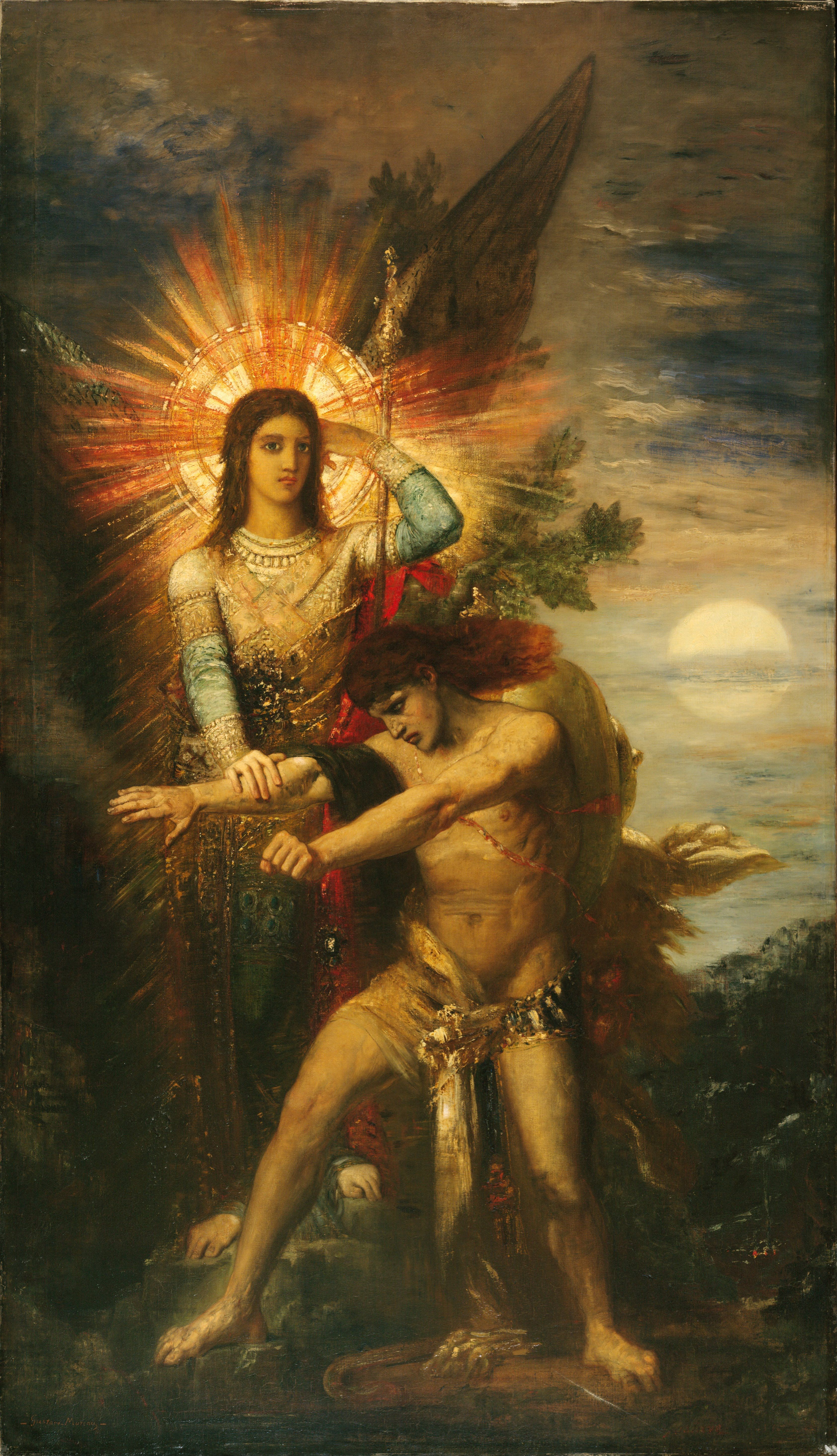
Jacob et l'ange (1878), huile sur toile, Cambridge, Fogg Art Museum.
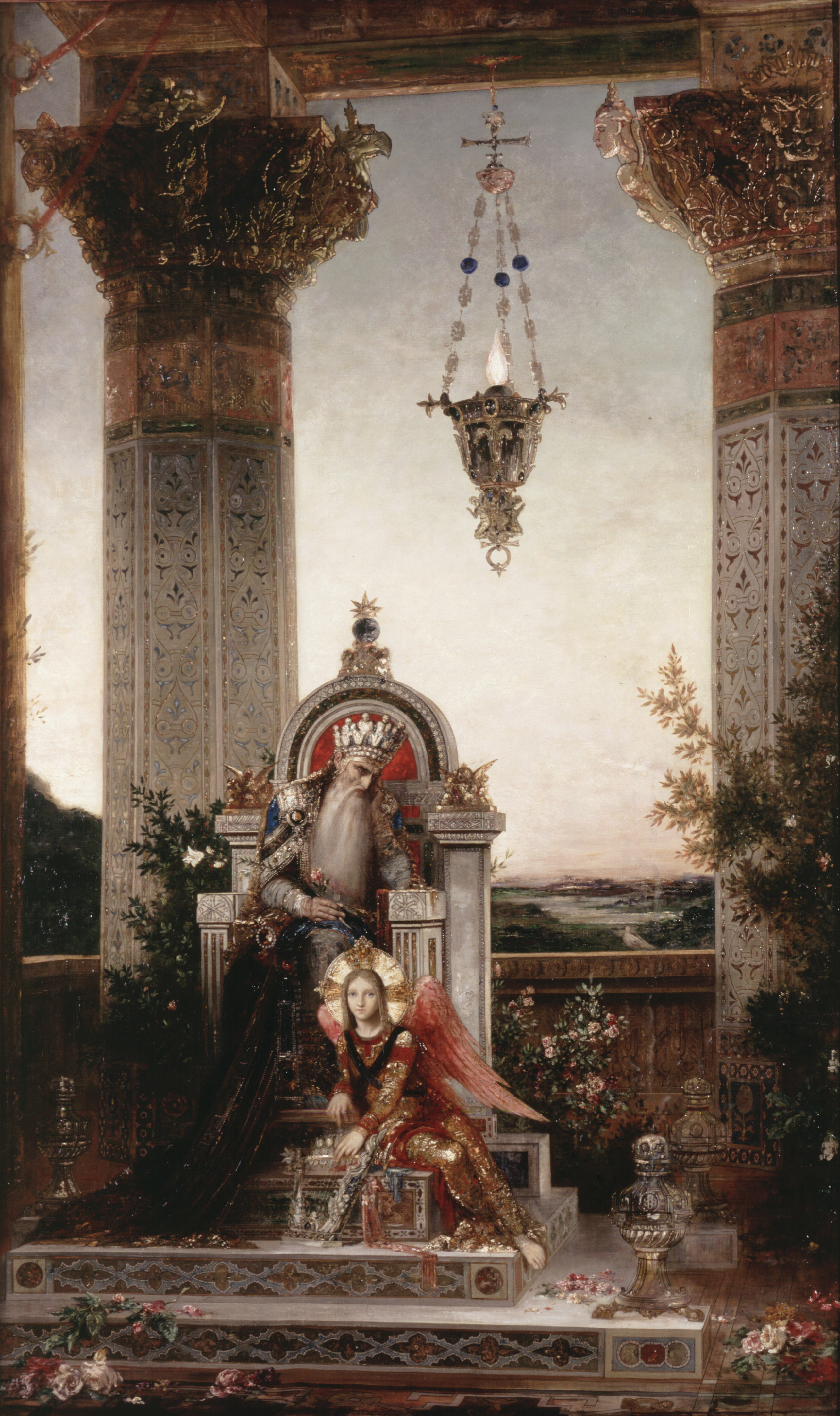
David (1878), huile sur toile, Los Angeles, Hammer Museum.
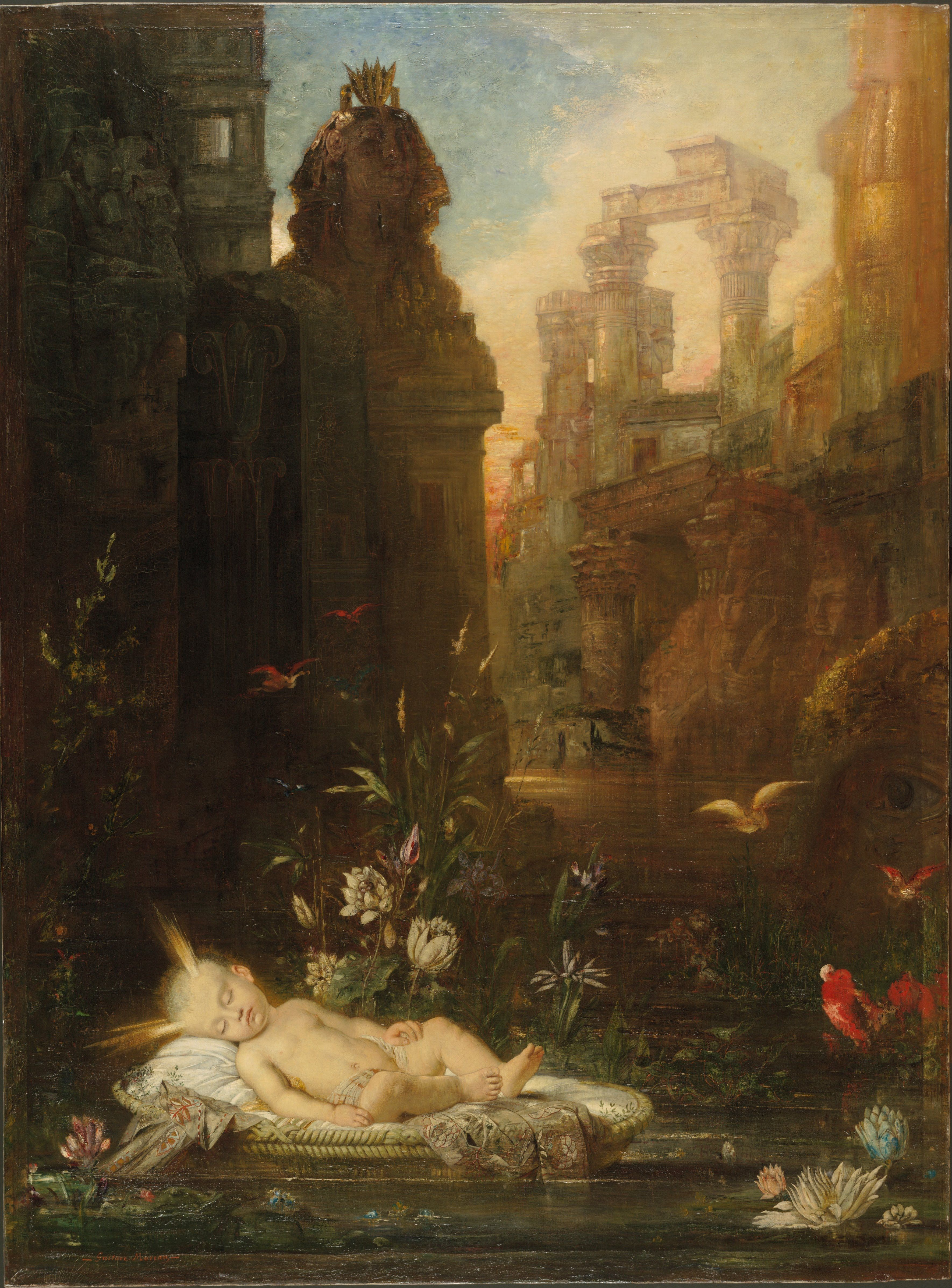
Moïse exposé sur le Nil (1878), huile sur toile, Cambridge, Fogg Art Museum.
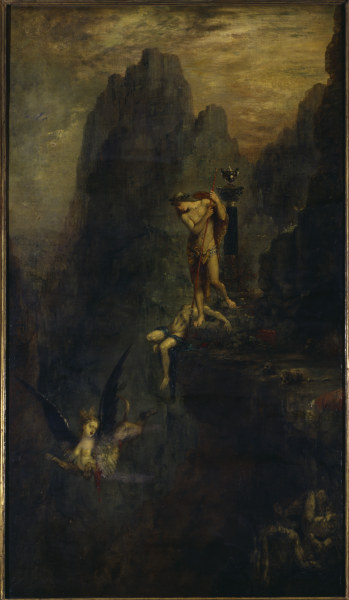
Le Sphinx deviné (1878), huile sur toile, collection particulière.
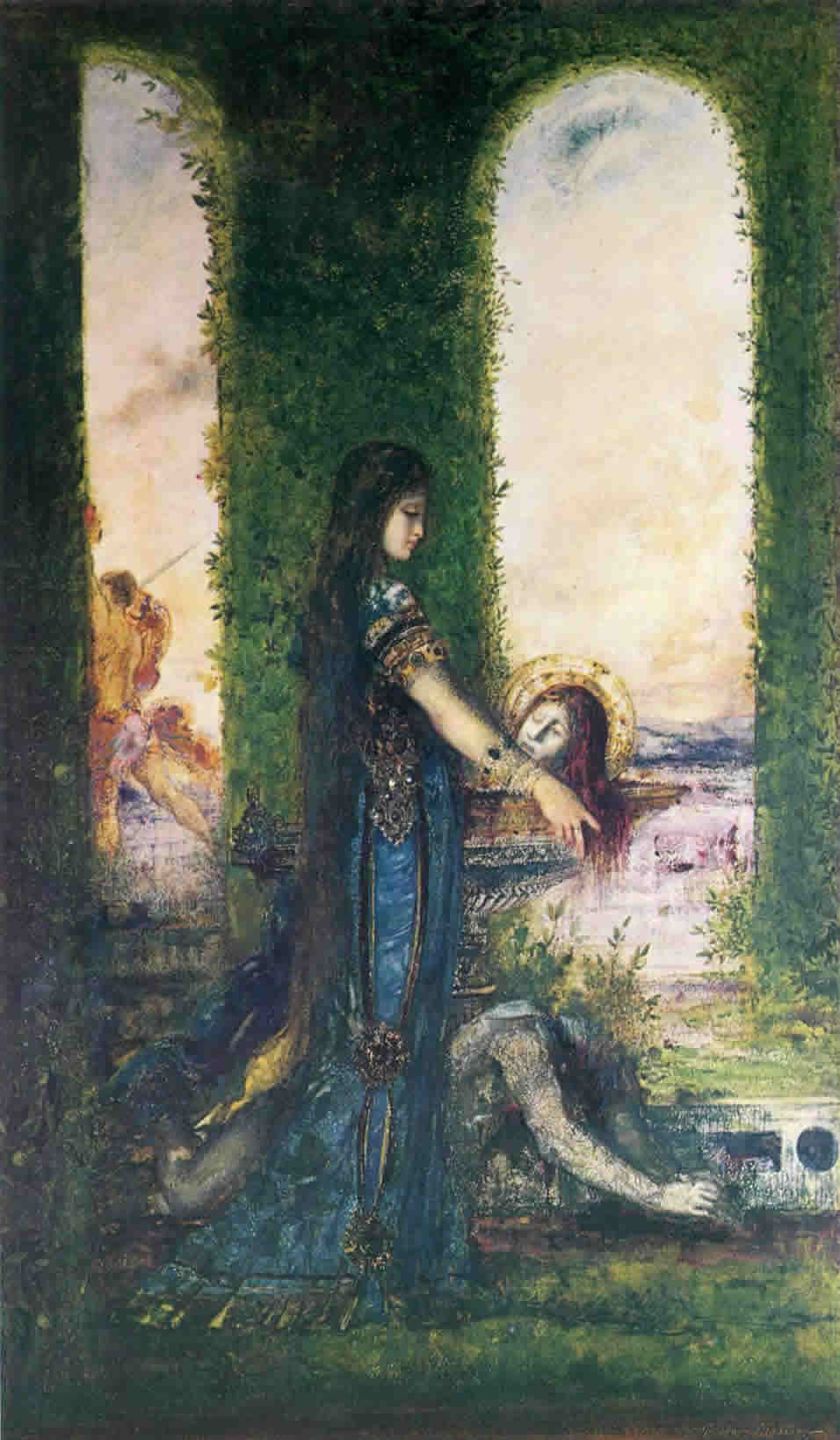
Salomé au jardin (1878), aquarelle, Paris, collection particulière.
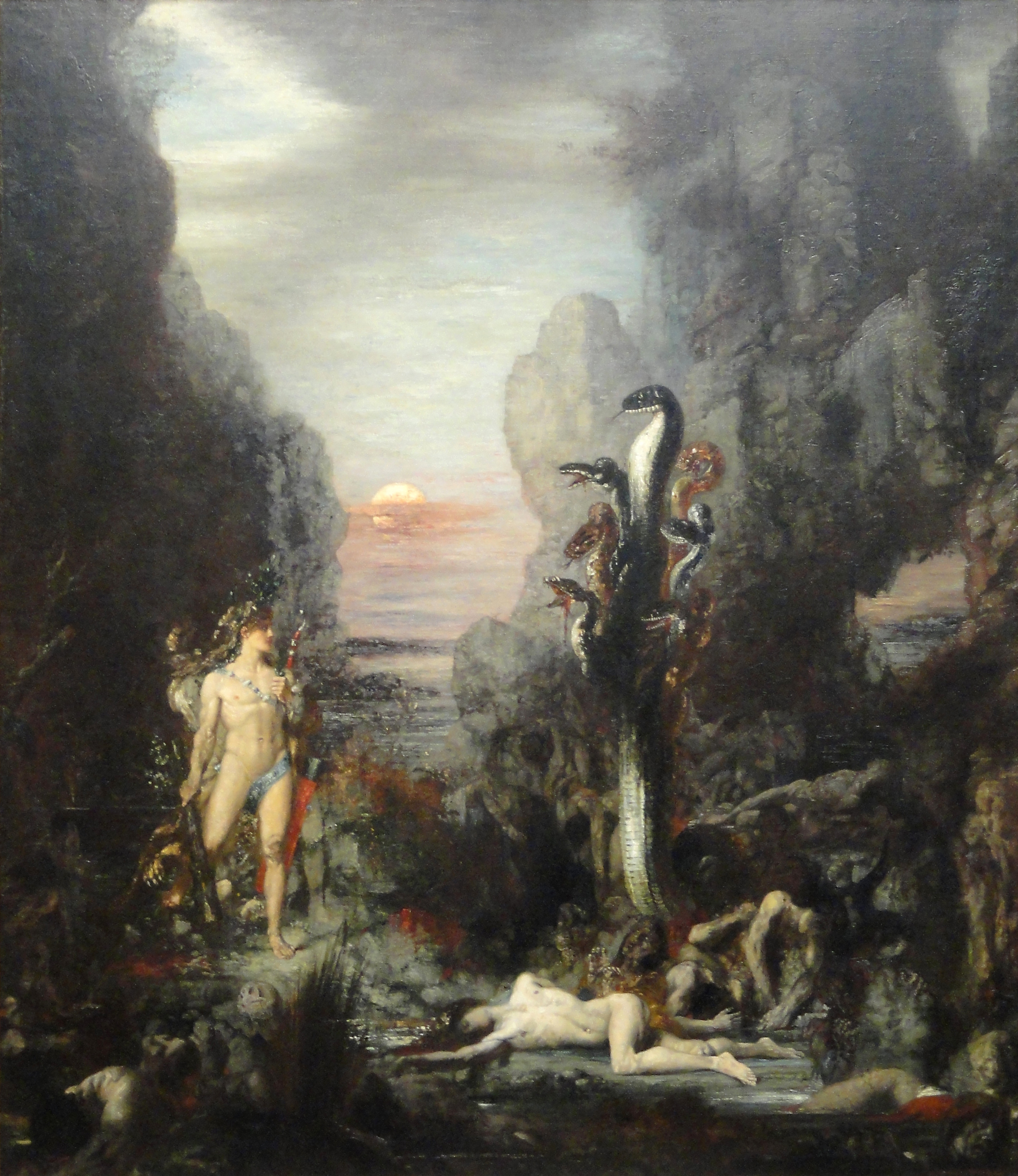
Hercule et l'Hydre de Lerne (1876), huile sur toile, Chicago, Art Institute of Chicago.
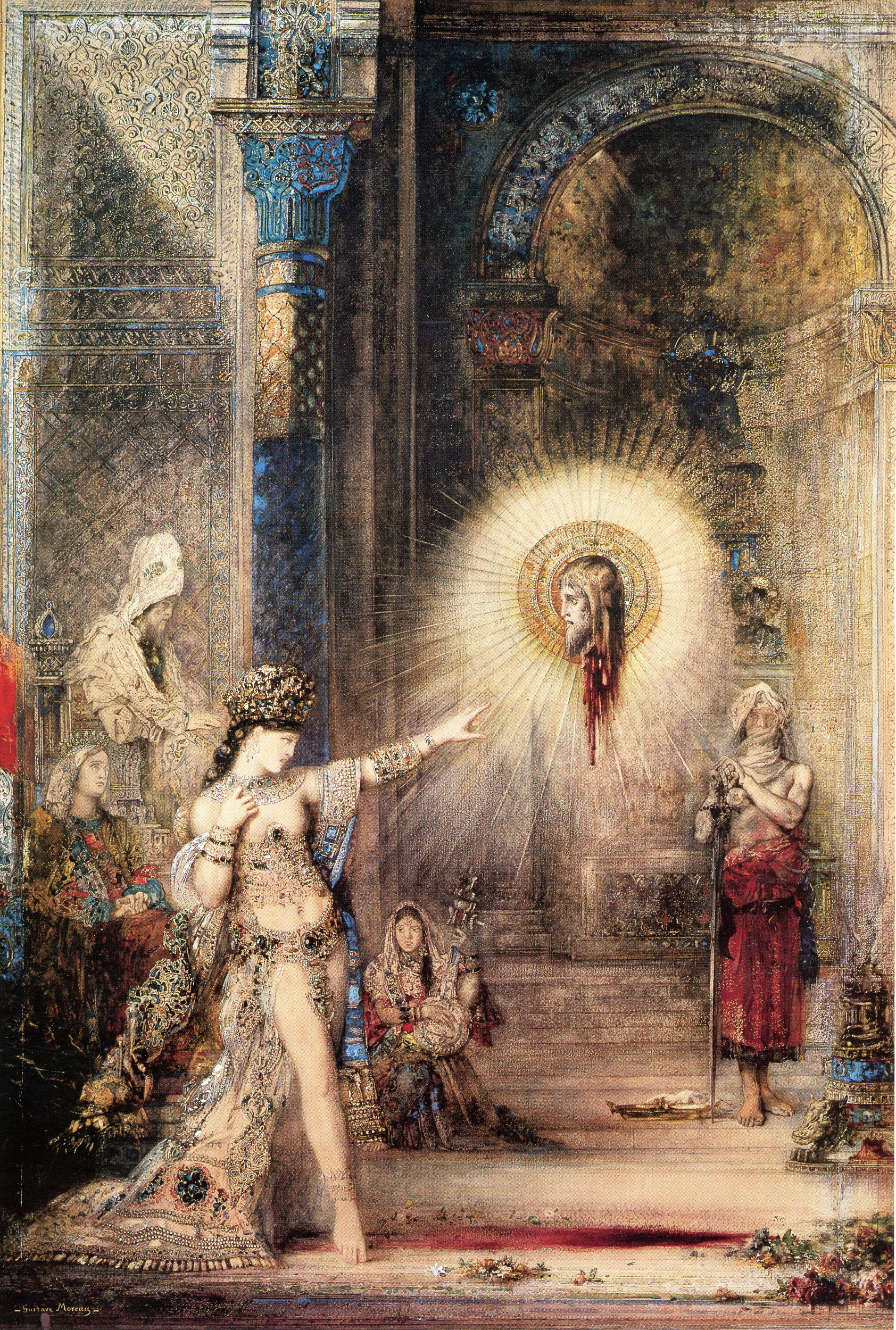
L'Apparition (1876), aquarelle, Paris, musée d'Orsay.
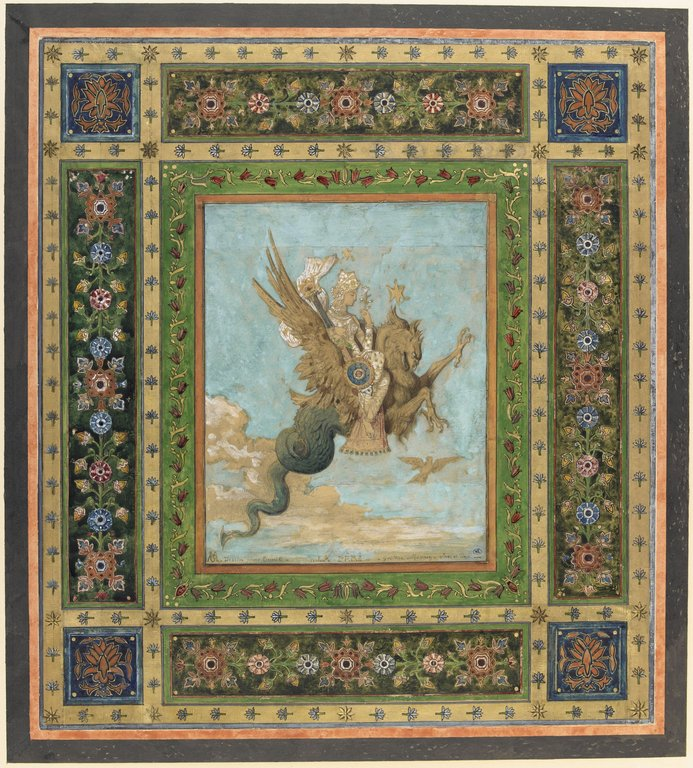
La Péri (1878), aquarelle, gouache, graphite, plume et encre noire, Paris, musée du Louvre.
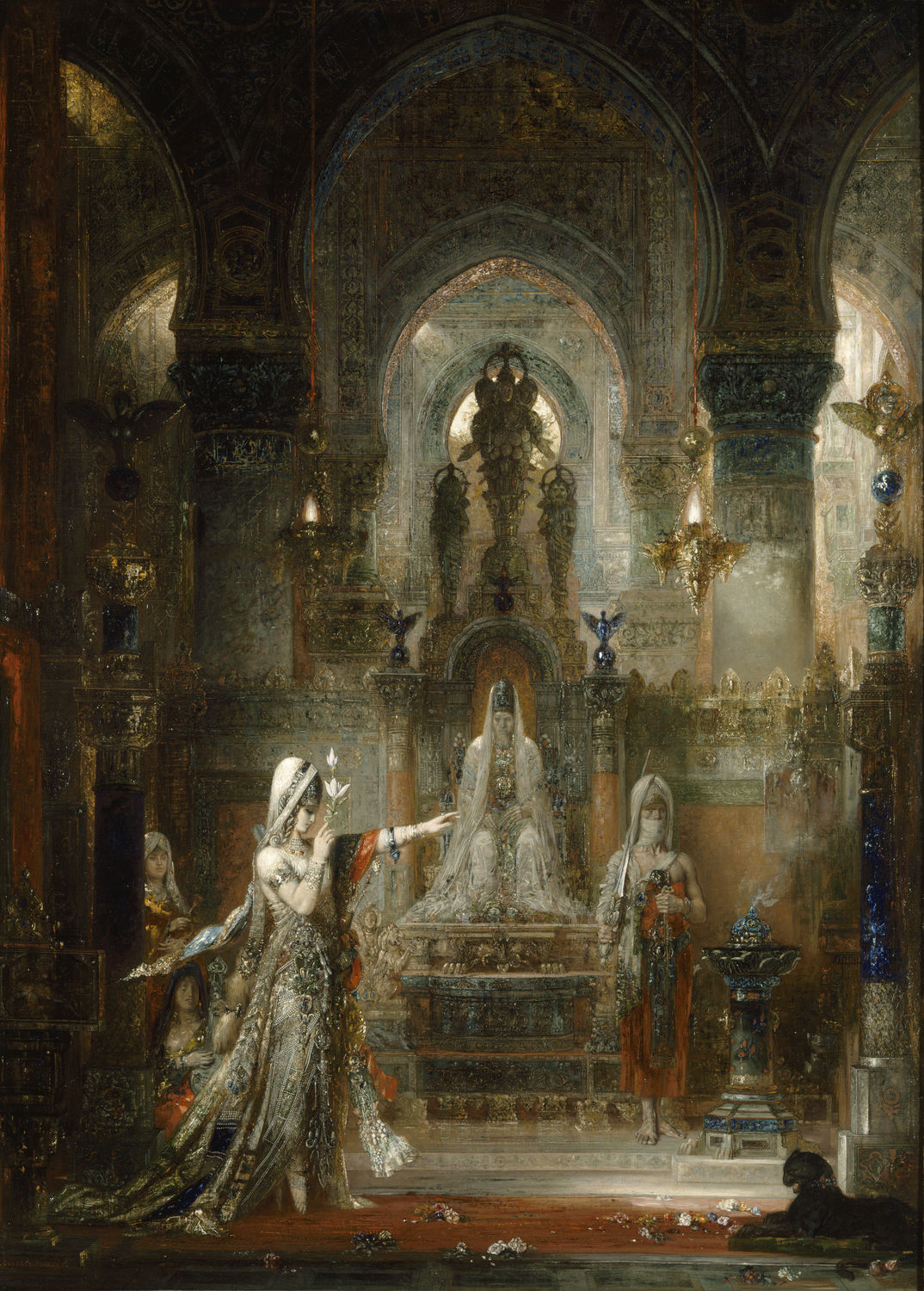
Salomé (dansant devant Hérode) (1876), huile sur toile, Los Angeles, musée Hammer.

#### Dernier Salon et reconnaissance officielle
En 1880, Moreau fait son dernier Salon. Il y présente une Galatée et une Hélène,. Il est promu officier de la Légion d'honneur le 26 janvier 1882,. L'Opéra de Paris fait appel à  lui pour dessiner les costumes de Sapho, il envoie alors 30 dessins de costumes et est invité à la première le 2 avril 1884. En 1887, il est nommé membre du jury pour l'admission aux Beaux-Arts de la future Exposition universelle de 1889. Élu à l'Académie des beaux-arts le 22 novembre 1888, Moreau prend la place de Gustave Boulanger, qui avait obtenu cette place face à Moreau en 1882 et qui avait également obtenu le Prix de Rome face à Moreau en 1849,,. Cette reconnaissance officielle surprend les critiques, étonnés de voir l'ermite Moreau s'introduire dans les milieux académiques qu'il méprise.

#### Phénomène littéraire et phénomène de société

##### Phénomène de société

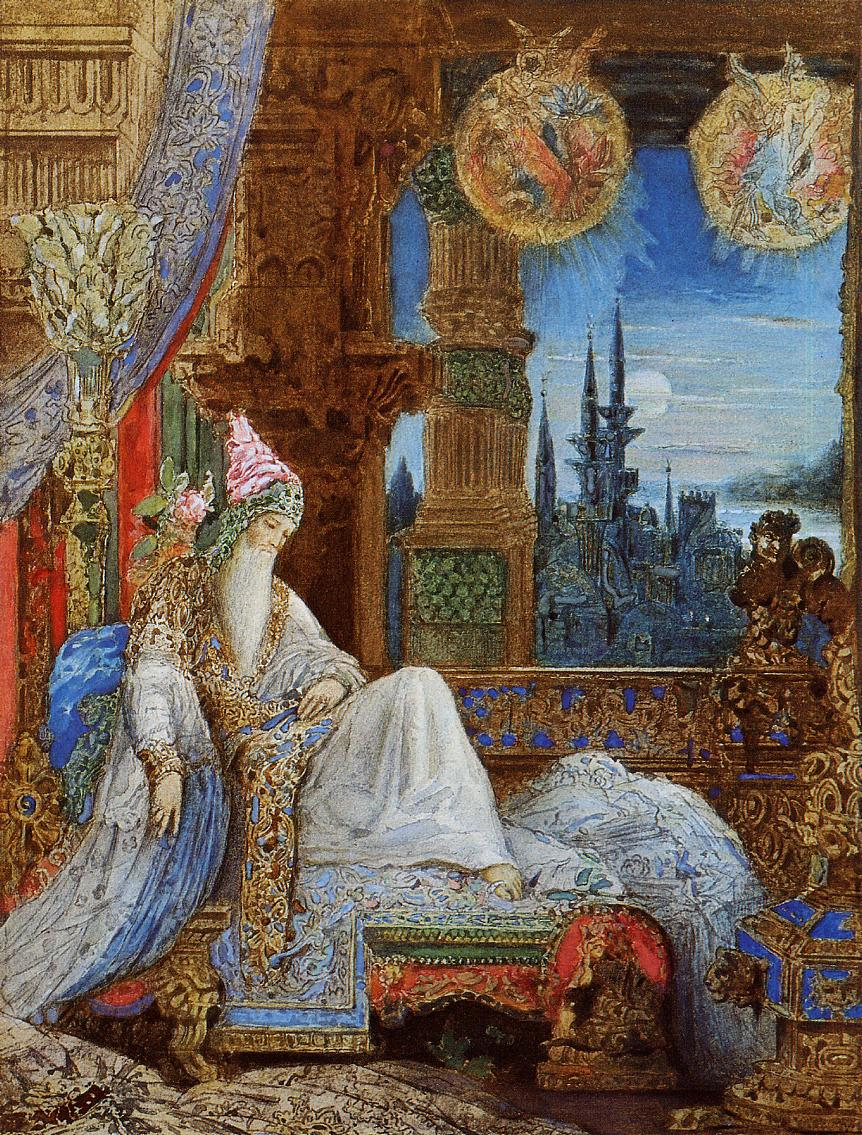
Gustave Moreau, Le Songe d'un habitant Moghol, Les Fables de La Fontaine (vers 1881), collection particulière.

Bien que ses œuvres de Salon déchaînent la critique, elles attirent aussi de nombreux amateurs et des plus fortunés. C'est d'ailleurs tout le paradoxe du succès de Gustave Moreau, il vend peu mais se permet de choisir ses acheteurs car ses acheteurs sont très fortunés, ce qui fait de lui un peintre « obscurément célèbre » selon les mots d'Ary Renan,. La comtesse Greffulhe, les Rothschild, Beer, Goldschmidt, Mant ; tous sont prêts à payer des prix très élevés pour obtenir des œuvres d'un artiste réticent à se séparer de ses créations. C'est à partir de 1879 que ses revenus s'améliorent brusquement, il gagne quatre fois plus en quatre ans qu'il n'en avait gagné en dix-huit ans. « À partir de 1878, je n'ai fait que de toutes petites choses » écrit-il, car la commande presse et deux amateurs insistent auprès de Moreau pour obtenir des œuvres (notamment des aquarelles) : Charles Hayem et Antoni Roux. Hayem est fasciné par les envois de Moreau au Salon de 1876 puis à l'Exposition universelle de 1878 et fait l'acquisition de L'Apparition et de Phaéton. Il enchaîne les commandes d'aquarelles et à la fin de l'année 1890, il possède déjà plus de cinquante œuvres du peintre. Son acharnement est tel que certains amateurs parisiens pensent qu'il faut passer par lui pour obtenir une œuvre de Moreau. Antoni Roux quant à lui rend visite au peintre dans son atelier et entretien des relations amicales avec lui. Il formule en 1879 le projet de faire illustrer en aquarelle les Fables de La Fontaine par les meilleurs artistes de son temps pour mettre à profit cette technique qui connaît un renouveau. Moreau en fait 25 et choisit surtout des fables mythologiques, y introduisant des éléments relatifs à l'Inde, tout intéressé qu'il était par les arts de ce pays et se souvenant que Pilpay était, avec Ésope, l'une des sources de La Fontaine,. Quand Roux présente une partie des aquarelles au public, en 1881 à la galerie Durand-Ruel, la critique est unanime quant à la supériorité de l'art de Moreau,. Charles Blanc, l'auteur de la Grammaire, est admiratif : « Il faudrait créer un mot tout exprès si l'on voulait caractériser le talent de Gustave Moreau, le mot colorisme, par exemple, qui dirait bien ce qu'il y a d'excessif, de superbe et de prodigieux dans son amour pour la couleur ». Conscient de ce succès, Roux confie à Moreau l'exclusivité des autres aquarelles, convaincu de la supériorité de son talent. Roux lui demande plus d'animaux, Moreau va donc au Jardin des Plantes étudier à fond toutes sortes d'animaux, jusqu'à se faire livrer chez-lui des grenouilles par Roux lui-même. Ce sont au total 63 pièces que Moreau réalise et qui sont exposées, avec quatre grandes aquarelles lors d'une exposition personnelle en 1886, dans la galerie Goupil — à Londres et à Paris — grâce à Théo Van Gogh, gérant de la galerie,. C'est la seule exposition personnelle de Gustave Moreau de son vivant,.

##### Phénomène littéraire

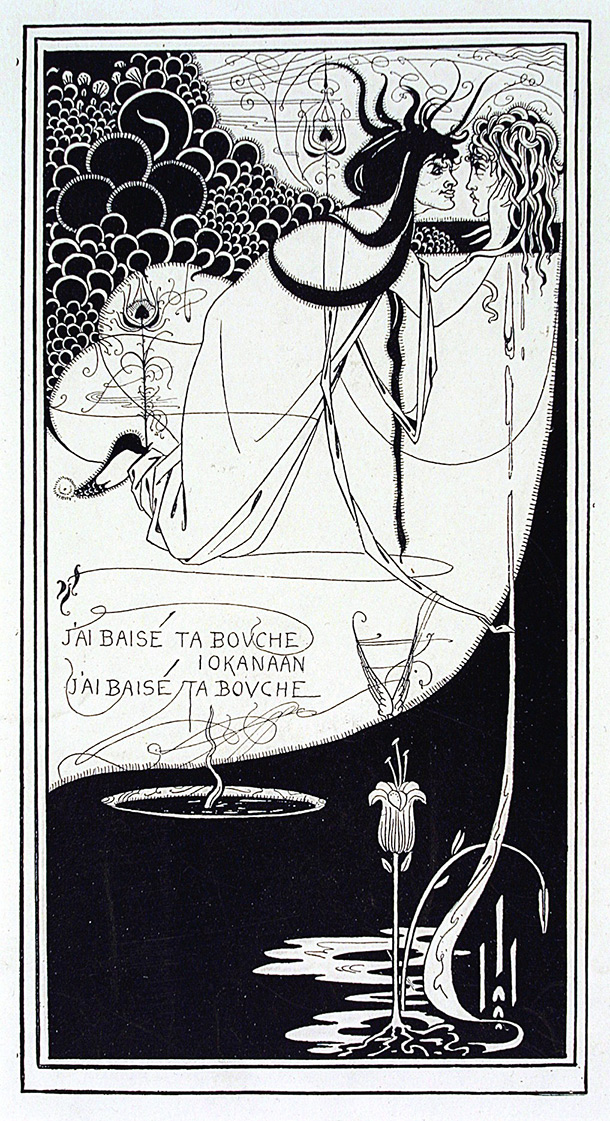
Aubrey Beardsley, J’ai baisé ta bouche Iokanaan (1893), illustration pour la pièce de théâtre Salomé d'Oscar Wilde.

Mais en plus d'être un phénomène de société, Gustave Moreau est un véritable phénomène littéraire. Tout d'abord, Gustave Moreau était un grand lecteur et possédait une bibliothèque conséquente dans laquelle se trouvaient en bonne place tous les classiques de la littérature antique ainsi que les classiques français et étrangers de l'époque moderne (Montaigne, Rabelais, Malherbe, Boileau, La Bruyère, Cervantès, Shakespeare…). Parmi les contemporains il admirait Alfred de Vigny, Leconte de Lisle, Gérard de Nerval et Baudelaire dont il possédait les Fleurs du Mal dédicacées par Caroline Aupick, mère du poète. Moreau vouait une admiration totale à l'œuvre de Baudelaire et la maison de son oncle, Louis Emon, jouxtait celle de Mme Aupick. Cependant rien n'atteste une rencontre entre le peintre et le poète. Moreau a peu écrit et le seul texte signé de sa main connu de son vivant est l'éloge de Gustave Boulanger, peintre auquel il succède à l'Académie des beaux-arts. Ses autres textes sont privés, il s'agit de sa correspondance abondante ainsi que des notes qu'il rédige à propos de ses œuvres, notamment pour les expliquer à sa mère devenue sourde et dans une moindre mesure à certains amateurs avides d'explications,. Il a également écrit de très nombreuses notes ainsi que des commentaires en marges de dessins. Bien qu'il n'ait rien publié, Moreau confesse « J'ai déjà trop souffert dans toute ma vie d'artiste de cette opinion imbécile et absurde que je suis trop littéraire pour un peintre ». Cette étiquette de peintre littéraire n'a rien d'un compliment, Moreau définit d'ailleurs cette appellation comme « peintre non véritablement peintre ». Cependant il semble mériter cette appellation et pour deux raisons ; premièrement parce que ses œuvres sont empreintes de littérature et notamment de la Fable (mythologie, Bible, légendes) et deuxièmement parce que la littérature est empreinte de ses œuvres. Moreau est certainement le peintre qui a le plus inspiré les poètes Parnassiens et symbolistes et le recueil de poèmes Le Parnasse contemporain publié en 1866 recèle déjà de nombreux poèmes inspirés d'œuvres de Moreau. Huysmans en particulier accorde une place de premier choix à Gustave Moreau dans À rebours puisque le personnage de des Esseintes y contemple sa Salomé et rêve devant elle. Moreau est toujours présent dans ses romans suivants En rade et La Cathédrale. Jean Lorrain quant à lui raconte dans Monsieur de Phocas l'histoire d'un jeune homme qui se rend, envouté, au musée Gustave Moreau. Oscar Wilde pour sa Salomé a été inspiré par L'Apparition de Gustave Moreau et cela est patent chez Aubrey Bearsley qui illustre la pièce de théâtre en faisant flotter la tête de saint Jean-Baptiste comme dans l'œuvre de Moreau. Enfin, Marcel Proust est certainement celui qui cite le plus Gustave Moreau. Entre 1898 et 1900 il écrit Notes sur le monde mystérieux de Gustave Moreau, non publié de son vivant. Il connaissait bien l'œuvre de Moreau par l'intermédiaire de Charles Ephrussi. En somme, il y a eu selon l'expression de Mireille Dottin-Orsini, une « littérature Gustave Moreau », à un point tel que, selon Gilles Pellerin, on « peut se demander quelle serait la place occupée par Gustave Moreau dans l'histoire de la peinture française n'eût été de l'intérêt que lui ont accordé certains écrivains de son époque ».

#### Perte des deux femmes de sa vie
Cette période de succès finit en période de deuil pour Gustave Moreau. En effet, il perd sa mère en 1884, puis Alexandrine Dureux en 1890. Lors du décès de sa mère, il erre aux Tuileries où celle-ci avait coutume de l'emmener dans son enfance, puis trouve refuge chez Alexandrine Dureux. Cette mort constitue une cassure dans son existence, il écrit à son architecte en 1895 « je suis aujourd'hui, depuis la mort de ma mère, comme un étudiant, ayant réduit tout ce qui touche à ma personne au seul indispensable ». En 1885, à la suite de la mort de sa mère, il entreprend un premier inventaire de ses œuvres comprenant celles qu'il avait en sa possession et celles qui se trouvaient chez des collectionneurs. Moreau se rapproche alors encore plus d'Alexandrine Dureux, mais celle-ci tombe malade. Pendant cinq mois, il lui rend visite à la clinique où elle est soignée, jusqu'à ce que la maladie l'emporte en mars 1890. Gustave Moreau dessine lui-même le monument funéraire d'Alexandrine Dureux au cimetière Montmartre et y fait graver les initiales A et G. Il s'engage alors dans une série de compositions symbolistes où domine une méditation sur la mort comme La Parque et l'ange de la mort et Orphée sur la tombe d'Eurydice peinte à la mémoire d'Alexandrine Dureux.

### Préparer la postérité
Durant cette dernière période de sa vie, Gustave Moreau prépare la postérité en devenant le professeur de jeunes artistes qui compteront parmi les avant-gardes du XXe siècle ainsi que par la création de son vivant de son propre musée qui sera ouvert après sa mort.

#### Le professeur
Gustave Moreau a d'abord donné des cours particuliers à des jeunes gens de familles fortunées. On trouve parmi eux George Desvallières, Jean-Georges Cornélius et Georges Méliès qui refusait d'intégrer l'usine familiale de chaussures et préférait étudier les beaux-arts,. Néanmoins, Moreau n'a pas tout de suite accepté de devenir un professeur officiel. Il avait déjà décliné en 1888 un poste de professeur à l'école du soir à l'École des beaux-arts pour y remplacer son ami Léon Bonnat, car à l'époque Alexandrine Dureux est malade. Cependant, lorsque sur son lit de mort, Jules-Élie Delaunay le prie de prendre sa place comme professeur, il se sent dans l'obligation morale d'accepter. Il le remplace d'abord provisoirement puis devient professeur titulaire d'un des trois ateliers de l'École des beaux-arts, les autres étant ceux de Jean-Léon Gérôme et Léon Bonnat. Enseignant très apprécié, il eut de nombreux élèves. Moreau invite peu ses élèves à son atelier de la rue de La Rochefoucauld, il préfère les emmener au Louvre pour qu'ils recopient les grands maîtres selon leurs goûts et leur tempérament,. Et quand il les invite à son atelier — rue de de La Rochefoucauld — il les reçoit dans un appartement dont les murs sont recouverts de copies qu'il a réalisé lui-même en Italie et au Louvre. Car ce qu'il veut c'est que ses élèves se pénètrent de l'art des anciens comme il l'avait lui-même fait jadis, jeune étudiant qu'il était, dans l'atelier de Picot qui jouxtait son domicile,. D'ailleurs, Moreau est toujours resté reconnaissant de l'enseignement de son maître puisqu'il fit toujours suivre son nom de la mention « élève de Picot » jusqu'à son dernier Salon en 1880. Tout comme Picot, il emmène ses élèves recopier d'après les maîtres au Louvre les après-midi et tout comme lui, il sut se forger une réputation de pédagogue apprécié et libéral qui attirait tous les jeunes gens épris d'indépendance,,,. Moreau s'est fait à la fois professeur et ami, il n'hésitait pas à souligner les défauts des productions de ses élèves mais reconnaissait aussi leurs mérites et les invitait toujours à trouver par eux-mêmes leurs sources d'inspiration et à travailler toujours davantage : « Exercez votre cerveau, pensez par vous-même. Que m'importe que vous restiez des heures entières devant votre chevalet si vous dormez »,. Mais Moreau ne demandait pas à ses élèves des copies serviles, des fac-similés. Il voulait que ses élèves se pénètrent de l'atmosphère et de la technique des peintres qu'ils recopiaient et il reconnaissait du génie à une grande diversité de peintres et de toutes les époques. Un jour il affirmait son admiration pour Raphaël et le lendemain qui pouvait affirmer qu'il n'y avait pas de plus grand maître que Chardin. Matisse dit à ce propos : « Moreau savait distinguer et nous montrer quels étaient les plus grands peintres, tandis que Bouguereau, lui, nous conviait à admirer Jules Romain ». Moreau est aussi singulier dans son rapport à la couleur ; car à la différence des autres ateliers qui n'autorisaient l'étudiant à peindre qu'une fois son dessin bien assuré, Moreau enjoint très tôt les siens à user de la couleur. Il rompt ainsi avec une tradition toute ingresque selon laquelle « le dessin est la probité de l'art » mais ne souscrit pas non plus à la démarche impressionniste qui veut que rien ne s'intercale entre la vision du peintre et la toile ; Moreau dit au contraire que la couleur doit être en adéquation avec l'idée du peintre, elle doit être au service de son imagination et non pas de la nature,. Son ultime conseil fut le suivant :
Lorsque Gustave Moreau meurt en 1898, il laisse des élèves désorientés parmi lesquels deux tendances se dessinent, l'une idéaliste portée par Rouault, Maxence et Marcel-Béronneau et l'autre, naturaliste, portée par Matisse, Evenepoel et Marquet. Il fut le dernier grand professeur de l'École des Beaux-Arts, même David et Ingres n'eurent pas autant d'élèves prestigieux que lui. Ses élèves se firent remarquer au Salon d'automne de 1905 par la modernité de leur peinture et reconnurent qu'ils avaient trouvé en Gustave Moreau un maître hors du commun au point d'organiser des expositions communes en 1910 puis en 1926 pour fêter le centenaire de sa naissance,.

#### Élèves
Liste non exhaustive
- Ernest Azéma
- Adolphe Beaufrère
- Maurice Boudot-Lamotte
- Auguste Brouet
- Simon Bussy
- Charles Camoin
- Jean-Raoul Chaurand-Naurac
- Jean-Georges Cornélius
- Henri Evenepoel
- Raoul du Gardier
- François Joseph Girot
- Léon Lehmann
- Henri Manguin
- Pierre Marcel-Béronneau
- Henri Matisse
- Edgar Maxence
- Albert Marquet
- Eugène Martel
- Georges Méliès
- Alexis Mérodack-Jeaneau
- Charles Milcendeau
- Louis Payret-Dortail
- René Piot
- Léon Printemps
- Georges Rouault
- Victor-Joseph Roux-Champion
- Robert Sallès

#### Le musée

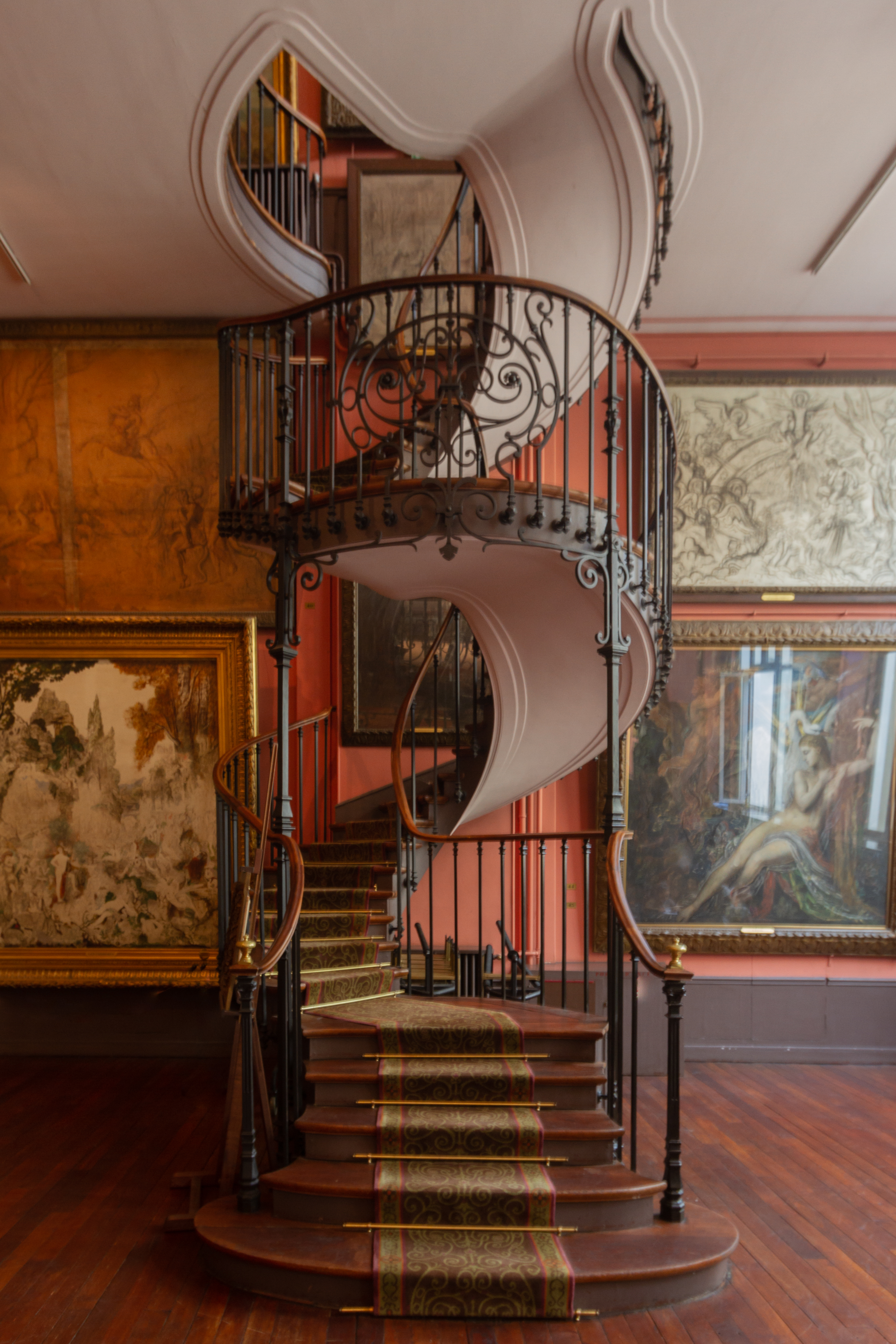
L'escalier en spirale (1895) dessiné par Albert Lafon, reliant les deux ateliers du musée Gustave-Moreau.

À l'âge de 36 ans déjà, presque inconnu, Gustave Moreau songeait à conserver son atelier. « Ce soir 24 décembre 1862. Je pense à ma mort et au sort de mes pauvres petits travaux et de toutes ces compositions que je prends la peine de réunir. Séparées, elles périssent ; prises ensemble, elles donnent un peu de ce que j'étais comme artiste et du milieu dans lequel je me plaisais à rêver ». Après la mort de sa mère et d'Alexandrine Dureux, Moreau se retrouve seul et affaiblit. Il avait été opéré de la maladie de la pierre en 1892 et depuis lors il allait chaque année faire une cure à Évian. Evenepoel écrit : « Il vieillit un peu, le cher homme, ses cheveux se font rares sur le haut du crâne, il en a vraiment à grand-peine encore quelques douzaines et il m'a dit souffrir de l'estomac et de la vessie ». Moreau renonce à l'idée de faire une exposition posthume à l'issue de laquelle ses œuvres seraient vendues et de fait dispersées, comme ce fut le cas de Delacroix, Corot, Millet et bien d'autres,. Cette idée avait pourtant été celle de l'artiste pendant longtemps, sur les conseils de Puvis de Chavannes et elle se retrouvait dans le testament de sa mère en 1883. Mais Moreau se ravise, il veut un musée. Il en formule l'idée en 1893 et songe à construire un local à Neuilly. Son projet se fixe en 1895 quand il fait appel à l'architecte Albert Lafon (1860-1935) pour agrandir et transformer la maison familiale qui doit devenir son musée. Moreau prépare alors avec soin la présentation du musée, entreprenant la réalisation en grand format — format de musée — de plusieurs compositions, rédigeant et recommençant plusieurs fois les notices de ses œuvres principales pour les expliquer aux futurs visiteurs, triant les dessins et aménageant les salles du musée,,.
Il met au point son testament en septembre 1897 où il lègue « sa maison sise 14, rue de La Rochefoucauld, avec tout ce qu'elle contient : peintures, dessins, cartons, etc., travail de cinquante années, comme aussi ce que renferment dans ladite maison les anciens appartements occupés jadis par mon père et par ma mère, à l'État, où à son défaut, à l'École des Beaux-Arts, ou, à son défaut, à l'Institut de France (Académie des beaux-Arts) à cette condition expresse de garder toujours – ce serait mon vœu le plus cher – ou au moins aussi longtemps que possible, cette collection, en lui conservant ce caractère d'ensemble qui permette toujours de constater la somme de travail et d'efforts de l'artiste pendant sa vie ».
Gustave Moreau meurt d'un cancer de l'estomac le 18 avril 1898 à 72 ans. Les obsèques eurent lieu à l'église de la Sainte-Trinité de Paris dans une discrétion souhaitée par l'artiste qui n'empêcha pas de nombreux élèves, amis et admirateurs d'y assister comme Frédéric de Courcy, Edgar Degas, Odilon Redon, Puvis de Chavannes, Jean Lorrain, Léonce Bénédite ou encore Robert de Montesquiou,. Il fut inhumé à Paris au cimetière de Montmartre, (22e division), dans le caveau familial et à proximité d'Alexandrine Dureux,.

## Le sculpteur

### Le regard de Moreau sur la sculpture

#### Sculpture antique et moderne
Le premier réel contact entre Moreau et la sculpture antique a lieu lors de son séjour italien, à Rome, en compagnie du sculpteur Chapu,. Il étudiait alors les proportions des sculptures antiques sur ordre de son père qui lui reprochait un intérêt exclusif pour la Renaissance. Néanmoins à Rome, il admire les très modernes Michel-Ange (à la fois peintre et sculpteur) et Nicolas Poussin (seulement peintre) dont il juge que les proportions parfaites lui viennent de l'étude des sculptures antiques. C'est véritablement à Naples, au musée Borbonico, que Moreau copie abondamment la sculpture antique.

#### Sculpture contemporaine
Moreau porte un regard très critique sur la sculpture de son temps et le peu d'égard qu'il a envers cette discipline s'illustre par sa bibliothèque. En effet, il y a seulement trois ouvrages traitant de sculpture : la Grammaire de Charles Blanc, une monographie de Carpeaux par Chesneau et Esthétique du sculpteur, philosophie de l'art plastique de Henry Jouin. Touchant ce dernier ouvrage qui est un cadeau de l'auteur, Moreau en a ôté les neuf premières pages, signifiant par là son refus de tout discours théorique. Mais sa critique n'est pas que théorique, Moreau vit en pleine période de statuomanie et le relatif désintérêt pour la sculpture pourrait s'expliquer par ce phénomène. Parmi ses contemporains, même Rodin ne trouve pas grâce à ses yeux, il lui reproche des « mélanges idiots de mysticisme de brasserie et de pornographie boulevardière, et avec cela du talent, beaucoup de talent, mais gâché par énormément de charlatanisme ». Dans ses collections personnelles, Moreau ne possède que des sculptures de ses amis, principalement des sculpteurs méconnus tels Pierre Loison et Pierre-Alexandre Schoenewerk. Il possédait néanmoins deux bronzes de Barye qui lui servaient de modèles pour ses toiles.

### La sculpture en peinture
En effet, pour Moreau, la sculpture est avant tout une aide pour la peinture. Il utilise la sculpture dès son retour d'Italie pour servir dans la conception de ses peintures. C'est ainsi qu'il réalise une maquette pour son Œdipe pour se rendre compte des « ombres portées de l'homme sur le rocher et du monstre sur l'homme ». Cette méthode est à rapprocher des deux peintres qu'il a admirés à Rome : Michel-Ange et Poussin,. Il n'est pas non plus le seul peintre contemporain à utiliser les statuettes de cire dans son travail, on retrouve cette pratique chez son ami Edgar Degas et chez Ernest Meissonier, tous deux sculpteurs par ailleurs. C'est au total une quinzaine de statuettes en cire qui a été découverte après sa mort à son domicile.

Moulages en plâtre du XIXe siècle conservés au musée Gustave-Moreau à Paris
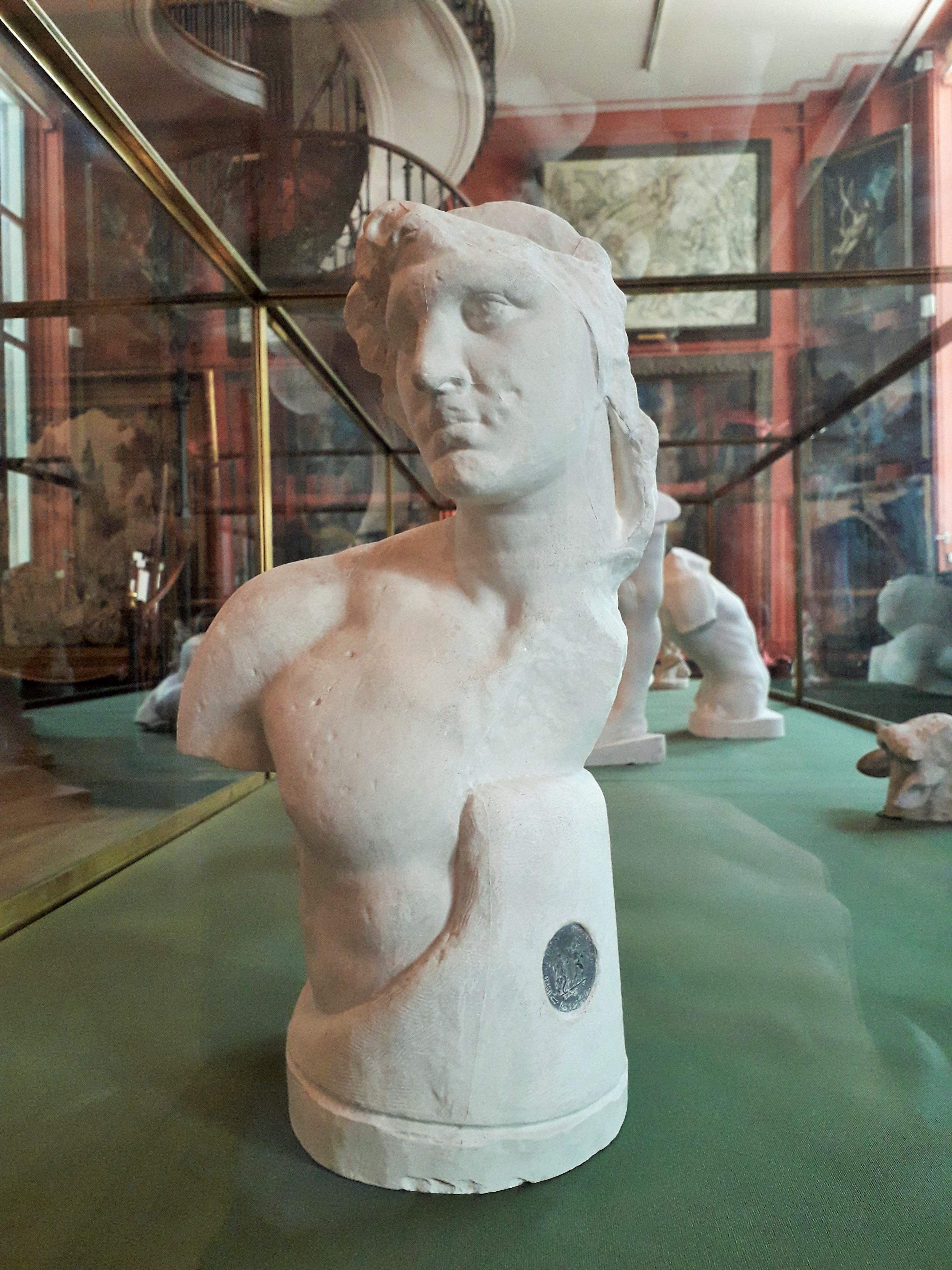
Anonyme, Buste d'homme.
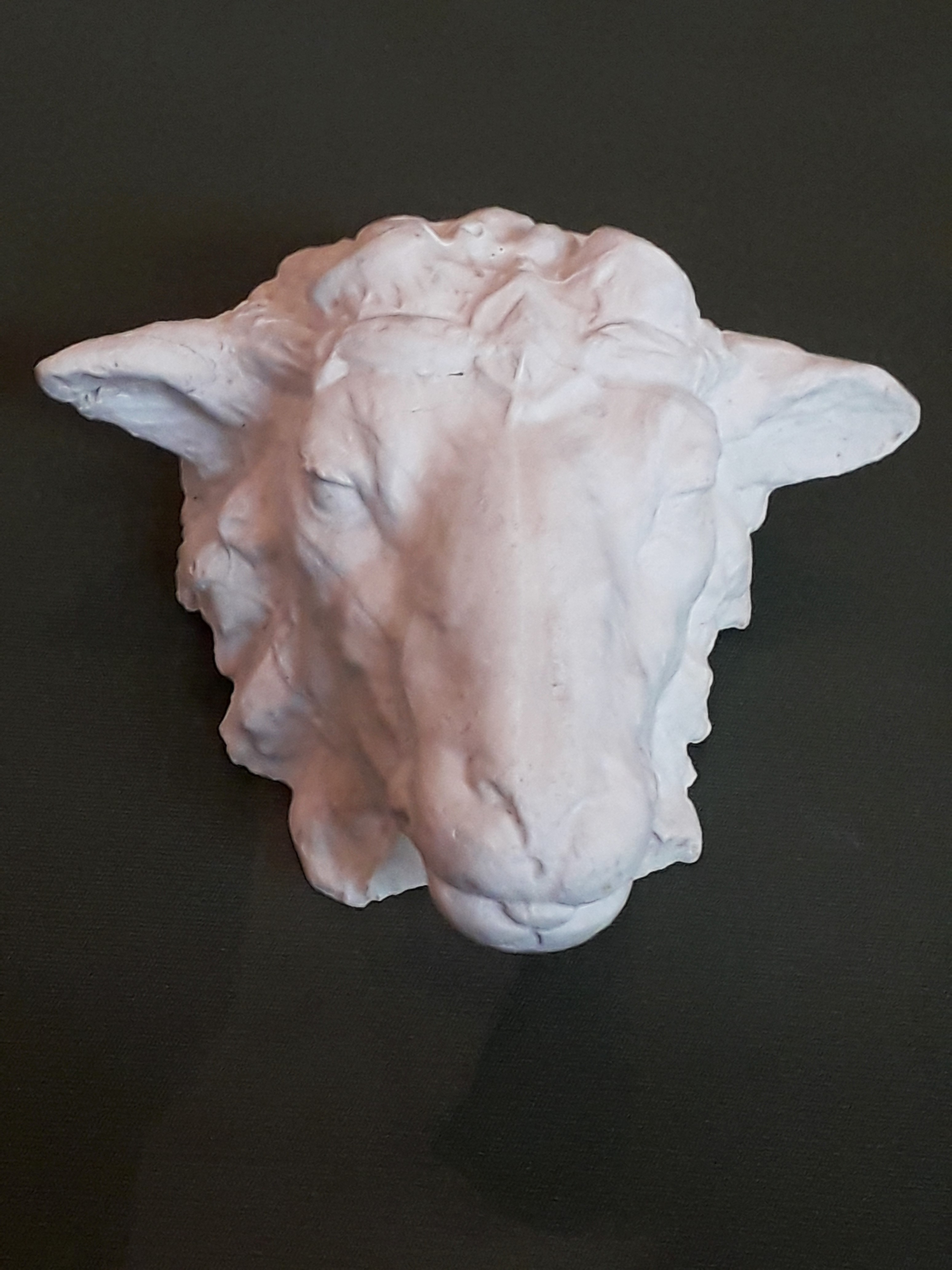
Anonyme, Tête de mouton.
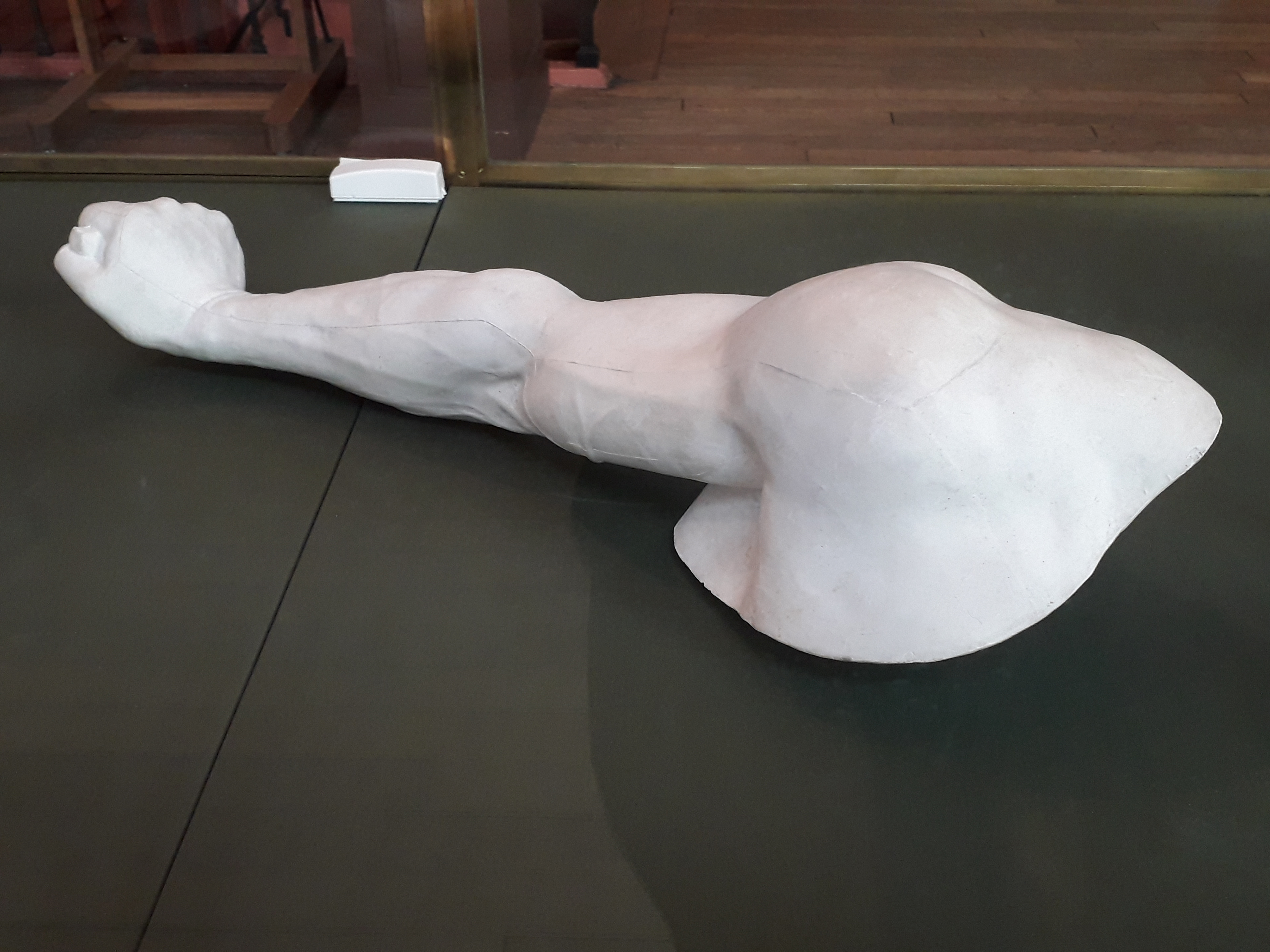
Anonyme, Bras d'homme.
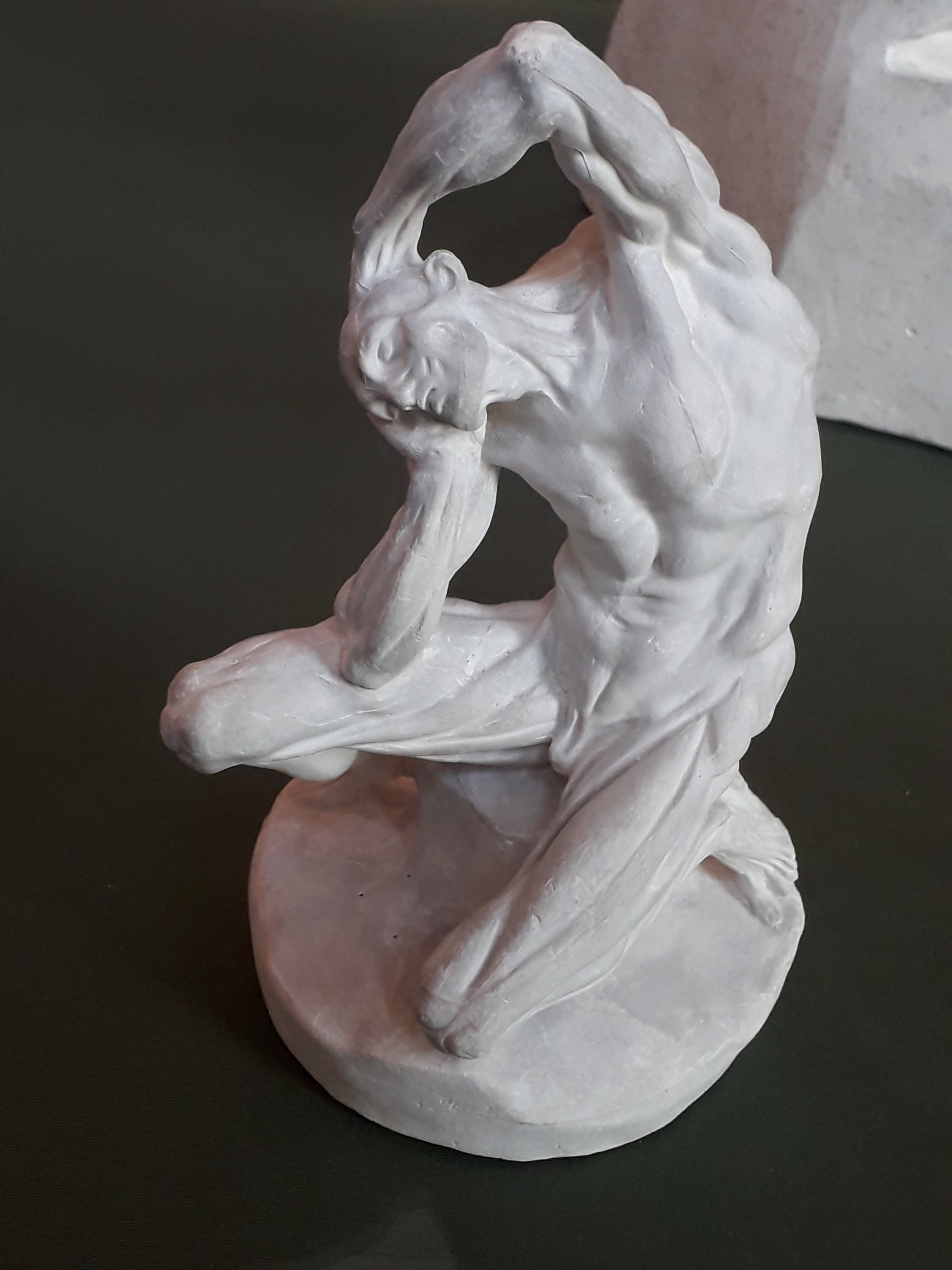
Écorché dit de Michel-Ange.

### Projets de sculptures

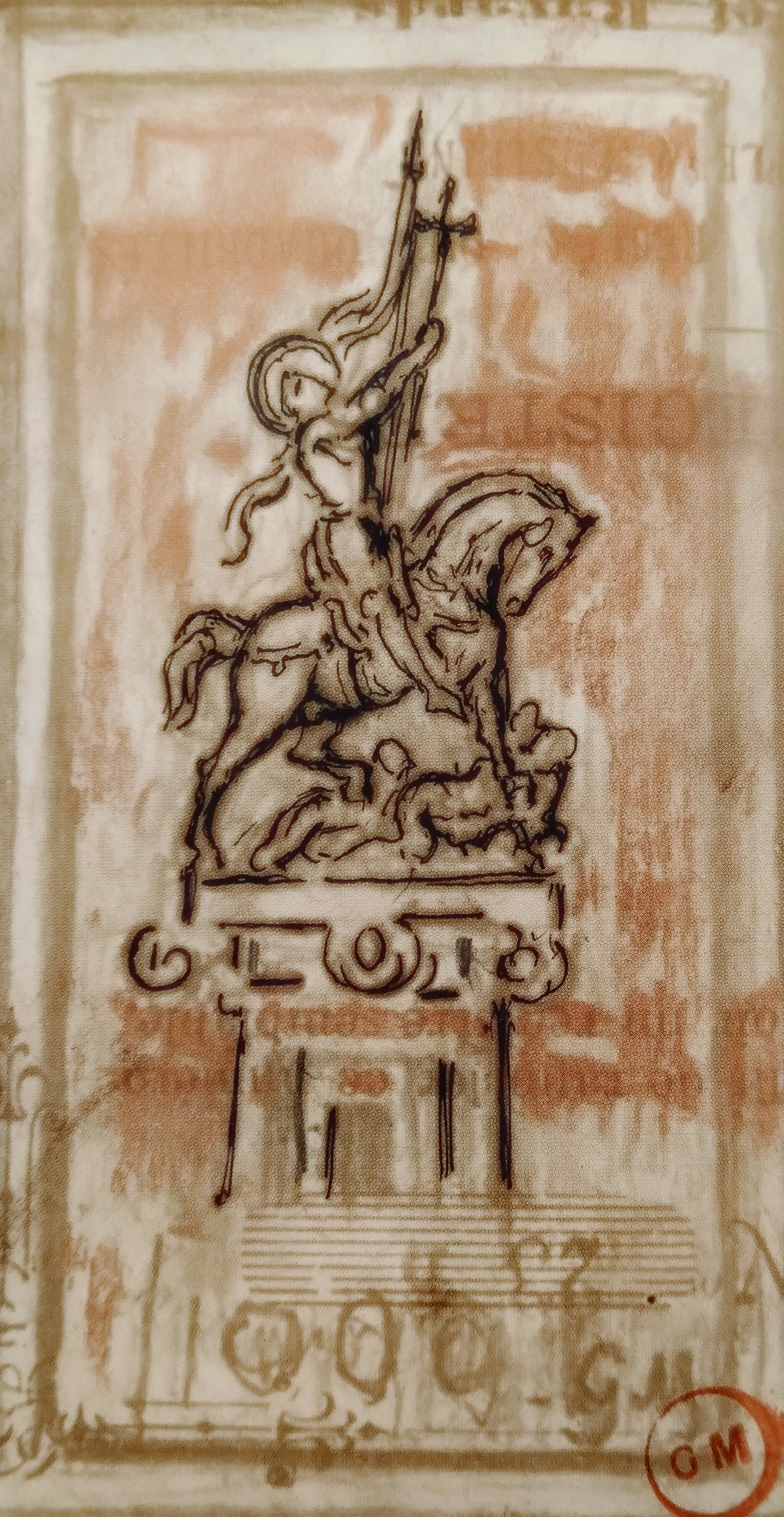
Gustave Moreau, Jeanne d'Arc (projet de statue équestre), Paris, musée Gustave-Moreau.

Il y a néanmoins une note personnelle de Moreau datée du 10 novembre 1894 qui met en doute cette utilisation purement utilitaire de la sculpture :

« Il y a plusieurs projets que je médite et que, peut-être, je ne pourrai jamais mettre à exécution. 1° - Modeler en terre ou en cire les compositions à une ou deux figures qui, fondues en bronze, donneraient mieux qu'en peinture la mesure de mes qualités et de ma science dans le rythme et l'arabesque des lignes (à développer). »

Parmi les dessins de Moreau on trouve 16 projets de sculptures. Parmi eux, seulement quatre sont réalisés en cire et quatre font l'objet d'un projet d'édition en bronze. Ces projets sont pour la plupart liés à des peintures existantes comme Prométhée, Jacob et l'Ange ou Léda. Mais il y a deux projets exclusifs, une figure ailée pour un tombeau et une Jeanne d'Arc. Pour cette dernière, Moreau ne cachait pas son admiration pour la Jeanne d'Arc de Frémiet. Moreau ne mit jamais ces projets d'édition à exécution.

## Postérité

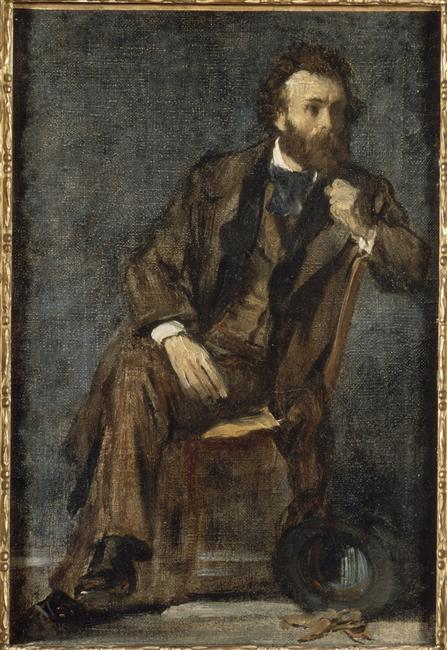
Portrait de Gustave Moreau par Edgar Degas, vers 1860.

Toute sa vie, Gustave Moreau a collectionné des dessins, des photographies et des livres illustrés, des moulages en plâtre qui ont servi de fonds iconographiques pour son inspiration picturale.
Dans son testament rédigé le 10 septembre 1897 Moreau lègue à l'État français son atelier, situé dans l'hôtel particulier du 14, rue de La Rochefoucauld (9e arrondissement de Paris), contenant près de 850 peintures ou cartons, 350 aquarelles, plus de 13 000 dessins et calques, et 15 sculptures en cire. L'atelier, transformé en musée fut officiellement ouvert au public le 13 janvier 1903.

En 1912, André Breton visite ce musée et en ressort profondément bouleversé par les œuvres du peintre : 

« La découverte du musée Gustave Moreau, quand j’avais seize ans, a conditionné pour toujours ma façon d’aimer. La beauté, l’amour, c’est là que j’en ai eu la révélation à travers quelques visages, quelques poses de femmes. Le “type” de ces femmes m’a probablement caché tous les autres : ç’a été l’envoûtement complet. Les mythes, ici réattisés comme nulle part ailleurs, ont dû jouer. Cette femme qui, presque sans changer d’aspect, est tour à tour Salomé, Hélène, Dalila, la Chimère, Sémélé, s’impose comme leur incarnation indistincte. Elle tire d’eux son prestige et fixe ainsi ses traits dans l’éternel. […] Ce musée, rien pour moi ne procède plus à la fois du temple tel qu’il devrait être et du “mauvais lieu” tel… qu’il pourrait être aussi. J’ai toujours rêvé d’y entrer la nuit par effraction, avec une lanterne. Surprendre ainsi la Fée au griffon dans l’ombre, capter les intersignes qui volettent des Prétendants à l’Apparition, à mi-distance de l’œil extérieur et de l’œil intérieur porté à l’incandescence. »

## Thèmes
Léonce Bénédite définit quatre cycles dans l'œuvre de Moreau, ce sont le cycle de l'homme, le cycle de la femme, le cycle de la lyre et le cycle de la mort.

### Cycle de l'homme

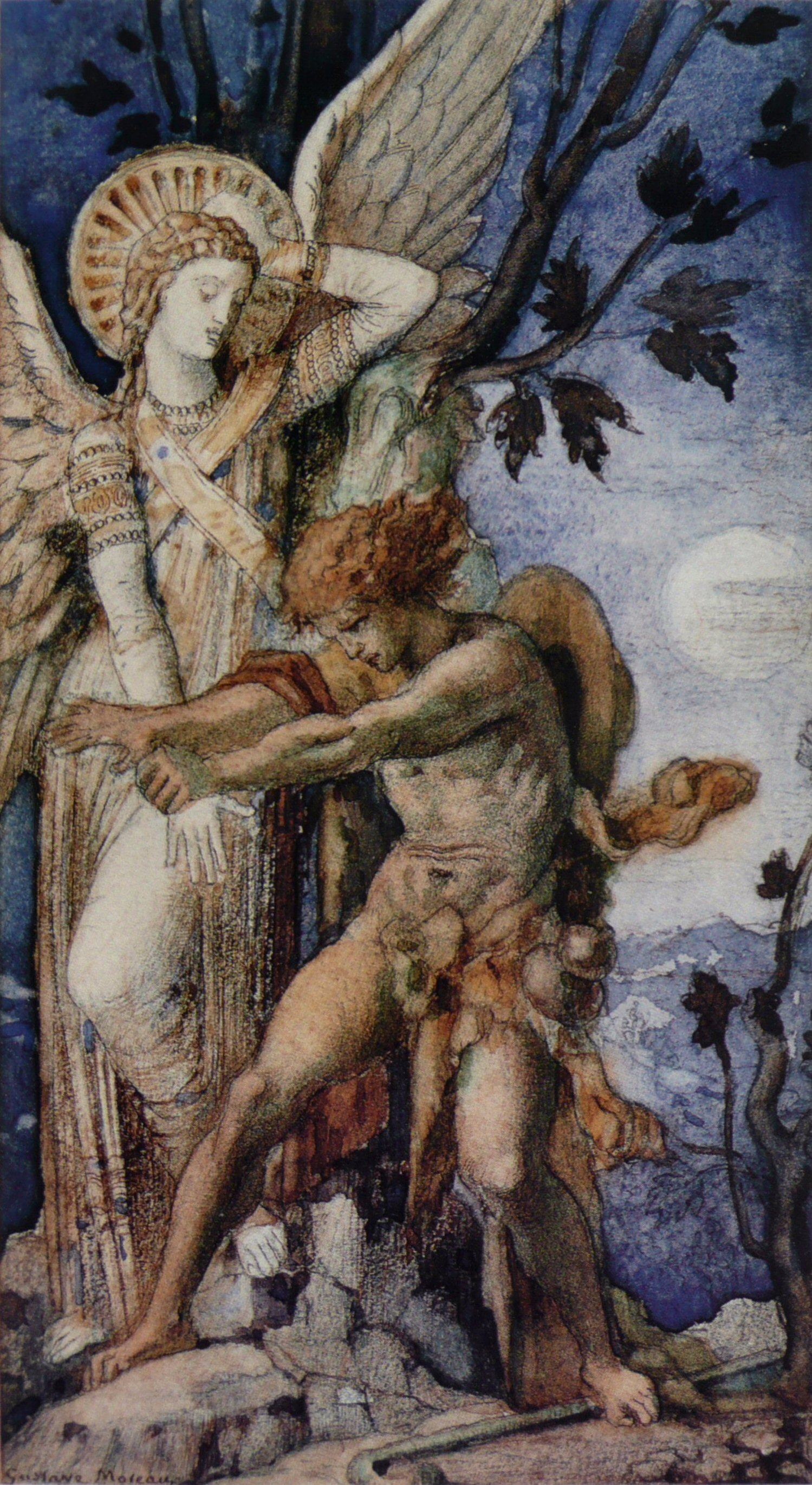
Gustave Moreau, Jacob et l'Ange (vers 1878), aquarelle, Paris, musée Gustave-Moreau.

Le Cycle de l'homme est en fait le cycle de l'héroïsme. On y trouve des héros de la mythologie comme de la Bible. Ces héros sont autant des beaux téméraires que des grands incompris et des sacrifiés volontaires. Les hommes chez Moreau ont souvent une silhouette androgyne mais il y en a des plus musculeux comme Hercule, Prométhée ou le centaure.

#### Homme musculeux du côté de la matière
Ces hommes musculeux peuvent incarner la matière face à l'idée, la nature face à l'esprit, à travers des oppositions comme Jacob et l'Ange ou Poète mort porté par un centaure,. Car pour Moreau, l'opposition de la nature à l'esprit constitue la loi du monde et les sujets légendaires permettent de raconter cette lutte sous une forme idéale pour que l'esprit, dans la liberté victorieuse s'affranchisse enfin de la nature. Ainsi, à propos de Jacob et l'Ange, Moreau dit ce Jacob à la musculature michelangelesque : « est le symbole de la force physique contre la force morale supérieure & que dans cette lutte il est dit que Jacob ne voyait pas son ennemi antagoniste et le cherchait en épuisant ses forces » tandis que cet ange raphaélien est celui qui l'arrête « dans sa course idiote vers la matière ». Dans poète mort porté par un centaure, l'aspect matériel et littéralement animal s'incarne dans le personnage du centaure tandis que le frêle poète à la silhouette androgyne incarne l'idée, cette dualité se fait l'écho de la dualité de la nature humaine à la fois corps et esprit.

#### Homme apollinien civilisateur
Mais l'œuvre de Moreau n'est pas qu'un éloge du poète et de l'artiste, le héros y occupe aussi une place importante, un héros bien souvent tiré de la mythologie grecque. Ce sont des héros civilisateurs représentés de façon statique car Moreau se refuse à figurer le mouvement, fidèle à sa belle inertie. On trouve parmi ces héros le Prométhée qui donne selon le récit platonicien le feu et la connaissance des arts à l'humanité et c'est précisément à Platon que Moreau fait référence lorsqu'il parle de ce tableau à son ami Alexandre Destouches. Son Hercule et l'Hydre de Lerne présente Hercule en héros civilisateur et solaire luttant contre les ténèbres qui se dressent face à la civilisation, incarnés par l'Hydre.

#### Homme androgyne
Quant aux hommes androgynes, si présents dans l'œuvre de Moreau, ils semblent coupés du monde comme préservés de la laideur et de la vieillesse et se retrouvent dans les figures de Narcisse, Alexandre, Orphée, Ganymède ou saint Sébastien,.
Ces figures masculines sont néanmoins vouées à la destruction, incarnations parfaites du dévouement et du sacrifice,.

### Cycle de la femme
Le Cycle de la femme est à la fois le cycle de la beauté et de la cruauté déguisée. C'est donc une opposition fortement contrastée qui se dessine entre l'homme et la femme.
Selon Hervé Gauville, écrivain, critique d’art et journaliste à Libération de 1981 à 2006, Gustave Moreau serait « un homme à la mère » faisant preuve d'« immaturité » et de « misogynie », qui n'aimerait pas les femmes.

#### Femme agressive et dangereuse

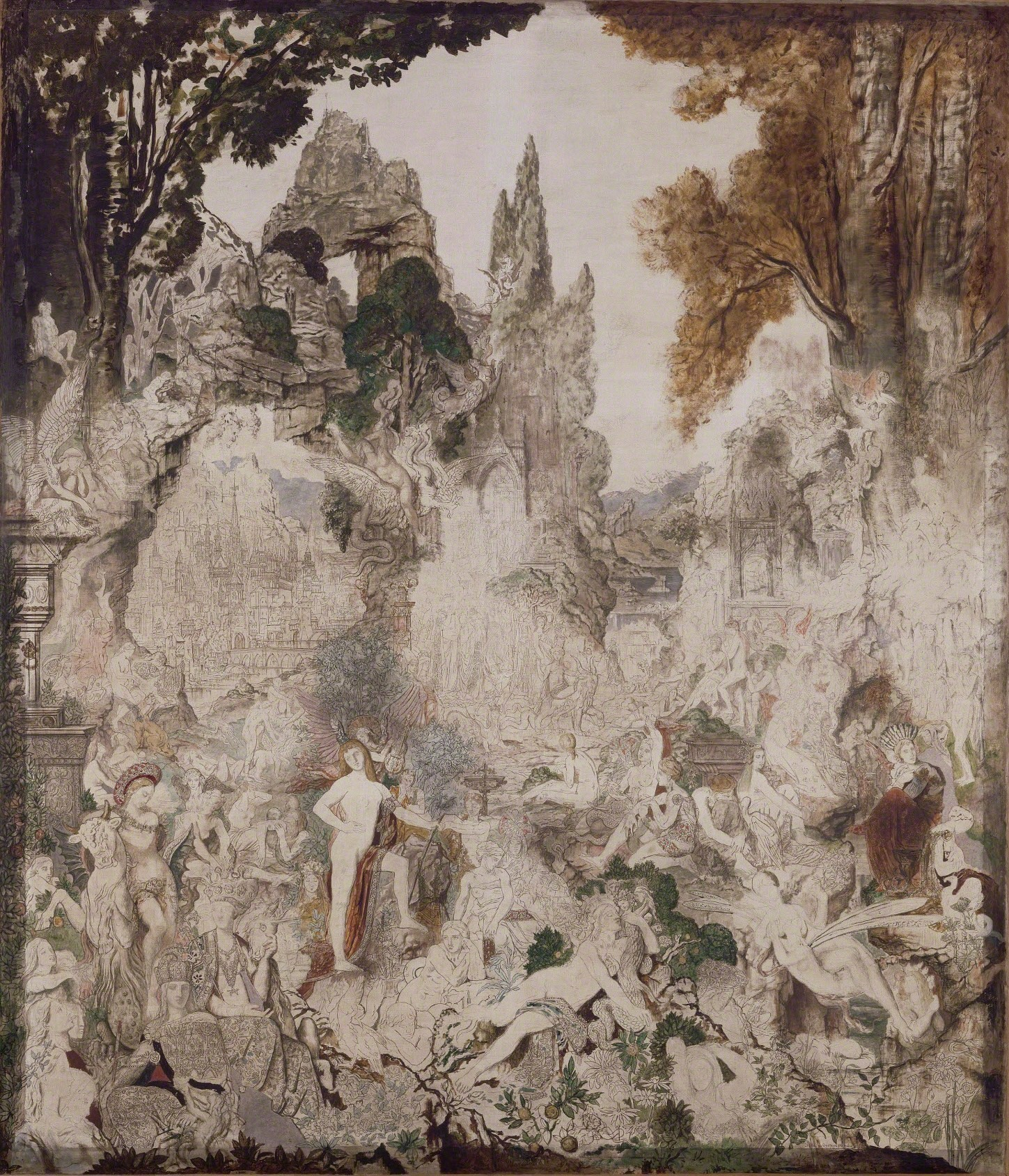
Gustave Moreau, Les Chimères (1884), Paris, musée Gustave-Moreau.

Gustave Moreau a une vision de la femme proche de Schopenhauer dont il possède l'anthologie publiée par Bourdeau en 1880, il est en cela un homme de son temps partageant une misogynie qui se retrouve chez Baudelaire ou Alfred de Vigny, deux poètes qu'il tient en haute estime,. En fait, Moreau puise dans la tradition religieuse cette image de la femme pécheresse et source éternelle du mal. Mais il fait alors face à un problème très ancien dans la représentation de la laideur féminine, c'est que cette laideur est impossible par essence. En effet, au XIXe siècle, c'est par le corps de la femme que les artistes représentent la beauté, il est donc absolument inenvisageable de représenter des femmes laides pour représenter cette laideur morale. La solution est donc de les accompagner d'éléments symboliques susceptibles d'évoquer cette laideur. Ainsi, la figure la plus patente de la laideur morale tient dans l'hybride qui est, comme nous l'avons vu avec la figure du centaure, plus proche de la matière. On trouve alors parmi ces monstres impénétrables et séducteurs des sphinx, des chimères, des fées ou des sirènes ,. La sirène dominant le poète dans Le Poète et la Sirène de 1893 est par exemple une géante, démesurément plus grande que le poète à ses pieds ; elle le saisit par la main et le menace du regard. Mais cette limite entre l'hybridité et la femme elle-même est très mince puisque sa Chimère de 1867 figure une chimère s'accrochant à un centaure-pégase ; or elle n'a rien du monstre hybride crachant des flammes, c'est tout simplement une femme. Car Moreau multiplie les sujets de femmes fatales, notamment dans ses aquarelles des années 1880, à un moment où le nombre de ses commandes explose. Ainsi, on trouve d'innombrables Salomé, Dalila, Médée jusqu'à ce dessin intitulé Les Victimes qui représente une femme géante au sourire vicieux s'amusant avec les corps d'hommes désarticulés comme avec des jouets vivants, qu'elle torture en leur enfonçant ses doigts dans leurs têtes,. Toute cette obsession pour la femme monstrueuse trouve sa représentation la plus manifeste dans Les Chimères où l'artiste représente d'innombrables femmes jouant avec des animaux fantastiques symbolisant l'empire des sens tels que des boucs, des taureaux, des serpents, des licornes et des griffons. Elles y sont accompagnées de femmes hybrides telles que des femmes-serpents, femmes-papillons ou femmes-libellules. Le peintre décrit son œuvre ainsi dans sa notice : « Cette île de rêves fantastiques renferme toutes les formes de la passion, de la fantaisie, du caprice chez la femme, la femme dans son essence première, l'être inconscient, folle de l'inconnu, du mystère, éprise du mal sous forme de séduction pervers et diabolique ». C'est donc « la femme dans son essence première » qu'il peint mais il y a une rédemption possible, qu'il figure ici sous la forme de clochers, la foi chrétienne menant à une vie humble et modeste menant à la domination de ses passions voire à la sainteté.

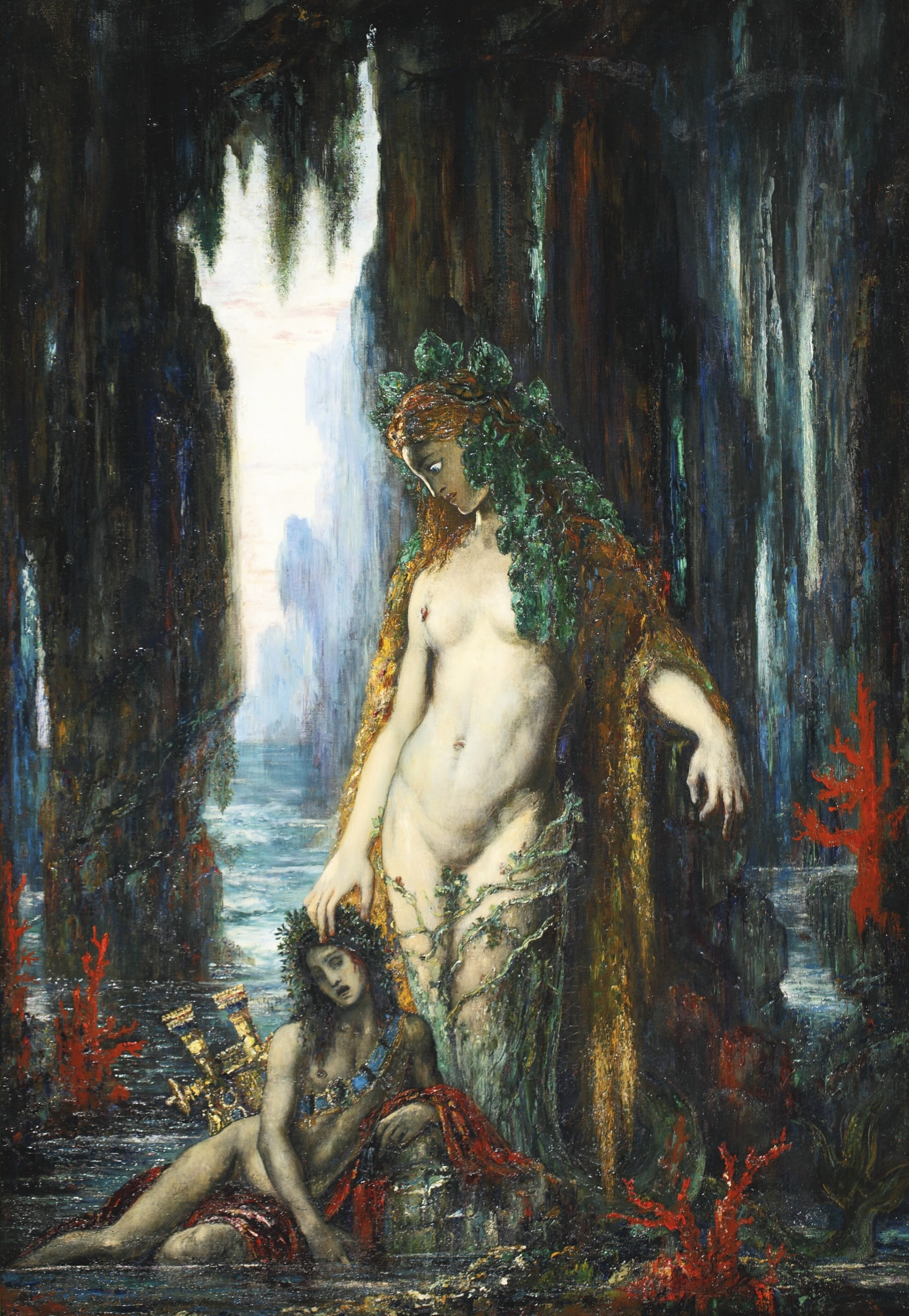
Gustave Moreau, Le Poète et le Sirène (1893), collection particulière.
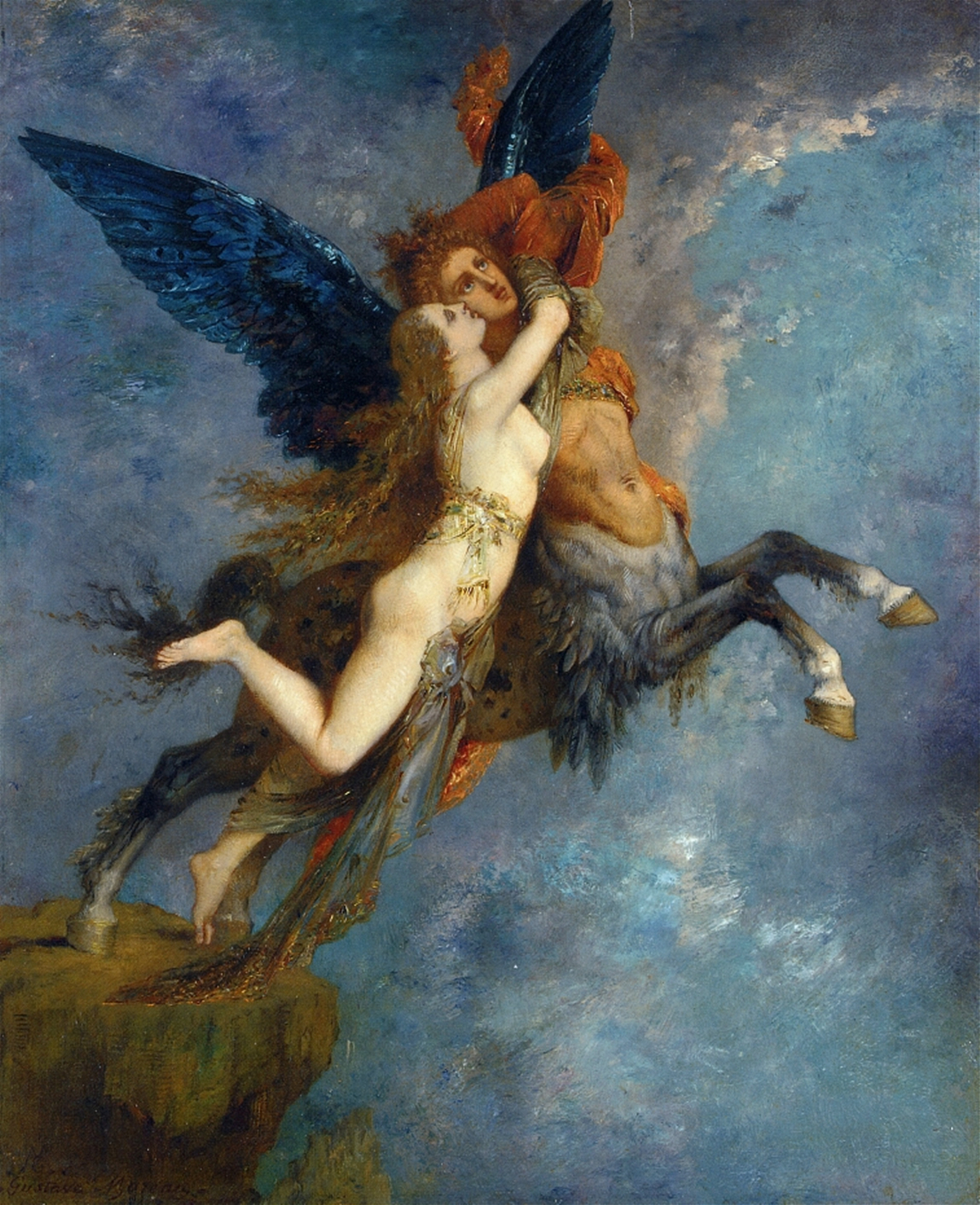
Gustave Moreau, La Chimère (1867), Cambridge, Fogg Art Museum.

#### Femme belle et inaccessible
Néanmoins, Gustave Moreau est aussi un admirateur de la beauté des femmes à travers des figures comme Ève, Aphrodite, Vénus, Érigone, Déjanire ou Galatée. Mais quand la femme est belle et chaste, elle est soit entourée de griffons, soit enfermée dans une grotte ; elle est tout simplement inaccessible. Et c'est en voyant cette inaccessibilité que les hommes souffrent, seul le rêve est permis à leur sujet, une adoration simplement platonique. Car chez Moreau, la sexualité n'est belle que rêvée et la chair possédée n'est pas source de volupté mais de tristesse. Il en va ainsi de sa Galatée du Salon de 1880 dont le corps capte et renvoie la lumière par sa blancheur, le cyclope à l'arrière-plan la regarde avec l'œil envieux comme une mise en abyme de celui qui regarde le tableau ; mais Galatée est représentée dédaigneuse, faisant la moue, se montrant tout en se refusant. Moreau va même jusqu'à adapter en peinture des sujets réputés scabreux mais en les drapant de son idéal de chasteté, il en va ainsi des Filles de Thespius,. Le mythe raconte en effet que le roi Thespius, soucieux de sa descendance et souhaitant prouver sa reconnaissance au héros qui avait abattu le lion du Cithéron, fit en sorte qu'il s'unisse avec ses 50 filles. Cependant, point de volupté dans cette œuvre, au contraire ces femmes sont là-aussi inaccessibles car l'Hercule au centre de la composition a une posture de penseur, selon les mots de Moreau : « Il attend, il médite ce grand acte de génération ; il sent en lui l'immense tristesse de celui qui va créer, qui va donner la vie ». Ici les femmes sont aussi des corps idéalisés, non pas dans le sens d'une chair mais dans le sens d'un corps non charnel très éloigné des êtres bassement matériels décrits précédemment. Au contraire, ces corps féminins incarnent parfaitement l'idée de belle inertie si chère à Moreau.

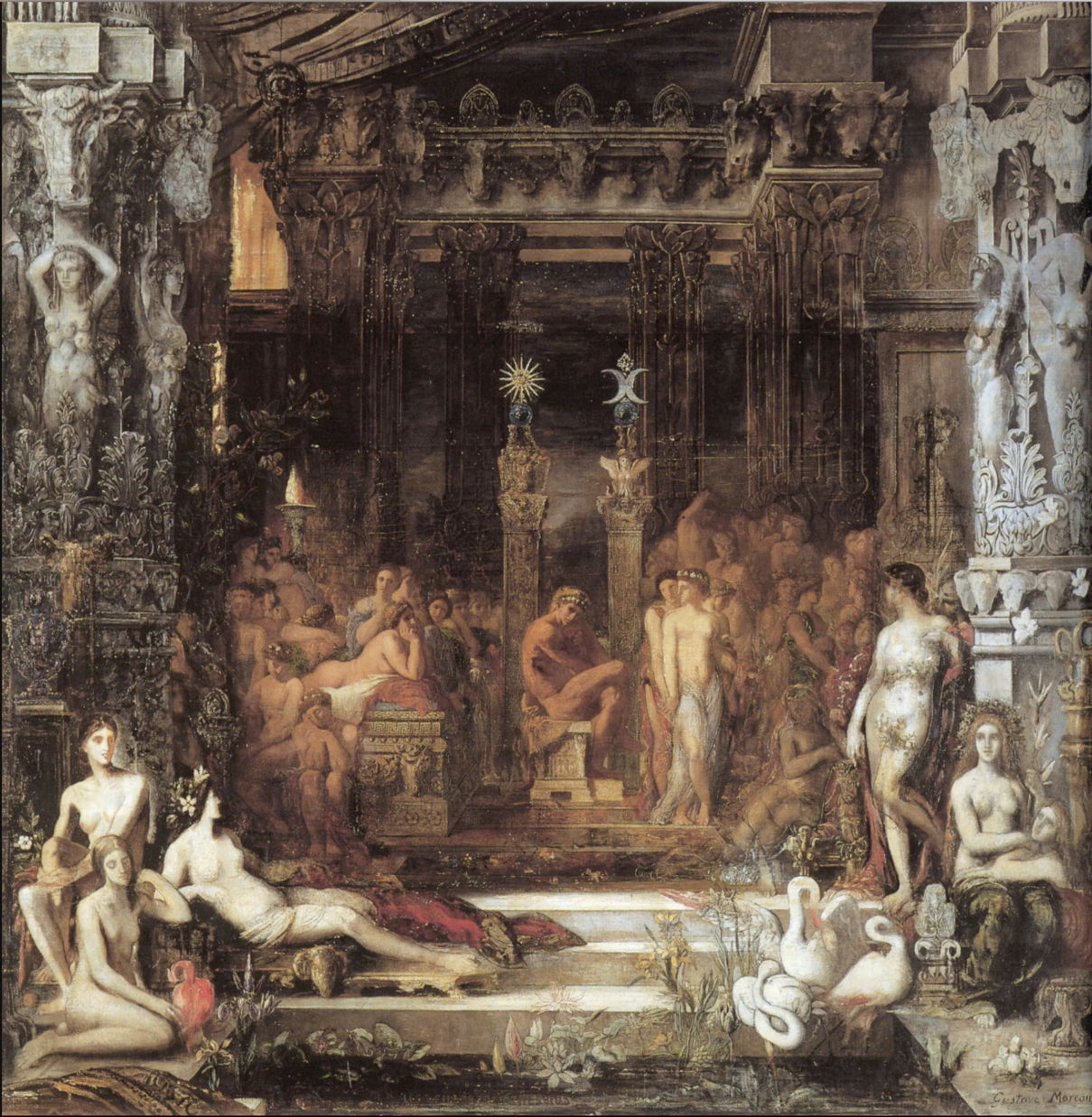
Gustave Moreau, Les Filles de Thespius (1853-1882), Paris, musée Gustave-Moreau.
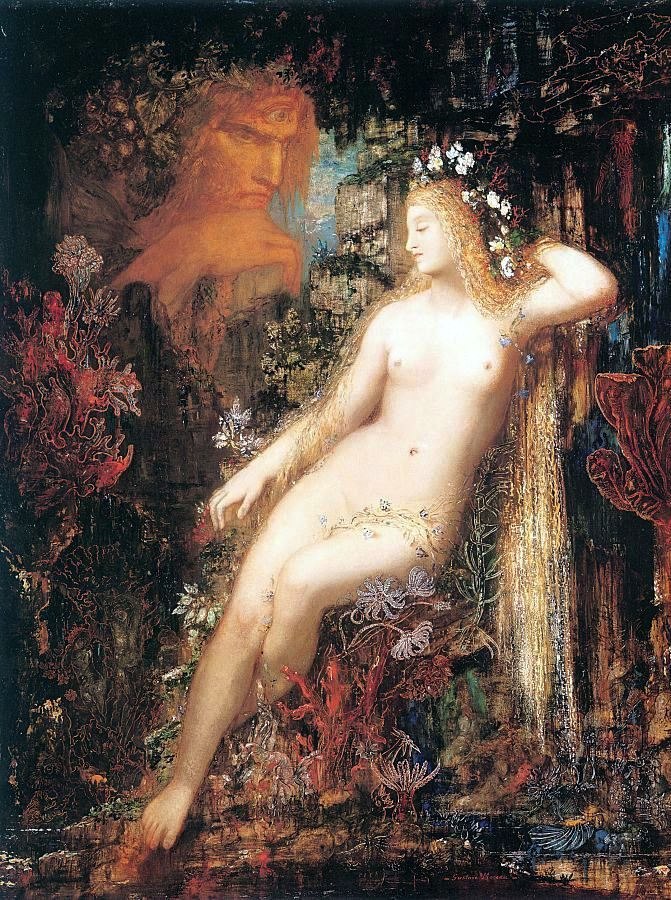
Gustave Moreau, Galatée (1880), Paris, musée d'Orsay.

#### Femme douce et pieuse
Il y a chez Moreau des exceptions à ce modèle binaire de représentation des femmes : inaccessibles ou cruelles. C'est par exemple le cas de la Jeune fille thrace qui recueille la tête d'Orphée et la contemple avec compassion, dans une attitude pieuse,. Moreau dit ainsi : « Une jeune fille trouve flottant sur l'eau d'un torrent la tête et la lyre d'Orphée. Elle les recueille pieusement ». De plus, le rôle maternel est également vu positivement par Moreau, son premier tableau était d'ailleurs une Pietà pour laquelle la Vierge était représentée sous les traits de sa propre mère. Ce rôle maternel se retrouve dans des œuvres plus inattendues telles que Léda, un mythe habituellement choisi pour son contenu érotique. Le thème est au contraire assimilé par syncrétisme à l'Annonciation ou au mystère de l'Incarnation. Le cygne se trouve nimbé et remplace la colombe normalement présente dans l'Annonciation, faisant de Léda une sorte de Vierge Marie, c'est un véritable sacre de la femme.

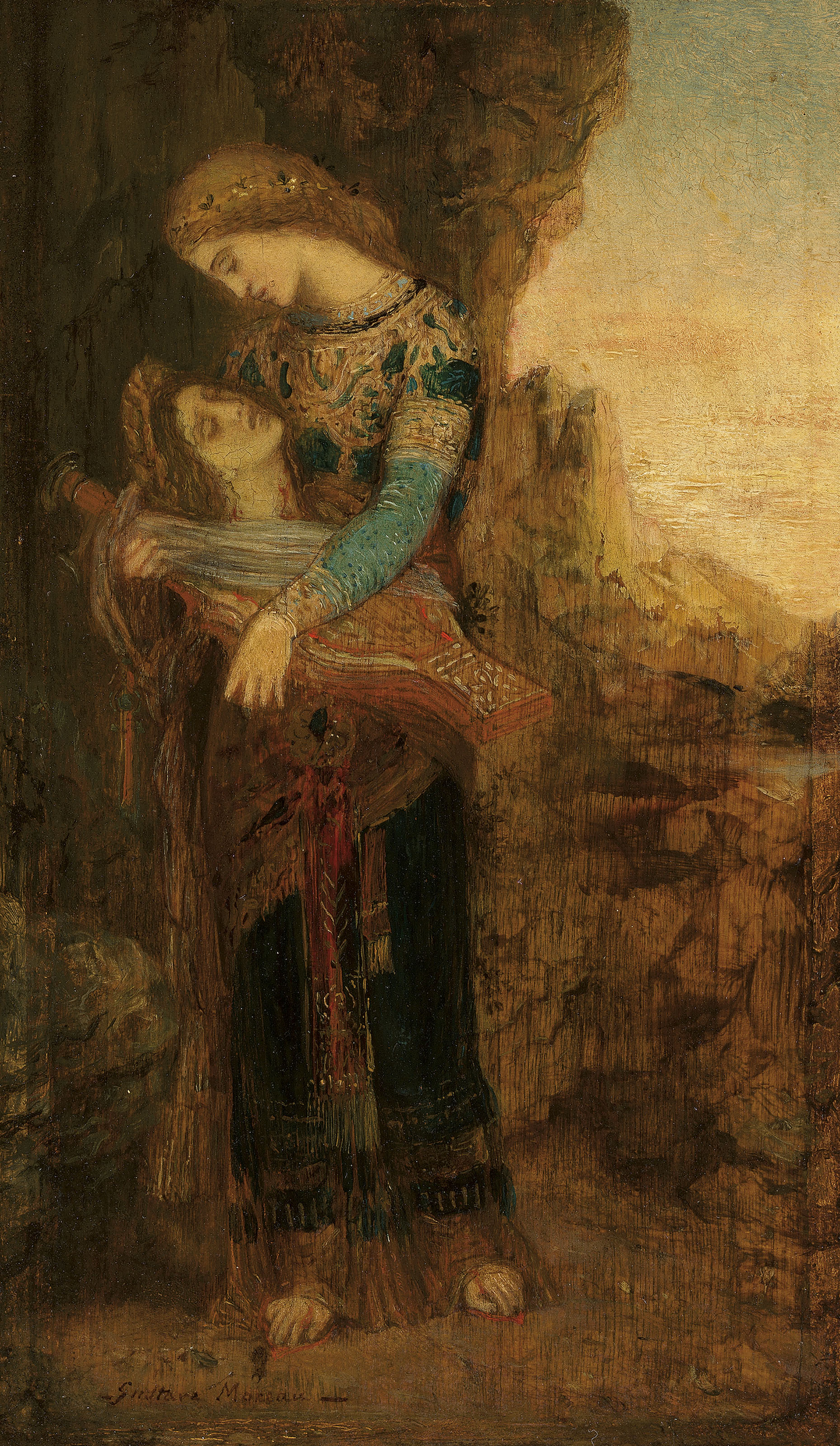
Gustave Moreau, Orphée (vers 1865), collection particulière.
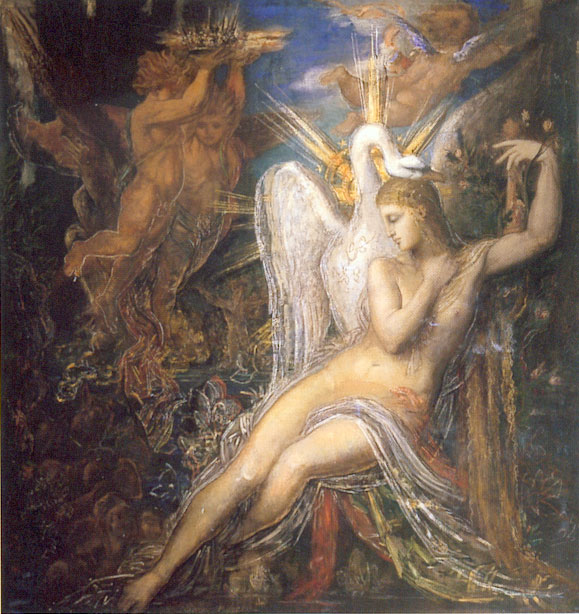
Gustave Moreau, Léda (1865-1875), Paris, musée Gustave-Moreau.

### Cycle de la lyre

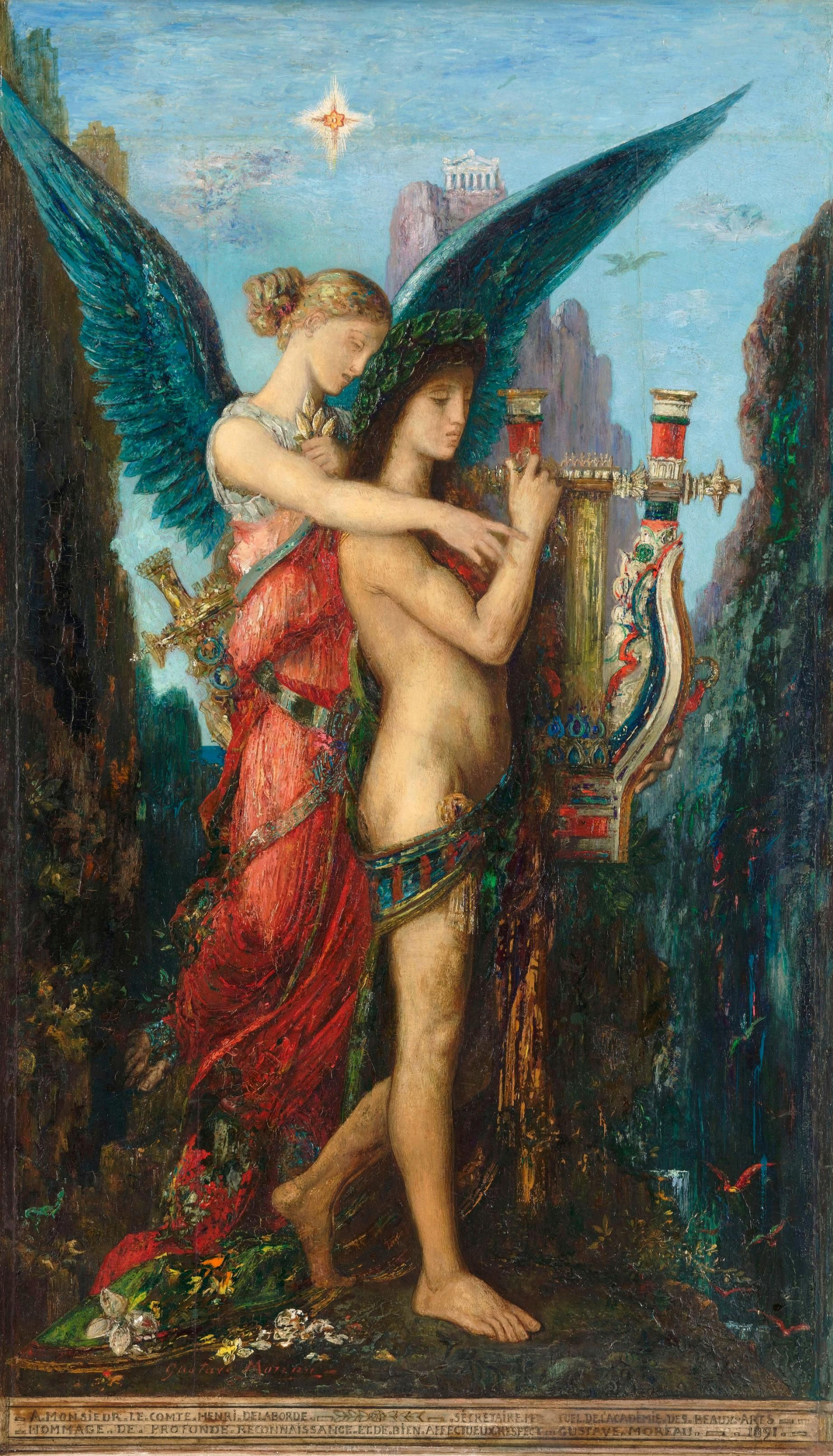
Gustave Moreau, Hésiode et le Muse (1890), Paris, musée d'Orsay.

Ce cycle est nommé par Ary Renan Cycle du Poète et par Léonce Bénédite Cycle de la Lyre. La lyre est ici l’emblème rédempteur d'une religion nouvelle. Cette perception de la lyre comme symbole religieux chez Moreau se retrouve à la fois sous la plume d'Ary Renan et celle de Léonce Bénédite,. Les héros du cycle de la lyre sont des civilisateurs. Ce cycle s'achève avec Les Lyres mortes, œuvre inachevée. Ce cycle est principalement traité par la technique de l'aquarelle.

#### Généalogie et rôle du poète
Il convient tout d'abord de comprendre que Moreau s'inscrit dans une grande tradition, celle de l'« ut pictura poesis », un adage d'Horace signifiant que la peinture est le pendant de la poésie, son équivalent plastique. Cet adage que Léonard de Vinci avait fait sien permet de comprendre le rapport de Gustave Moreau au poète, le poète n'est pas que le poète, c'est l'artiste en général,.
Cette figure du poète apparaît pour la première fois avec Orphée qui ouvre ainsi le cycle. Orphée est une figure particulière puisque les premiers chrétiens l'avaient adoptée comme image messianique, ce qui dit déjà beaucoup du rôle que Moreau attribue au poète,. Mais Moreau ne se contente pas de la figure d'Orphée, on trouve également des Tyrtée, Hésiode et Sapho,. Dans ses œuvres plus tardives, il abandonne les noms historiques ou mythiques pour ne désigner le poète que sous le nom de « poète », il devient alors en quelque sorte anonyme, incarnant plus que jamais l'image de l'artiste en général,.
Le poète chez Moreau est toujours très jeune, vingt ans tout au plus et ses bras frêles portent avec aisance une lyre monumentale et richement ornée. Il incarne l'âme même prisonnière de la matière mais à peine attachée à sa fragile enveloppe corporelle. Du fait de sa nature spirituelle, il est au premier rang de l'humanité devant les rois et les guerriers comme dans Les rois mages par exemple où le musicien occupe le premier rang ou dans Ulysse et les Prétendants où c'est le chanteur Phémius qui est au centre du tableau, sauvé des flèches par l’innocence de son art. Car l'art du poète est toujours bienfaisant, divin et consolateur ; le poète possède même la faculté prophétique, il possède comme Apollon la capacité de voir l'avenir,.

#### Poète: homme et femme

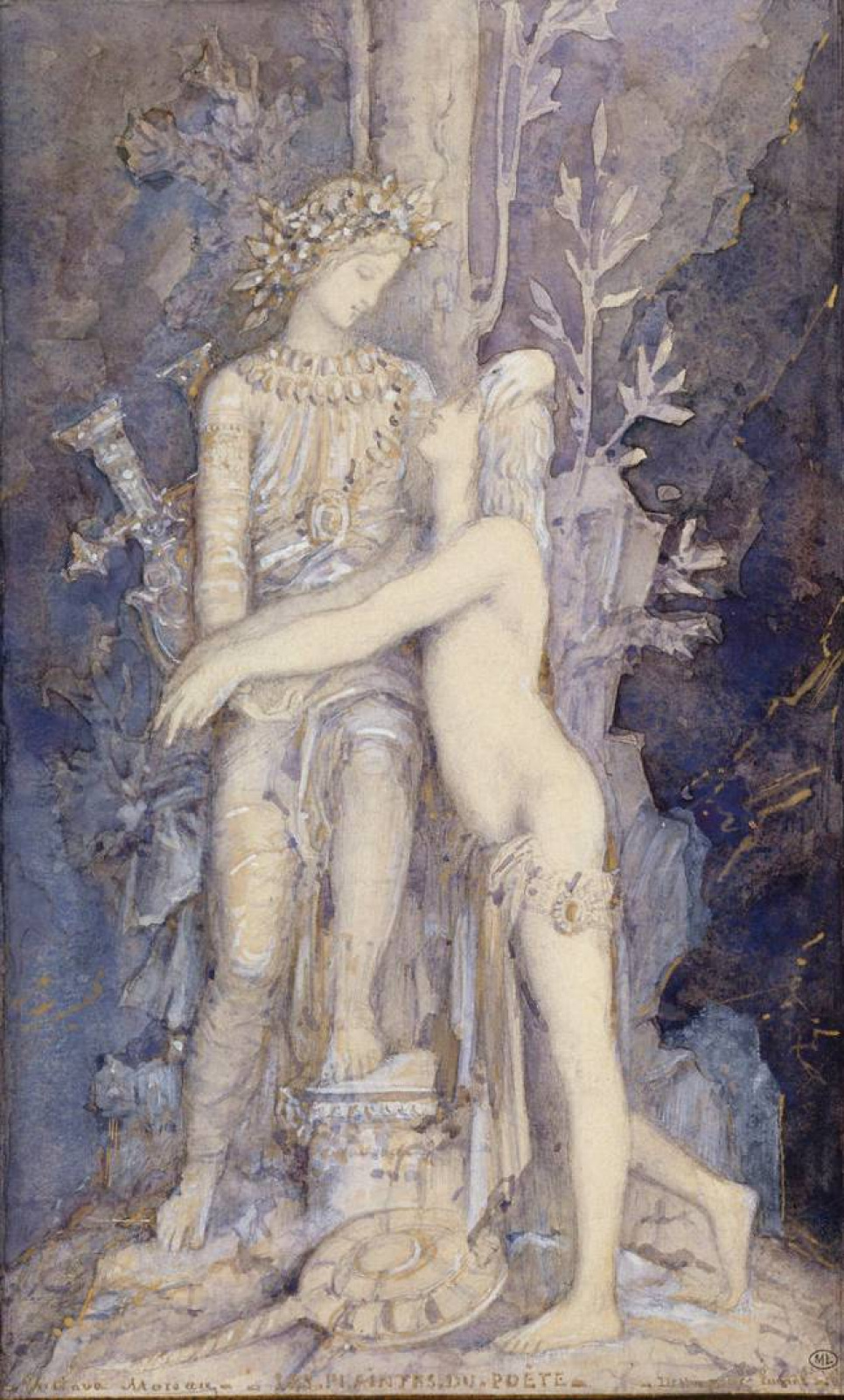
Gustave Moreau, Les Plaintes du poète (1882), Paris, musée du Louvre, département des arts graphiques.

La figure du poète s'inscrit dans un goût pour les corps androgynes typique de la France de la fin du XIXe siècle. Ce thème néoplatonicien s'impose à travers les découvertes archéologiques et fascine les critiques d'art comme Joséphin Peladan qui fait mention dans son œuvre De l'Androgyne de l'Apollon de Piombino découvert en 1832,. La poésie est chez Moreau le lieu où se rencontrent et se confondent le masculin et le féminin, il dit lui-même que son poète est une figure « douce d'aspect, complètement drapée et très féminine. C'est presque une femme ». Ses poètes sont donc véritablement androgynes avec notamment ces longs cheveux et ces corps frêles qui ont pour fonction de désincarner en quelque sorte le poète pour qu'il soit plus proche de l'idée que de la matière contrairement à Jacob ou au Centaure vus précédemment. Ainsi, la proximité avec le corps féminin de rapproche pas le poète d'un être bassement matériel[pas clair], au contraire, ce corps le rapproche de l'immatérialité.
Mais il y a également des poètes dans l'œuvre de Moreau qui sont des femmes, c'est le cas notamment de Sapho ou de sainte Cécile qui partagent aussi des caractères androgynes avec une féminité peu prononcée,. Comme les poètes masculins elles ont ce rôle d'élévation au-dessus de la matière ; ainsi, dans Sainte Cécile endormant un satyre à ses pieds, sainte Cécile incarne l'esprit tandis que le satyre incarne la matière, un même opposition qu'on trouvait déjà dans Poète mort porté par un centaure,. Les figures féminines du monde poétique sont néanmoins plus diverses, il y a par exemple la figure de la Muse qui accompagne souvent le poète comme dans Hésiode et la Muse et incarne tout comme lui les abstractions les plus hautes. La Muse peut aussi incarner une figure consolatrice et maternelle comme dans Les Plaintes du poète par exemple où le poète vient se blottir auprès d'elle. La sirène, figure habituellement cruelle peut jouer dans l'univers poétique de Moreau un rôle protecteur. C'est notamment le cas de La Sirène et le Poète où la sirène protège le poète endormi et sans défense.

#### Le poète et l'orient

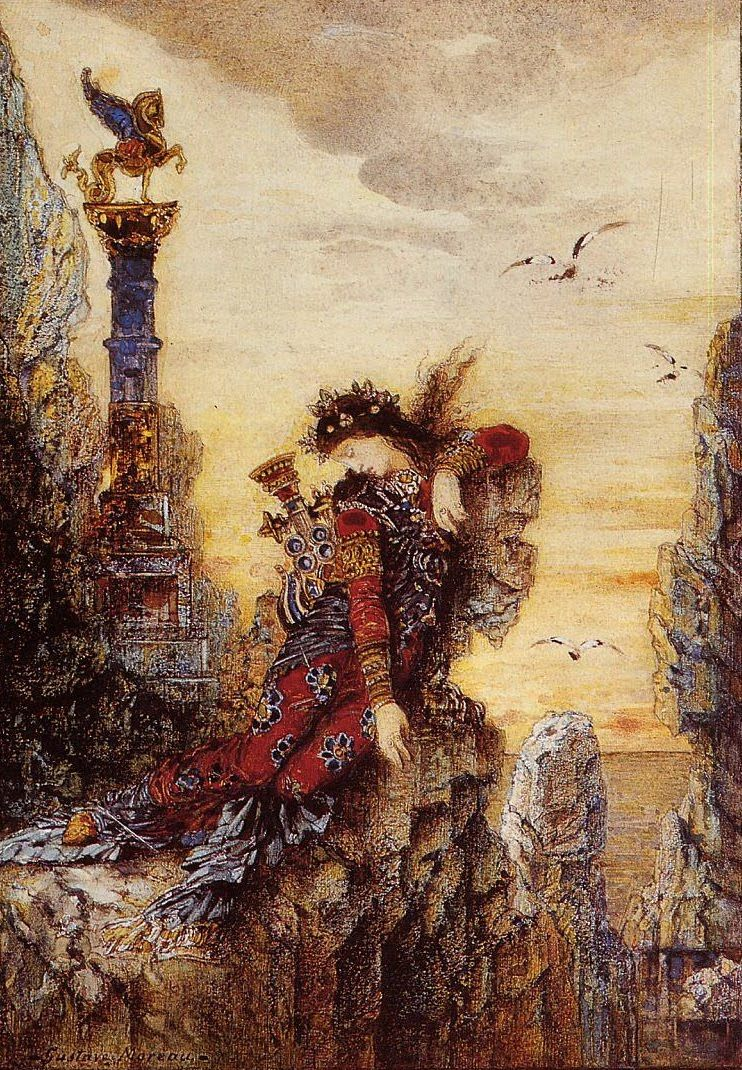
Gustave Moreau, Sapho (1872), Londres, Victoria and Albert Museum.

La figure du poète est l'occasion pour Moreau de montrer son goût pour l'orient avec par exemple le Poète arabe (persan) inspiré de miniatures persanes. C'est également le cas de sa Péri qu'il décline sur plusieurs supports, dont un éventail pour son amie Alexandrine Dureux. Proust reconnaît dans cette Péri l'archétype même du poète, elle vole littéralement grâce à son griffon et s'élève ainsi de la gangue de la matière vers le monde divin. Cette Péri est en fait le pendant oriental de la Muse chez Moreau est ses yeux clos traduisent, comme pour les autres figures poétique, son inspiration poétique et sa vision intérieure. Parfois l'orient et l'occident se rencontrent plus directement avec la Sapho de 1872 par exemple, qui est évidemment une figure grecque mais dont la tenue est inspirée d'une estampe japonaise.

#### Destin du poète
Le destin du poète, toujours tragique, est bien souvent incompris et oublié. Moreau dit « Combien ont péri sans funérailles au fond de ravins solitaires. Certes il arrive qu'un centaure charitable recueille la victime et songe, en son simple cœur, que l'homme est insensé ; mais l'oubli, comme une eau dormante, ensevelit la plupart ». C'est d'ailleurs cette réflexion pessimiste qui achève le cycle de la lyre avec l'œuvre Les Lyres mortes,. Cette œuvre symbolise, en même temps que le sacrifice des poètes, le triomphe de l'idée sur la matière, le triomphe de l'éternel par la figure gigantesque d'un archange représentant le christianisme triomphant.

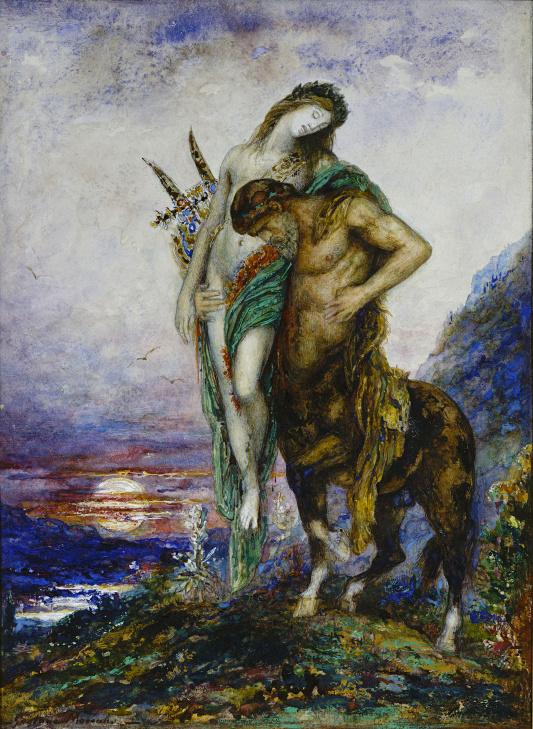
Gustave Moreau, Poète mort porté par un centaure (1890), Paris, musée Gustave-Moreau.
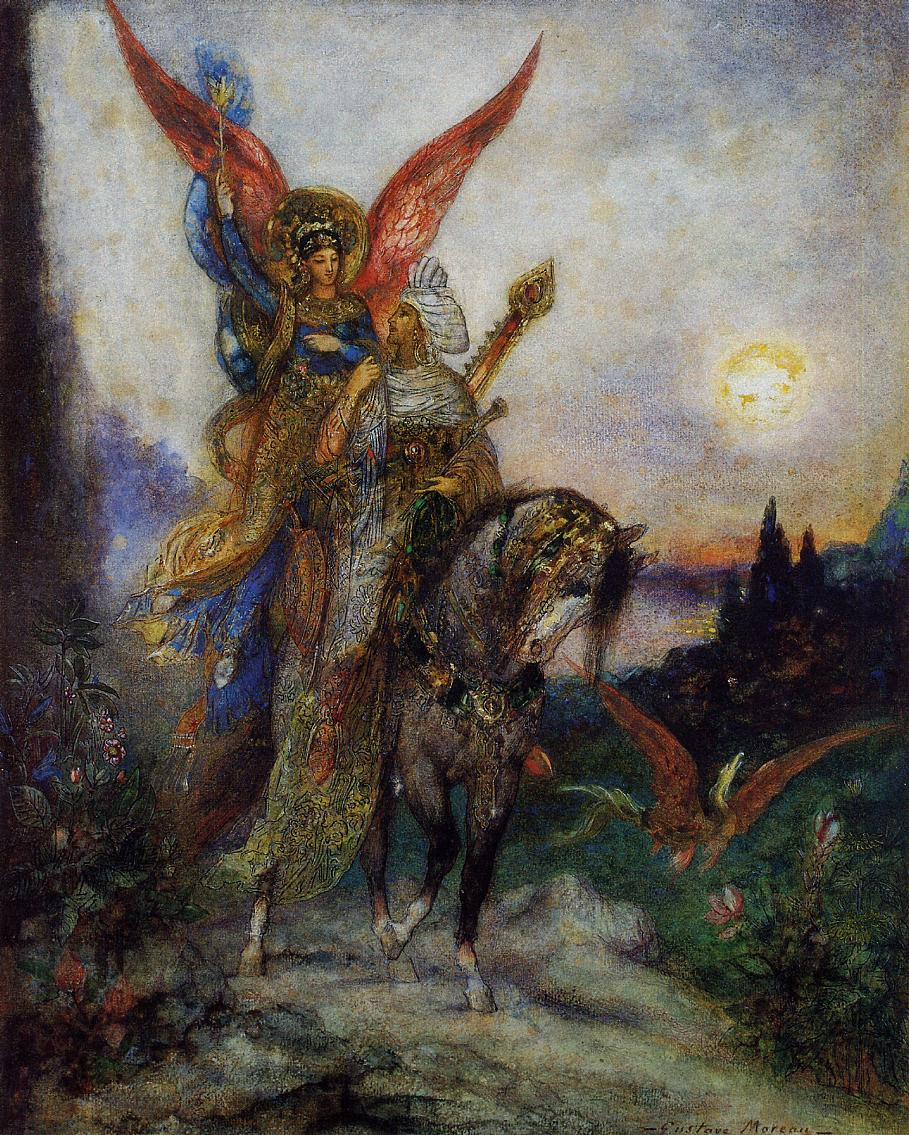
Gustave Moreau, Poète arabe (persan) ou Poésie orientale (vers 1886), Paris, collection particulière.
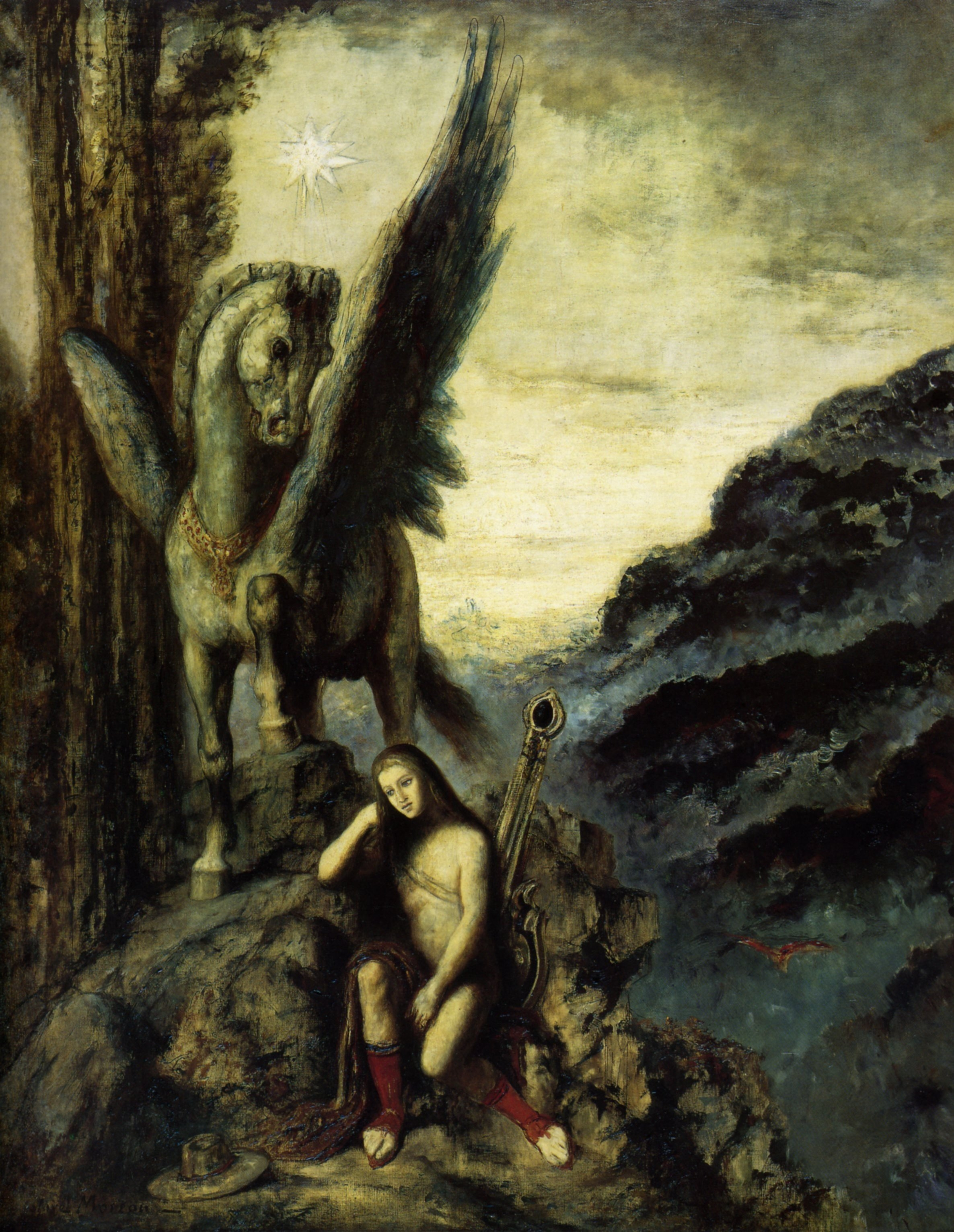
Gustave Moreau, Le Poète voyageur (vers 1891), Paris, musée Gustave-Moreau.
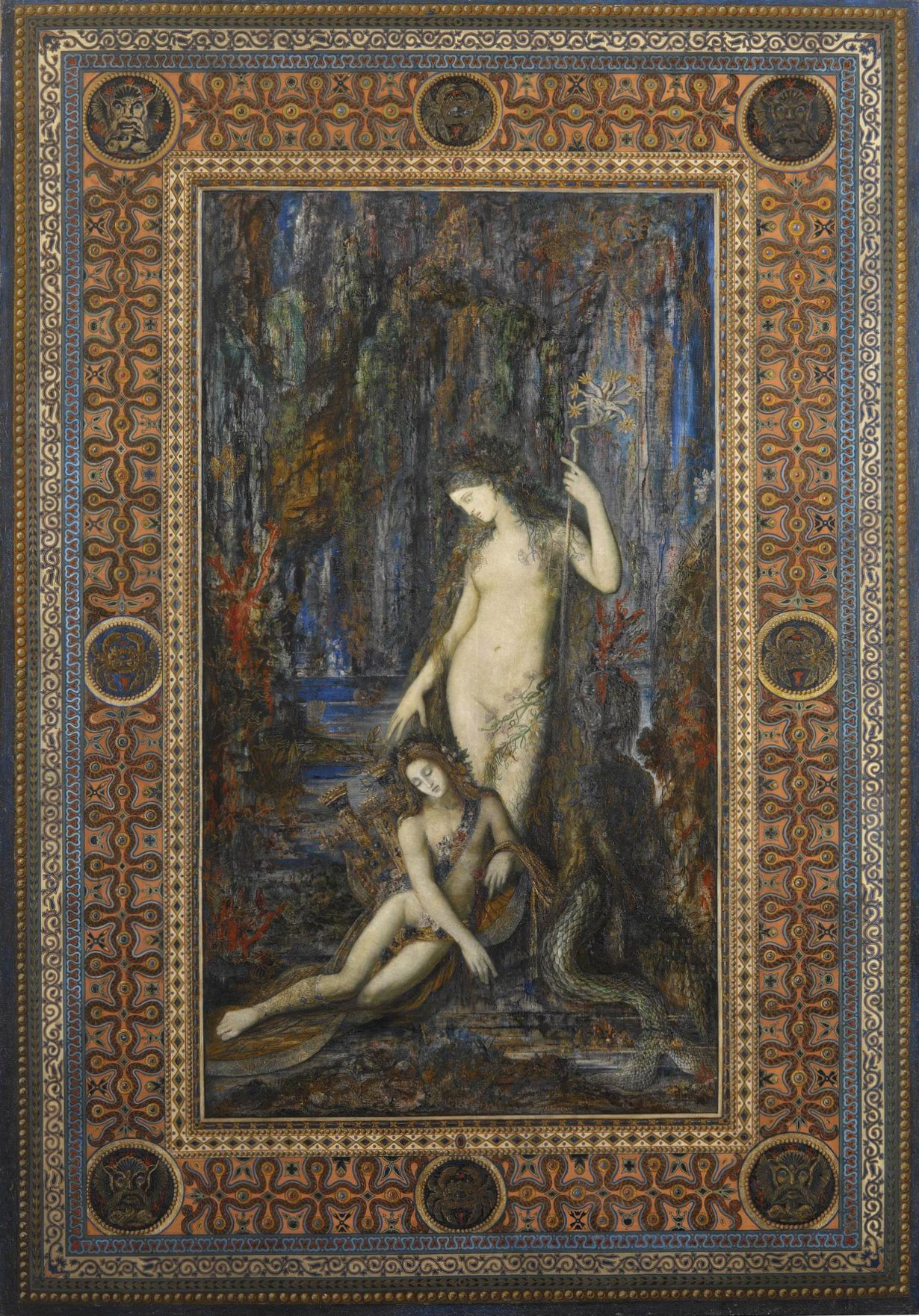
Gustave Moreau, La Sirène et le Poète (1895), Poitiers, musée Sainte-Croix.
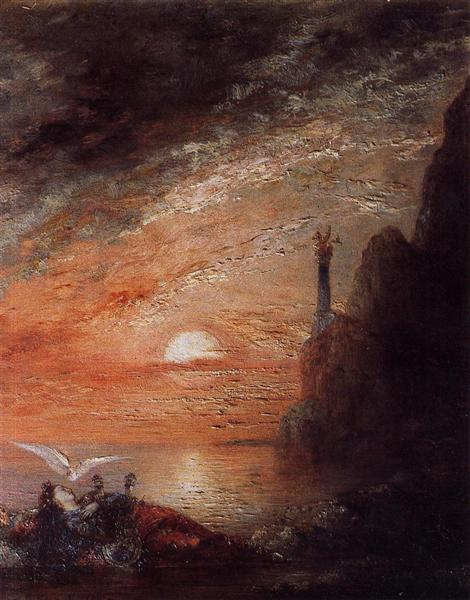
Gustave Moreau, La Mort de Sapho (1876), Saint-Lô, musée des Beaux-Arts.
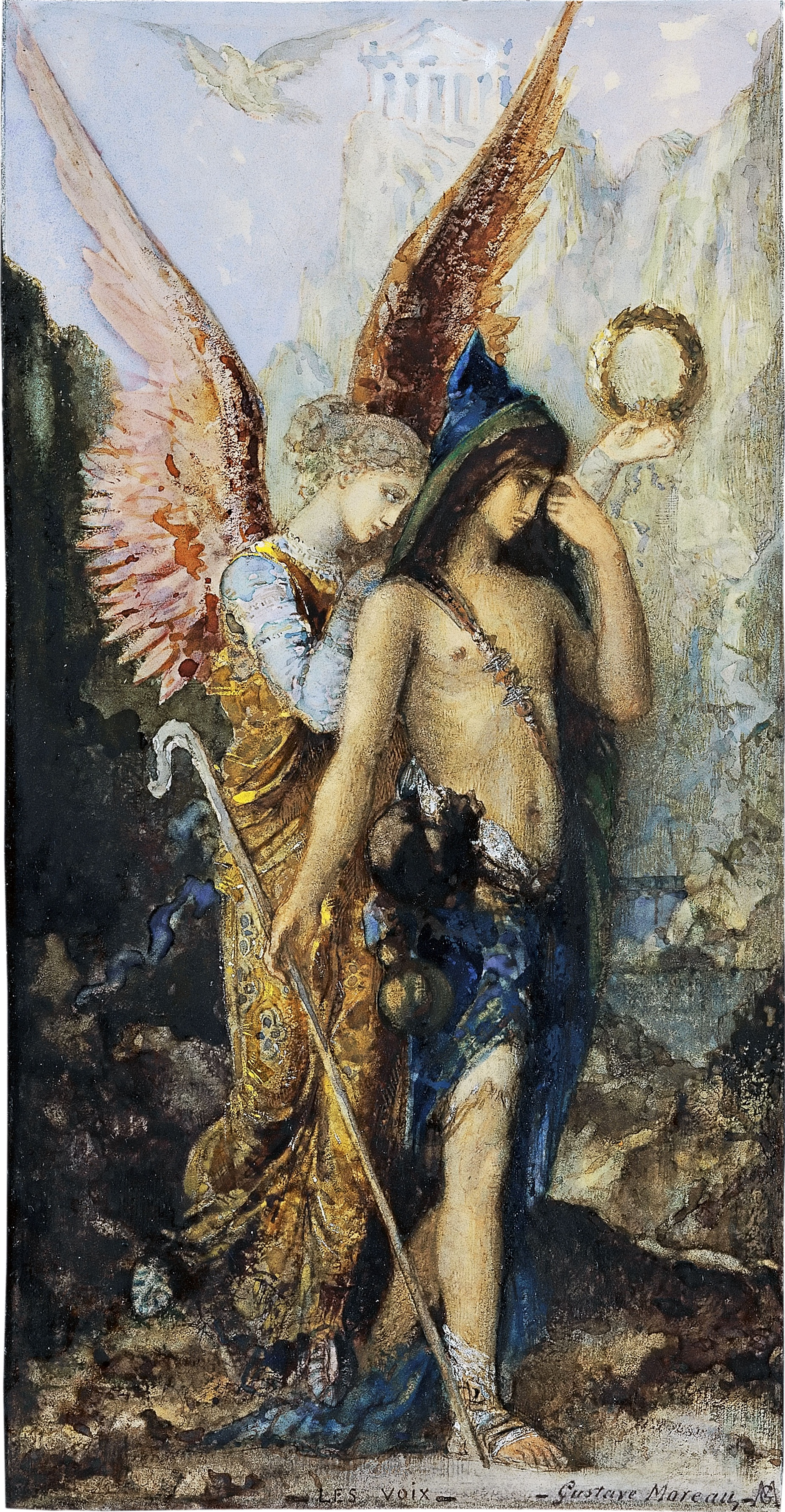
Gustave Moreau, Les Voix (vers 1880), Madrid, musée Thyssen-Bornemisza.

## Style
Gustave Moreau emprunte beaucoup aux maîtres de la Renaissance, introduit des ornements décoratifs jusqu'à saturer la toile (Les Filles de Thespius, 1853-1885 ; Les Prétendants, 1862-1898 ; Le Triomphe d'Alexandre le Grand, 1873-1890 ; Galatée, 1880) et intègre également des motifs exotiques et orientaux dans ses compositions picturales (Salomé tatouée, 1874 ; L'Apparition, 1876-1898 ; Jupiter et Sémélé, 1889-1895), qu'il retravaille et agrandit parfois ultérieurement. Lorsqu'il peint pour lui et non pour les Salons, Moreau peut avoir un style très différent. On le voit notamment avec le Cavalier écossais (c. 1854), peint à gros trait, qui contraste avec ses peintures de Salon plus léchées,. En 1870, son tableau Naissance de Vénus annonce ses ébauches, dont certaines réalisées à partir de 1875 sont proches de ce qui sera la peinture abstraite.

## Esthétique
Quoique Moreau refusât tout discours théorique comme nous l'avons vu plus haut à propos de la sculpture, il eut pour lui-même deux principes directeurs de son art : la belle inertie et la richesse nécessaire,. Ces principes furent définis par Moreau lui-même puis nous sont connus par l'intermédiaire d'Ary Renan.

### La belle inertie
La belle inertie est la représentation de l'instant décisif du point de vue moral plutôt que l'instant pathétique du point de vue scénique. C'est donc la pensée plutôt que l'action qu'il peint.
Cette idée de belle inertie lui vient aussi de l'observation de la sculpture antique, notamment lors de son séjour à Naples, au musée Borbonico. De fait, Moreau n'est pas étranger à la « noble simplicité et calme grandeur » de Winckelmann qui voyait dans la sculpture grecque le modèle à suivre pour tous les arts et disait dans ses Réflexions sur l'imitation des œuvres grecques dans la sculpture et la peinture : « Les attitudes et les mouvements dont la violence, le feu et l’impétuosité sont incompatibles avec cette grandeur calme dont je parle, étaient regardés par les Grecs comme défectueux, et ce défaut s’appelait Parenthyrsis »,. Moreau parle même de figures de ses tableaux comme de « statues vivantes » ou de « caryatides animées ». Il y a en somme chez Moreau, à travers ce concept de belle inertie un refus catégorique de la copie sur nature et en opposition, une idéalisation du corps. Mais cette idéalisation du corps n'est pas une fin en soi, elle vise à manifester le rêve et l'immatériel. Commentant les Prophètes et les Sibylles de Michel-Ange à la Chapelle Sixtine, Moreau dit ceci :

« Toutes ces figures semblent être figées dans un geste de somnambulisme idéal ; elles sont inconscientes du mouvement qu'elles exécutent, absorbées dans la rêverie au point d'être emportées vers d'autres mondes. C'est ce seul sentiment de rêverie profonde qui les sauve de la monotonie. Quels actes accomplissent-elles ? Que pensent-elles ? Où vont-elles ? Sous l'empire de quelles passions sont-elles ? On ne se repose pas, on n'agit pas, on ne médite pas, on ne marche pas, on ne pleure pas, on ne pense pas de cette façon sur notre planète… »

C'est cette voie que Moreau a tenté de suivre dans toute son œuvre des Prétendants des premières années aux Argonautes des dernières.

### La richesse nécessaire
La richesse nécessaire est un goût décoratif poussé à l'extrême. Moreau tient ce principe de l'observation des anciens dont il dit qu'ils cherchaient toujours à mettre dans leurs œuvres ce qu'il y avait de plus beau et de plus riche en leur temps. Cette ornementation foisonnante leur a permis de créer des « univers dépassant le réel » et c'est cela que Moreau vise dans ces œuvres. Il dit ainsi :

« Qu'ils viennent des Flandres ou de l'Ombrie, de Venise ou de Cologne, les maîtres se sont efforcés de créer un univers dépassant le réel. Ils ont été jusqu'à imaginer des ciels, des nuages, des sites, des architectures, des perspectives insolites et tenant du prodige, Quelles villes bâtissent un Carpaccio ou un Memling pour y promener sainte Ursule, et quelle Tarse édifie Claude Lorrain pour sa petite Cléopâtre ! Quelles vallées creusées dans le saphir ouvrent les peintres lombards !
Enfin, partout, aux murs des musées, que de fenêtres ouvertes sur des mondes artificiels qui semblent taillées dans le marbre et l'or et sur des espaces nécessairement chimériques ! »

Cette richesse nécessaire, donc ce goût pour la création d'univers dépassant le réel, l'autorise à toutes les fantaisies et tous les anachronismes, dont entre autres choses le mélange d'art antique occidental et asiatique.

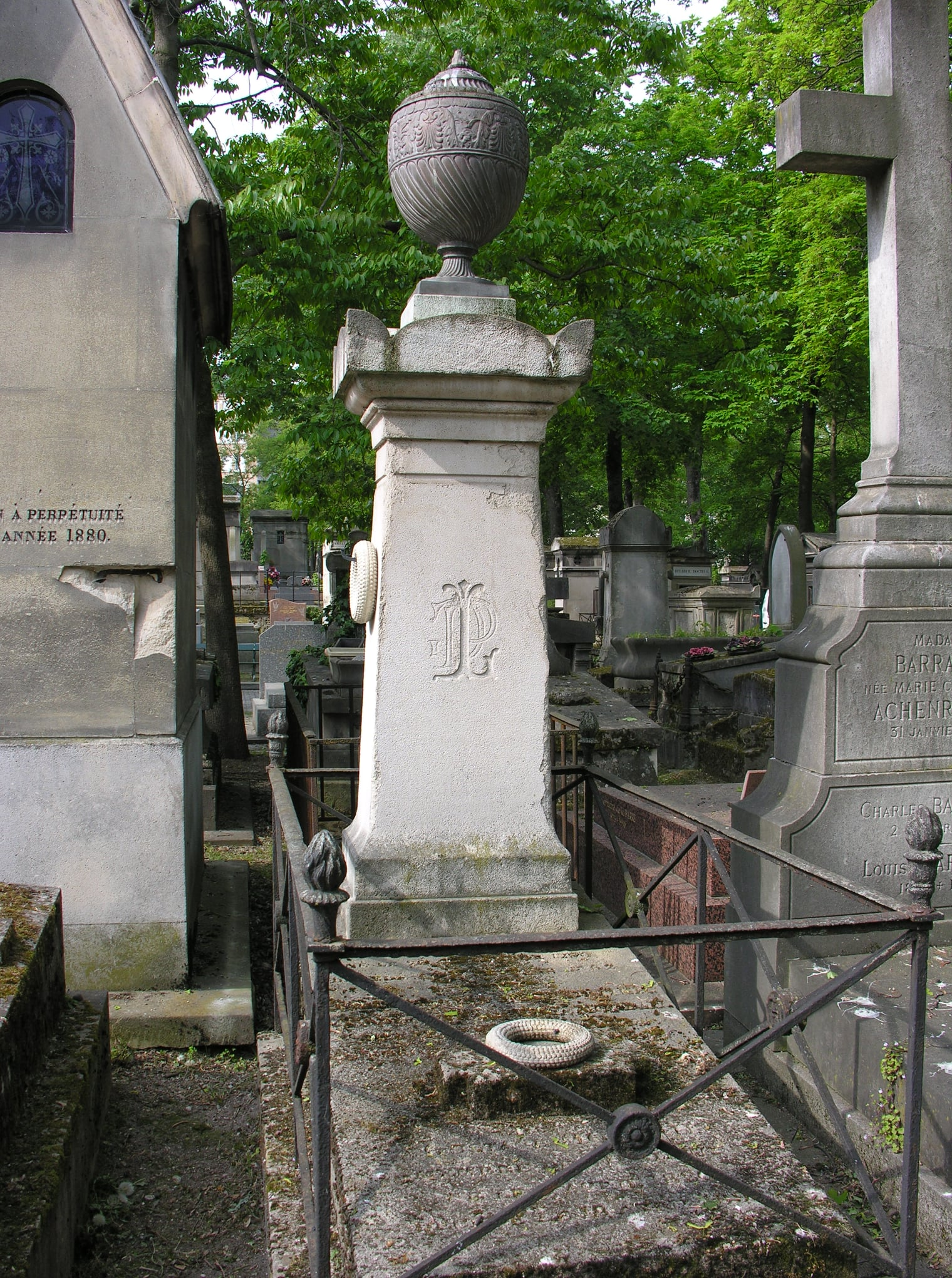
Sépulture de Gustave Moreau, Paris, cimetière de Montmartre.

## Voir et connaître l'œuvre de Gustave Moreau
Du fait de sa discrétion et de son dégoût des Salons, on ne peut voir de Gustave Moreau qu'une seule œuvre de son vivant : l'Orphée du musée du Luxembourg. La connaissance de son œuvre est donc malaisée et il tombe vite dans les oubliettes de l'histoire de l'art, longtemps confondu avec les peintres pompiers. Le catalogue de ses œuvres était donc une entreprise urgente et ce fut d'abord Alfred Baillehache-Lamotte qui constitua un catalogue manuscrit appelé Nouveau catalogue de l'œuvre de Gustave Moreau remis à jour en 1915,. L'ouverture du musée Gustave Moreau en 1903 n'a pas non plus permis de faire connaître le travail du peintre puisque les premiers visiteurs qui s'y rendent sont déçus de n'y voir que des œuvres inachevées. Il faut donc attendre un demi-siècle pour qu'en 1961 une exposition lui soit consacrée au Louvre et qu'un ouvrage intitulé L'Art fantastique de Gustave Moreau de Ragnar von Holten et André Breton soit publié. Dès lors, on comprend bien que pour voir l'œuvre de Gustave Moreau dans toute sa diversité, la seule solution est de se rendre à des expositions temporaires. En effet, c'est de loin le musée Gustave Moreau qui possède le plus grand nombre d'œuvres mais ces œuvres sont souvent inachevées et n'ont pas été connues de ses contemporains. Tandis que ses peintures d'histoire au style plus fini, et bon nombre d'aquarelles se trouvent réparties dans de nombreux musées, principalement en France, aux États-Unis et au Japon,.